# Varsavia

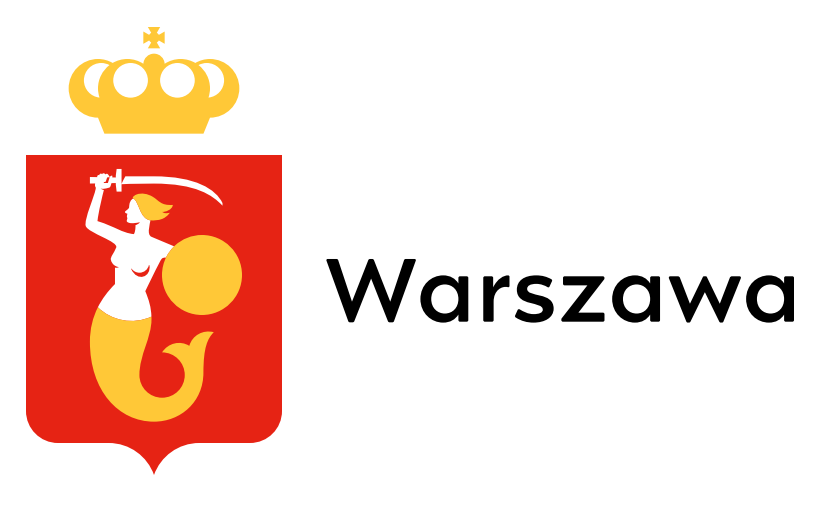
Logo

Varsavia (AFI: /varˈsavja/; in polacco , [varˈʂava]; in tedesco Warschau; in yiddish וואַרשע‎?, Varshe) è la capitale della Polonia, situata nella parte centro-orientale del Paese nel voivodato della Masovia, sul fiume Vistola. Varsavia è la città più grande della Polonia in termini di popolazione con 1 862 402 residenti registrati al 30 giugno 2024 e la sua area metropolitana di circa 3 269 510 abitanti. Si classifica al decimo posto delle città più popolose dell'Unione europea. La città è il principale centro scientifico, culturale, politico ed economico della Polonia; è anche il capoluogo del voivodato della Masovia, e costituisce al contempo comune e distretto.
La storia della città risale alla fine del XIII secolo. A quel tempo era una piccola città di pescatori. Nel 1569 re Sigismondo III di Polonia trasferì la sua corte insieme alla capitale della Polonia da Cracovia a Varsavia. Una volta descritta come la "Parigi del Nord", Varsavia fu considerata una delle città più belle del mondo fino alla seconda guerra mondiale. Bombardata all'inizio dell'invasione tedesca nel 1939, la città resistette. Le deportazioni della popolazione ebraica nei campi di concentramento portarono alla Rivolta del ghetto di Varsavia nel 1943 e alla distruzione del ghetto dopo un mese di combattimenti. Una rivolta generale a Varsavia tra agosto e ottobre 1944 portò a ulteriori devastazioni. Varsavia ha acquisito il nuovo titolo di "città fenice" a causa della sua lunga storia e ricostruzione dopo la seconda guerra mondiale, che aveva lasciato in rovina più dell'85% degli edifici.
Varsavia è la sede di Frontex, l'agenzia europea della guardia di frontiera e costiera. Varsavia è anche una delle città metropolitane più dinamiche d'Europa. Nel 2012 l'Economist Intelligence Unit ha classificato Varsavia come la 32ª città più vivibile al mondo. Nel 2017 la città è arrivata 4ª nella categoria "Business-friendly" e 8ª in "Capitale umano e stile di vita". Inoltre è stata classificata come una delle città più vivibili dell'Europa centrale e orientale.
Il centro storico di Varsavia è stato inserito nel 1980 tra i patrimoni dell'umanità dall'UNESCO. È la parte più antica della città ed è anche la principale attrazione turistica con la Colonna di Sigismondo, il Barbacane e il Castello Reale.

## Geografia e clima

### Geografia fisica

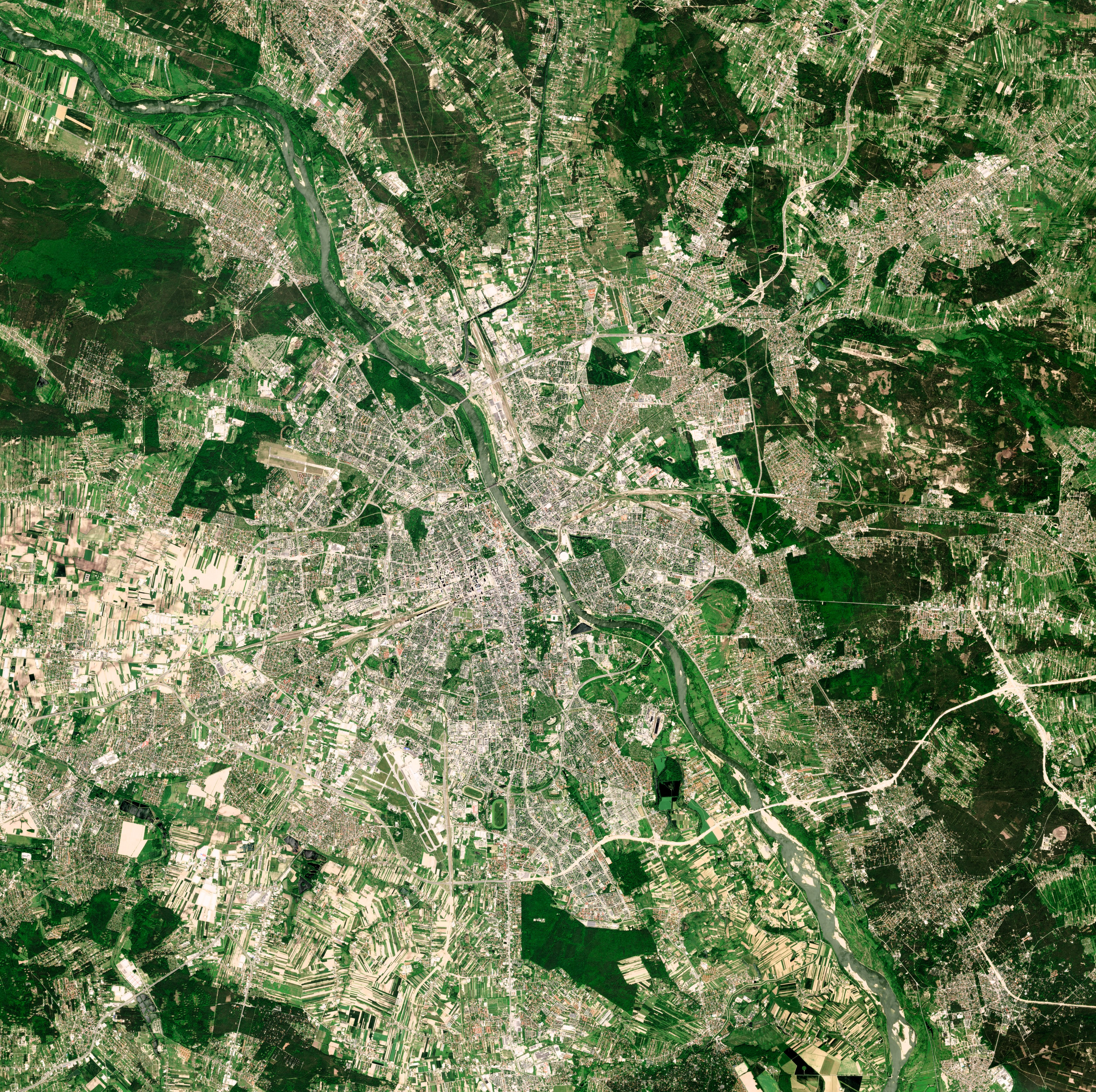
Immagine satellitare

Varsavia è situata sul medio corso del fiume Vistola. La città è collocata su entrambe le rive del fiume, a una distanza di circa 350 chilometri dai monti Carpazi e dal Mar Baltico. Il paesaggio caratteristico della città è costituito dalla pianura creata dall'erosione del fiume Vistola. Sono presenti anche alcuni tumuli, costituiti dalle rovine della seconda guerra mondiale e dai rifiuti, accatastati da parte dell'uomo, come il Tumulo della rivolta di Varsavia (altezza di 121,0 m s.l.m.), e il tumulo Szczęśliwicki (altezza di 138,0 m s.l.m. - il punto più alto di Varsavia).

### Clima
Il clima di Varsavia è di tipo continentale umido nella classificazione di Köppen del clima continentale. Le caratteristiche del clima di Varsavia sono abbastanza uniformi, precipitazioni di media sono circa 518,9 mm all'anno con un massimo in luglio (73,2 mm) e di minimo in febbraio (22 mm). La media annuale della temperatura è di 8,3 °C con un massimo in luglio (23,4 °C) e minimo in gennaio (-4,8 °C), quindi in inverno la temperatura può scendere fino a -20° e in estate può superare i 30°. 
Varsavia è spesso sotto l'influenza di masse d'aria polari provenienti dal mar Baltico (circa il 60% dei giorni all'anno), e quelle polari continentali (circa il 30% dei giorni all'anno).
Tabella temperature e precipitazioni: Medie mensili
| Varsavia            | Mesi | Mesi | Mesi | Mesi | Mesi | Mesi | Mesi | Mesi | Mesi | Mesi | Mesi | Mesi | Stagioni | Stagioni | Stagioni | Stagioni | Anno  |
| Varsavia            | Gen  | Feb  | Mar  | Apr  | Mag  | Giu  | Lug  | Ago  | Set  | Ott  | Nov  | Dic  | Inv      | Pri      | Est      | Aut      | Anno  |
| ------------------- | ---- | ---- | ---- | ---- | ---- | ---- | ---- | ---- | ---- | ---- | ---- | ---- | -------- | -------- | -------- | -------- | ----- |
| T. max. media (°C)  | 0,4  | 1,9  | 6,8  | 13,1 | 19,3 | 21,9 | 23,6 | 23,4 | 17,9 | 12,3 | 5,5  | 1,9  | 1,4      | 13,1     | 23,0     | 11,9     | 12,3  |
| T. min. media (°C)  | −4,8 | −4,0 | −1,0 | 3,1  | 8,1  | 11,3 | 12,9 | 12,3 | 8,6  | 4,4  | 0,3  | −2,8 | −3,9     | 3,4      | 12,2     | 4,4      | 4,0   |
| Precipitazioni (mm) | 22,1 | 22,0 | 28,1 | 34,1 | 50,7 | 71,3 | 73,2 | 59,0 | 49,0 | 38,2 | 36,6 | 34,6 | 78,7     | 112,9    | 203,5    | 123,8    | 518,9 |
| Giorni di pioggia   | 15   | 14   | 13   | 12   | 12   | 13   | 13   | 12   | 12   | 13   | 14   | 15   | 44       | 37       | 38       | 39       | 158   |

## Origini del nome

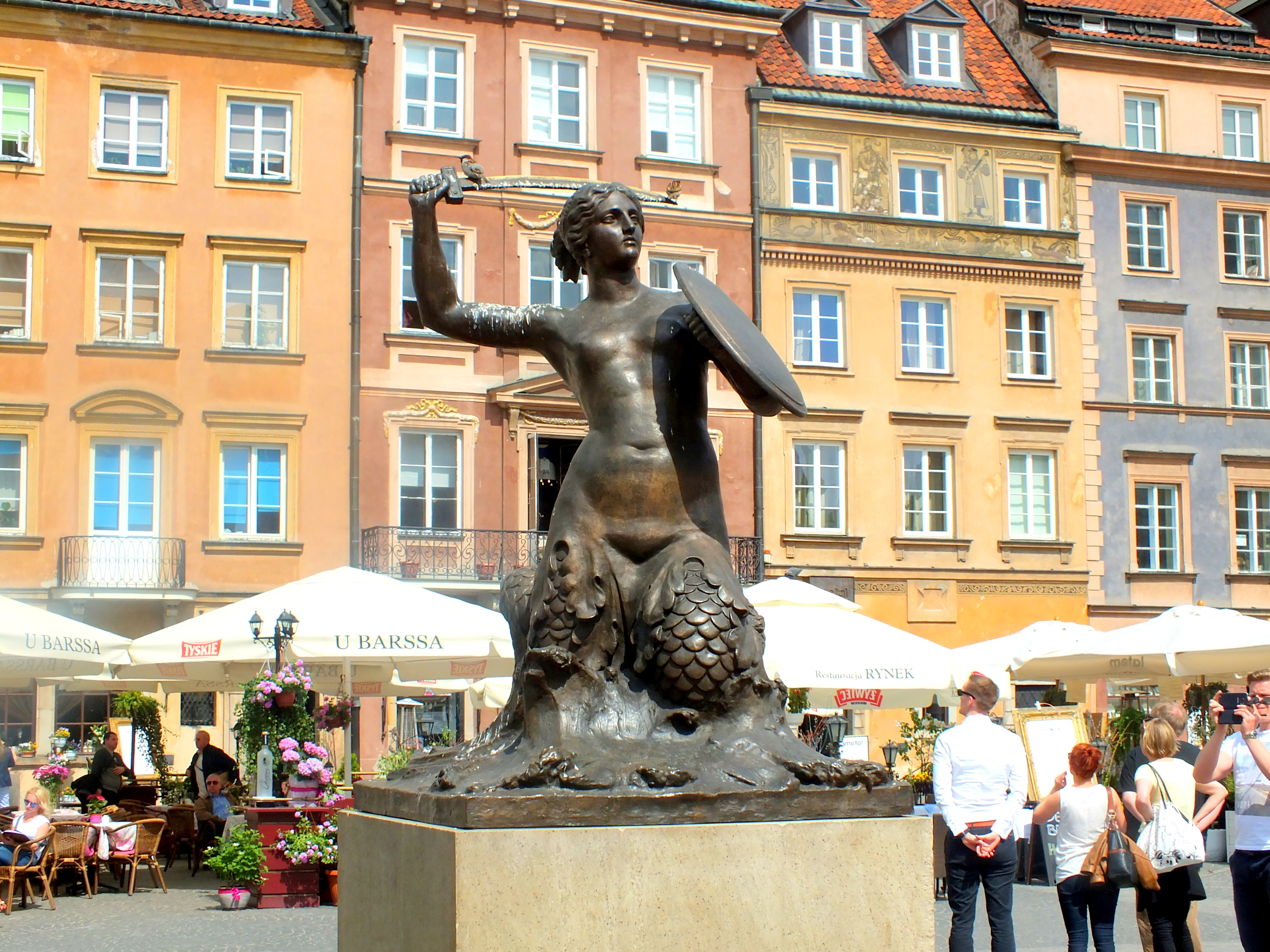
La sirena, simbolo di Varsavia

Le prime tracce del nome appaiono nel XIV secolo come Warseuiensis (1321), Varschewia (1342) e nel XV secolo come Warschouia (1482). Il nome medievale era Warszewa o Warszowa. Molto probabilmente proviene dalla forma abbreviata del nome polacco Warcisław o Wrocisław, utilizzato per i primogeniti della nobile famiglia dei Rawów, i proprietari dei terreni nell'attuale centro storico della città.
La modifica del nome di Varsavia è il risultato della dialettica di Masovia del XVI secolo, per la quale il nome passò da Warszewa a Warszawa (Varsavia).
La leggenda popolare vuole che Varsavia sia la fusione del nome del pescatore Wars e di Sawa, sirena della Vistola, dando così anche origine allo stemma della città.

## Storia
Le prime tracce di abitato risalgono probabilmente al X secolo, con un insediamento fortificato nell'attuale sobborgo di Bródno. Le origini della città risalgono alla fondazione, alla fine del XIII secolo, di una prima residenza (castello Ujazdowski, o Zamek Ujazdowski) da parte dei duchi di Masovia. Il duca Bolesław II (1294-1313) fondò quindi il nucleo più antico del Castello Reale): a quest'epoca si data la prima citazione documentata della città di Varsavia.
L'abitato che si sviluppò intorno al Castello divenne il principale centro del ducato di Masovia, e la sua chiesa (oggi cattedrale di San Giovanni) ottenne il titolo di chiesa collegiata nel 1406. Alla fine del XIV secolo il duca Janusz I Starszy ne aveva fatto la sua capitale e la città si espanse al di fuori dell'originaria cerchia di mura, con la Città Nuova, che si separò amministrativamente dalla Città Vecchia, racchiusa dalle mura, nel 1408.

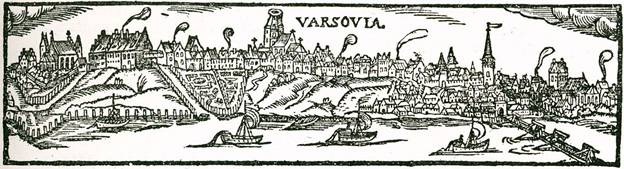
Illustrazione di Varsavia nel 1573 circa

Nel 1526, con la morte dell'ultimo duca di Masovia, Janusz III, Varsavia passò sotto il dominio diretto dei re di Polonia. Nel 1569 vi fu trasferito il parlamento dalla allora capitale Cracovia e nel 1596 il re Sigismondo III Wasa vi spostò la propria residenza, facendone la nuova capitale del regno di Polonia.

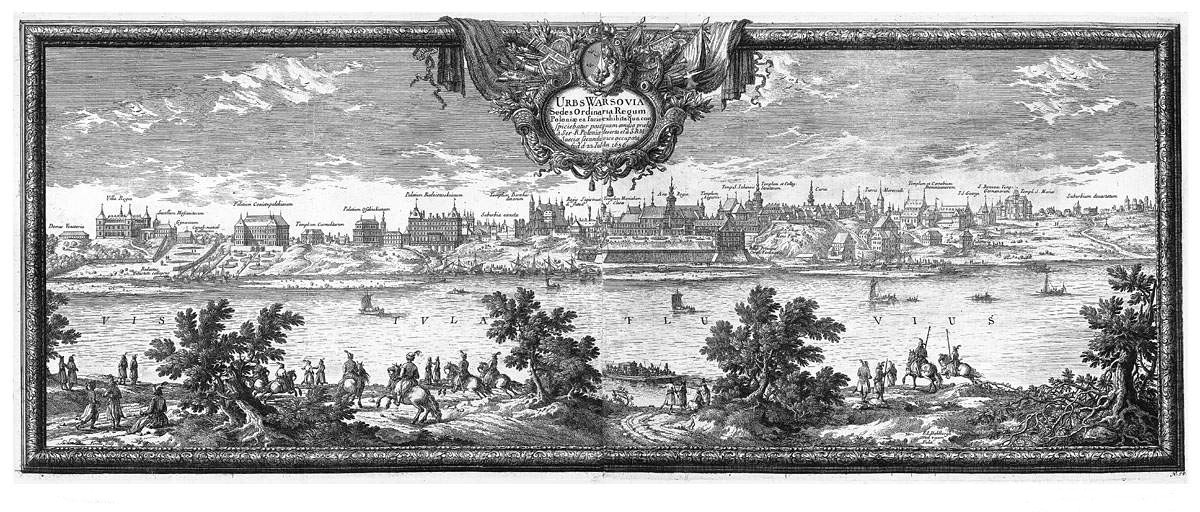
Vista di Varsavia nel 1656

Nel corso del cosiddetto "Diluvio" gli Svedesi occuparono la città nel 1655, causando numerose distruzioni. La città venne quindi lentamente ricostruita e visse un notevole periodo di sviluppo sotto il re Giovanni III Sobieski, eletto nel 1674. Nella prima metà del XVIII secolo, sotto i re sassoni della dinastia Wettin, Augusto II e Augusto III, che governarono la Polonia dalla loro corte di Dresda, venne costruito il cosiddetto "Asse sassone", una nuova residenza reale circondata da un parco, sul modello del Castello di Versailles, che doveva costituire l'asse per una nuova espansione urbanistica della città.

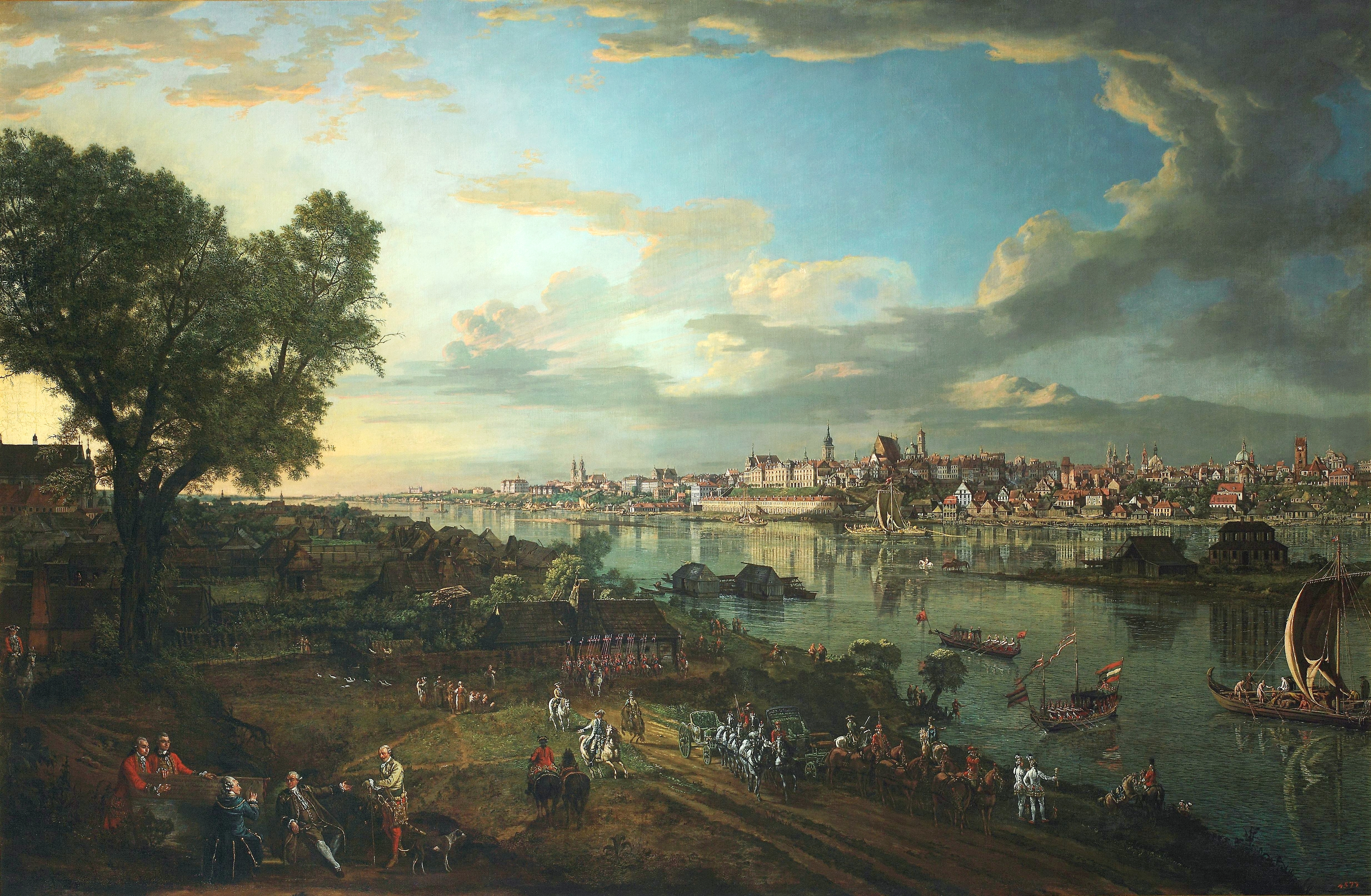
Panorama di Varsavia nel 1770, in un dipinto di Bernardo Bellotto

Sotto il re Stanislao Augusto Poniatowski, eletto nel 1764, la Polonia divenne prima un protettorato di fatto della Russia (1767) e perse quindi progressivamente la propria indipendenza con le tre successive "spartizioni" del 1772, 1793 e 1795, con cui i territori della Confederazione polacco-lituana vennero spartiti tra Austria, Russia e Prussia. Varsavia venne occupata nel 1796 dalla Prussia e, dopo la breve parentesi napoleonica, con la costituzione del ducato di Varsavia nel 1807, nel 1815 fu la capitale del regno polacco, governato dallo zar di Russia. Dopo le rivolte del novembre 1830 e del gennaio 1863, il regno fu definitivamente abolito e il suo territorio inglobato nell'Impero russo, inoltre la città e la sua popolazione furono sottoposti a una forzata russificazione.
La città ebbe un periodo di fioritura sotto il sindaco Sokrates Starynkiewicz (1875-1892), con la realizzazione di: una moderna rete idrica, una estesa rete tranviaria, illuminazione stradale e delle condutture del gas.
Ritornata la Polonia all'indipendenza nel 1918, alla fine della prima guerra mondiale, nel 1920 venne combattuta una battaglia nei sobborghi orientali della città, con la quale l'esercito polacco sconfisse l'Armata Rossa.

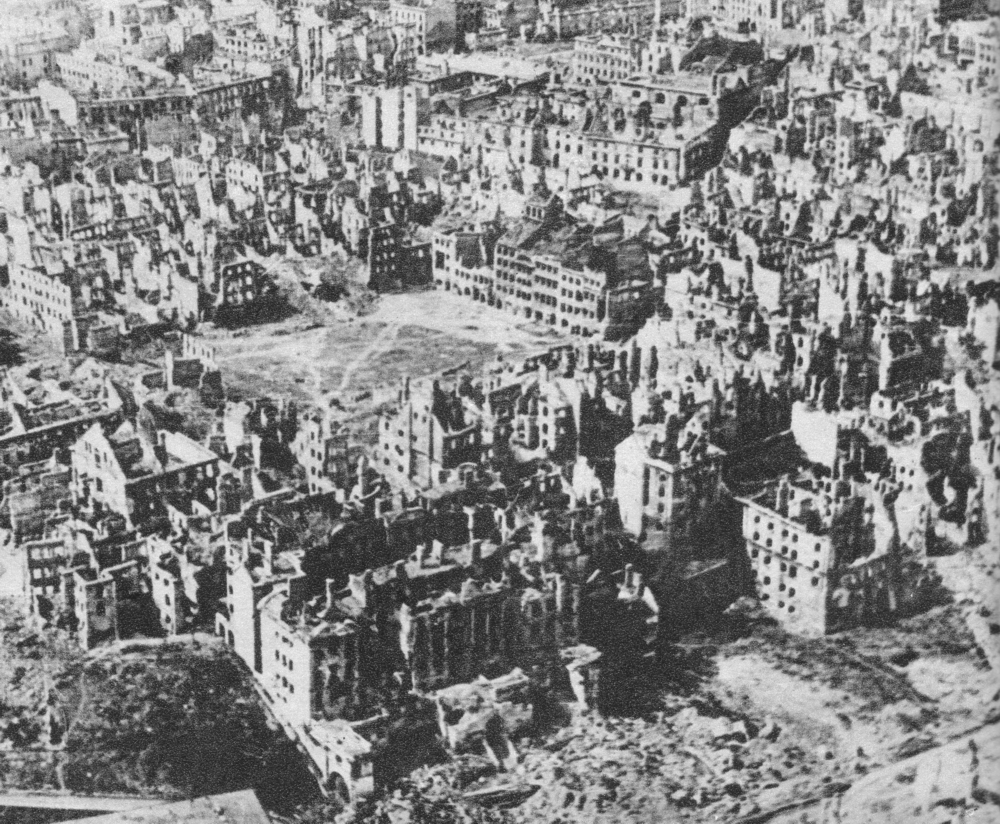
Le rovine della Città Vecchia dopo la seconda guerra mondiale.

Con l'invasione tedesca del 1939, anche Varsavia venne occupata dai Nazisti dopo un assedio che portò alla distruzione del 10-15% dei suoi edifici. Nel periodo in cui fu in vigore il trattato Germania-Unione Sovietica, la città si trovò sul confine. Infatti fu decisa come linea di demarcazione tra Germania e Unione Sovietica la linea Narew-Bug-Vistola-San. I quartieri orientali della città furono occupati dalla Russia. Durante l'occupazione, i 500.000 Ebrei della città e dintorni furono rinchiusi nel Ghetto e in seguito massacrati nonostante una strenua resistenza finale durata oltre un mese, tra il 19 aprile e il 16 maggio 1943 (Rivolta del ghetto di Varsavia). Tra il 1º agosto e il 2 ottobre 1944, per anticipare l'intervento delle truppe sovietiche, la resistenza polacca insorse, resistendo per 63 giorni. L'insurrezione non fu scatenata per aiutare l'avanzata sovietica o comunque in modo coordinato con essa, al contrario fu iniziata per prevenire la liberazione di Varsavia da parte dell'Armata Rossa e liberare la città senza l'aiuto delle forze sovietiche. I nazionalisti polacchi non volevano che Varsavia fosse liberata dall'Armata Rossa, bensì volevano farlo loro stessi come simbolo della lotta di liberazione e della futura indipendenza polacca. I sovietici fortemente provati dalle perdite subite durante l'operazione Bagration, e impegnati ad affrontare i pesanti contrattacchi tedeschi sulle teste di ponte della Vistola e più a nord sui fiumi Bug e Narew, furono impossibilitati ad intervenire. Dopo aver sedato la rivolta, per rappresaglia, i tedeschi deportarono l'intera popolazione di Varsavia e distrussero la città quasi completamente. Solo nel gennaio del 1945 l'Armata Rossa riuscì a liberare Varsavia, una città con ormai l'85% degli edifici completamente distrutto.
Il 14 maggio 1955, fu sottoscritto nel palazzo presidenziale il Patto di Varsavia. Un'alleanza militare tra i paesi del Blocco Sovietico, nata come contrapposizione alla NATO.
Varsavia fu quindi la capitale della Repubblica Popolare Polacca, sotto l'influenza sovietica. Molte delle case nelle antiche vie del centro storico e le principali chiese e palazzi (ma non i monumenti della Varsavia ebraica) furono ricostruiti nella loro forma originale, e a questi si aggiunsero progetti di palazzi residenziali e nuovi edifici pubblici. Nel 1980 il centro storico della Città Vecchia venne iscritto tra i Patrimoni dell'Umanità dell'UNESCO. Nel 1995 venne completata la prima linea della metropolitana.

## Monumenti e luoghi d'interesse
Nel XVIII e XIX secolo Varsavia era conosciuta con il nome di "Parigi del Nord", per i suoi ampi viali alberati e la struttura architettonica classicheggiante e di ampio respiro. Tuttavia, durante la seconda guerra mondiale la città venne quasi completamente distrutta e la successiva ricostruzione ne cambiò sensibilmente il carattere e l'assetto urbanistico.
Nonostante la ricostruzione dei maggiori monumenti e parchi storici, riportati al loro antico splendore, l'aspetto di Varsavia venne caratterizzato indelebilmente dall'architettura del realismo socialista, come emerge da uno dei nuovi simboli della città e principale punto di riferimento spaziale, il Palazzo della Cultura e della Scienza (Pałac Kultury i Nauki, o PKiN), esempio di architettura real-socialista monumentale.
Questo enorme edificio, eretto negli anni 1952-1955, situato accanto alla stazione centrale, occupa quello che attualmente è il centro commerciale, finanziario e economico di Varsavia.

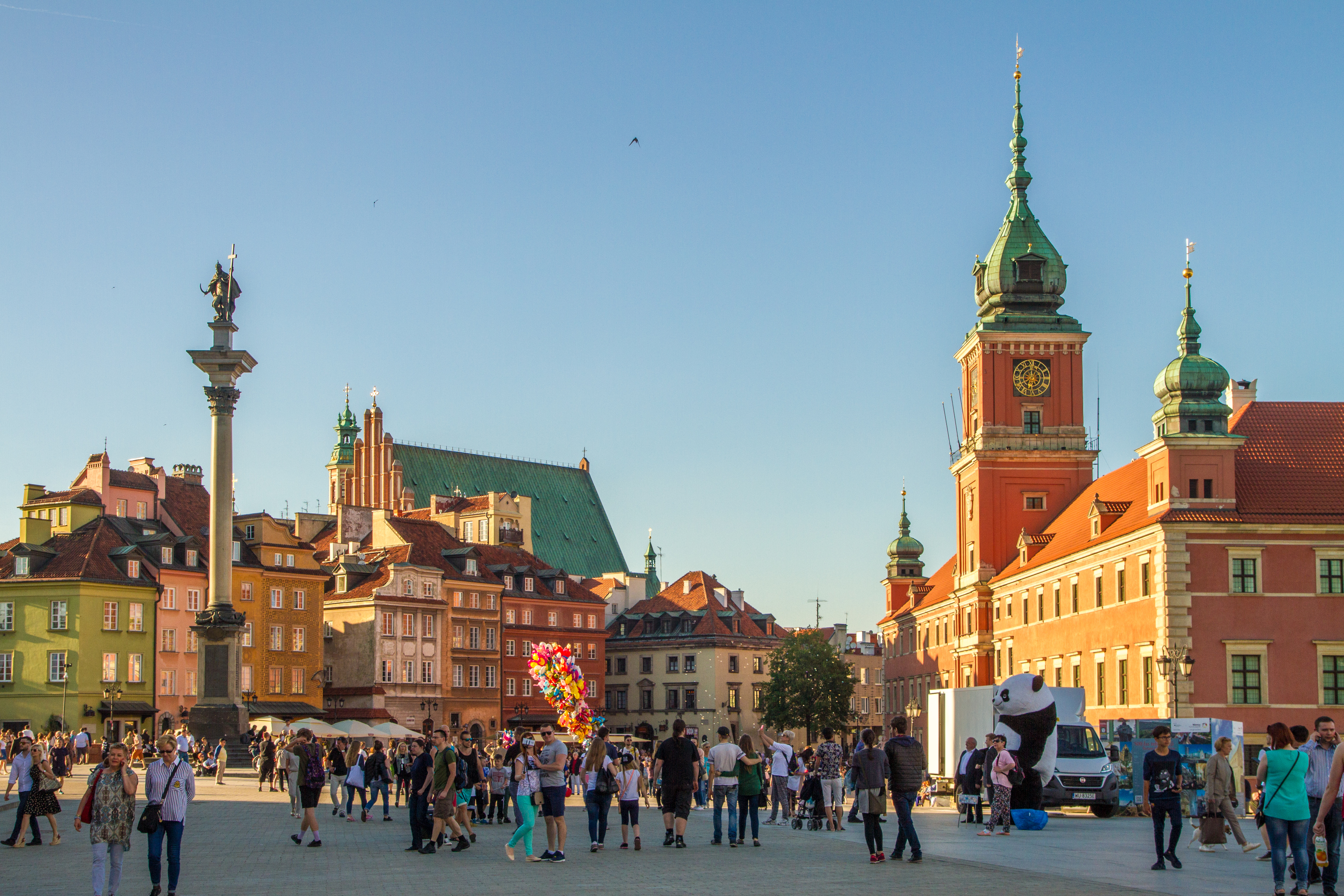
Piazza del Castello con Castello Reale e la Colonna di Sigismondo, UNESCO

Una delle maggiori attrattive è costituita, comunque, dalla Città Vecchia (Stare Miasto), che corrisponde all'incirca alla "Vecchia Varsavia", il primo nucleo urbano della città risalente al XIII secolo. Seriamente danneggiato dagli eventi bellici, questo quartiere venne ricostruito con precisione negli anni cinquanta e sessanta, basandosi in gran parte sulle famose vedute dipinte da Bernardo Bellotto (precedentemente attribuite al Canaletto). Il cuore della città vecchia è costituito dal Rynek Starego Miasta, attorno a cui si dipana un reticolo di vicoli e stradine molto suggestivi, tra cui la bella via Piwna (ulica Piwna), su cui si affacciano numerosi palazzi in stile neoclassico e barocco.
Il Barbacane, edificato nel 1548, introduce alla Città Nuova (Nowe Miasto) situata a settentrione, fuori delle antiche mura medievali e risalente al XV secolo. Il centro di questo quartiere è costituito dal Rynek Starego Miasta.
Nella parte meridionale della Città Vecchia si trova la "Piazza del Castello" (Plac Zamkowy) dominata dal Castello Reale (Zamek Królewski), risalente al XIV secolo e ricostruito tra il 1971 e il 1988 dopo la sistematica distruzione da parte degli occupanti nazisti nel 1944. Sulla piazza si affaccia anche la "Colonna di Sigismondo" (Kolumna Zygmunta), punto di ritrovo dei varsaviani e uno dei maggiori simboli della città, eretta nel 1644 in onore del re Sigismondo III Vasa dal figlio Ladislao IV Vasa.
Dalla piazza del Castello inizia la cosiddetta "Strada Reale" (Trakt królewski), antica via che conduceva verso sud dalla città vecchia alla residenza reale di Wilanów. Il primo tratto è costituito dal Krakowskie Przedmieście, grande viale alberato dove si trovano il "Palazzo del presidente della repubblica", la chiesa neoclassica di Sant'Anna, il monumento al poeta nazionale Adam Mickiewicz e la città universitaria. Successivamente inizia la via Nowy Świat, una tra le strade più belle della città, costeggiata da palazzi e edifici della antica nobiltà, come Palazzo Staszic di fronte a cui vi è il monumento a Niccolò Copernico, e oggi pulsante di vita con i suoi numerosi ristoranti, caffè, negozi alla moda. 

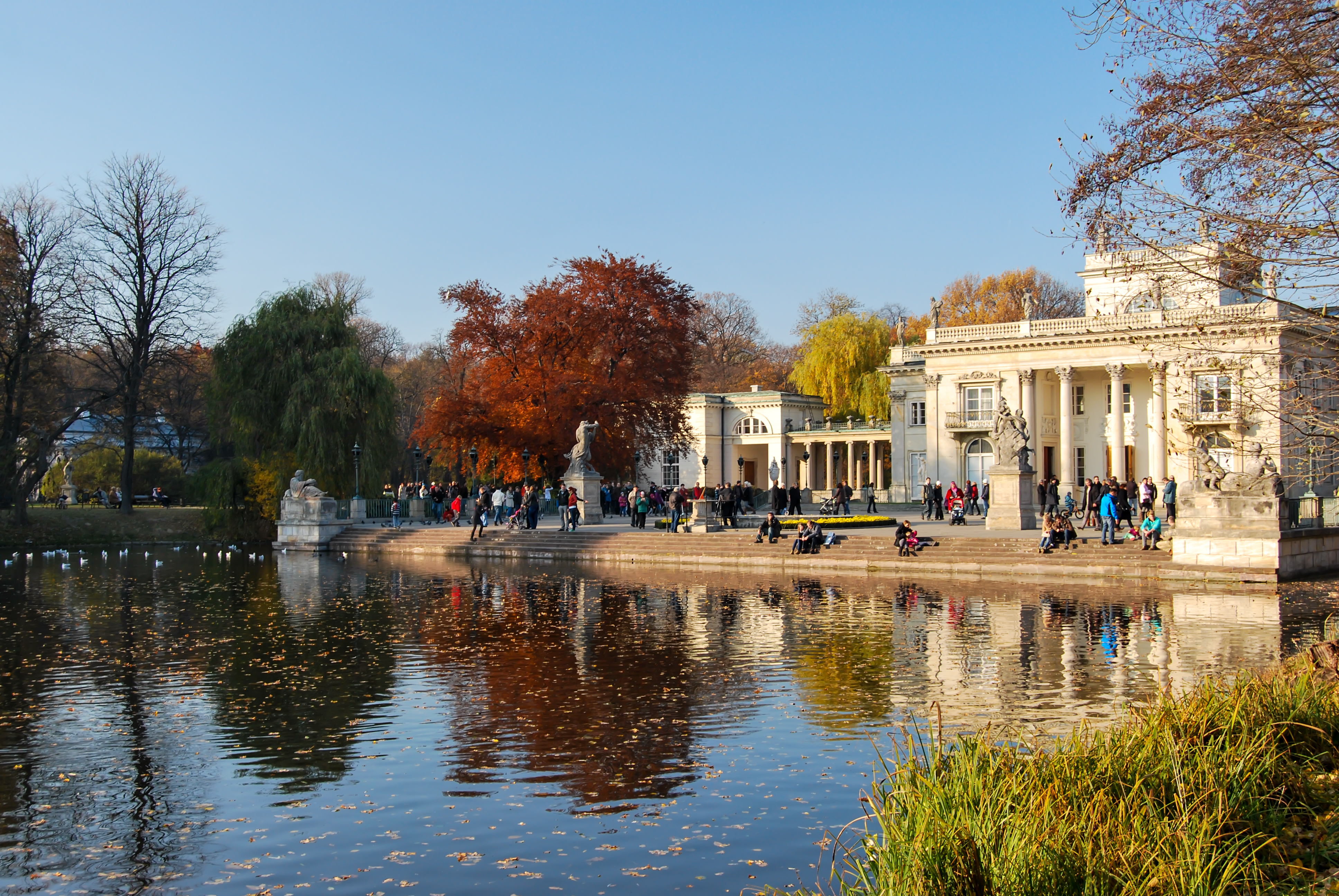
Parco Łazienki, palazzo sull'acqua

Tra i luoghi di maggiore interesse artistico dobbiamo citare il grande "parco Łazienki", costruito nel XVIII secolo per volere del re Stanislao Augusto Poniatowski, in cui si trovano splendidi edifici neoclassici, come il "Palazzo sull'acqua" (Pałac na Wodzie) e un teatro costruito su un isolotto nel laghetto artificiale al centro del parco.

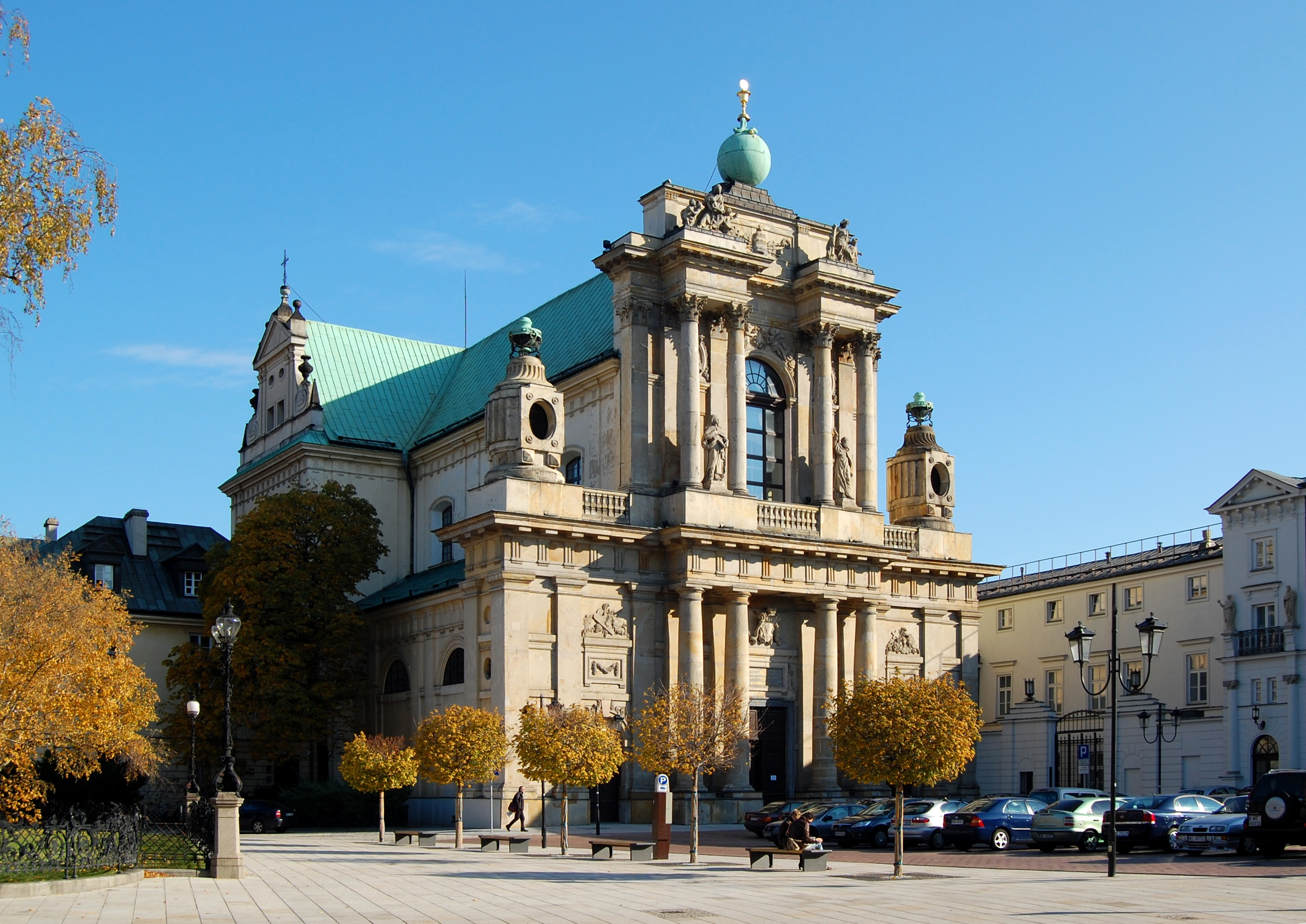
Chiesa del Seminario

L'altra residenza reale è il Palazzo di Wilanów (Pałac w Wilanowie), costruito alla fine del XVII secolo per il re Giovanni III Sobieski. Merita una menzione il "Giardino Sassone" (Ogród Saski), il primo parco pubblico aperto ai cittadini, costruito tra il XVII e il XVIII secolo, con 21 statue delle muse e delle virtù, l'orologio solare e una fontana costruita sul modello del tempio di Vesta di Tivoli. All'entrata di questo parco è situato il monumento al Milite Ignoto (Pomnik Nieznanego Źołnierza).
Di grande valore sono anche il Cimitero ebraico (Cmentarz żydowski w Warszawie, uno dei più grandi cimiteri ebraici d'Europa, nel quartiere Wola), il Cimitero Powązki (Cmentarz Powązkowski, sempre nel quartiere Wola), tra i più antichi in Europa, dove riposano molti polacchi celebri e il Cimitero militare Powązki dove sono sepolte molte vittime delle guerre del XX secolo, dalla guerra sovietico-polacca, alla rivolta di Varsavia del 1944, ed altri importanti militari, come Wojciech Jaruzelski.
Nel luogo dove si trovava l'antico Ghetto di Varsavia si trovano ora, tra palazzi nello stile dell'architettura del realismo socialista, monumenti alla memoria storica e alle tragedie della guerra.
Il quartiere di Praga, situato sulla riva destra della Vistola, dove anticamente venivano incoronati i re polacchi, nonostante il passato degrado, dopo la recente riqualificazione, sta diventando uno dei punti più scelti per la cultura underground con suoi locali alla moda ed esposizioni di street art. Il quartiere di Praga conserva ancora molti edifici d'anteguerra dalla caratteristica architettura e alcuni esempi di splendide chiese ortodosse come la Cattedrale di Santa Maria Maddalena.

## Aree naturali e attività all'aperto

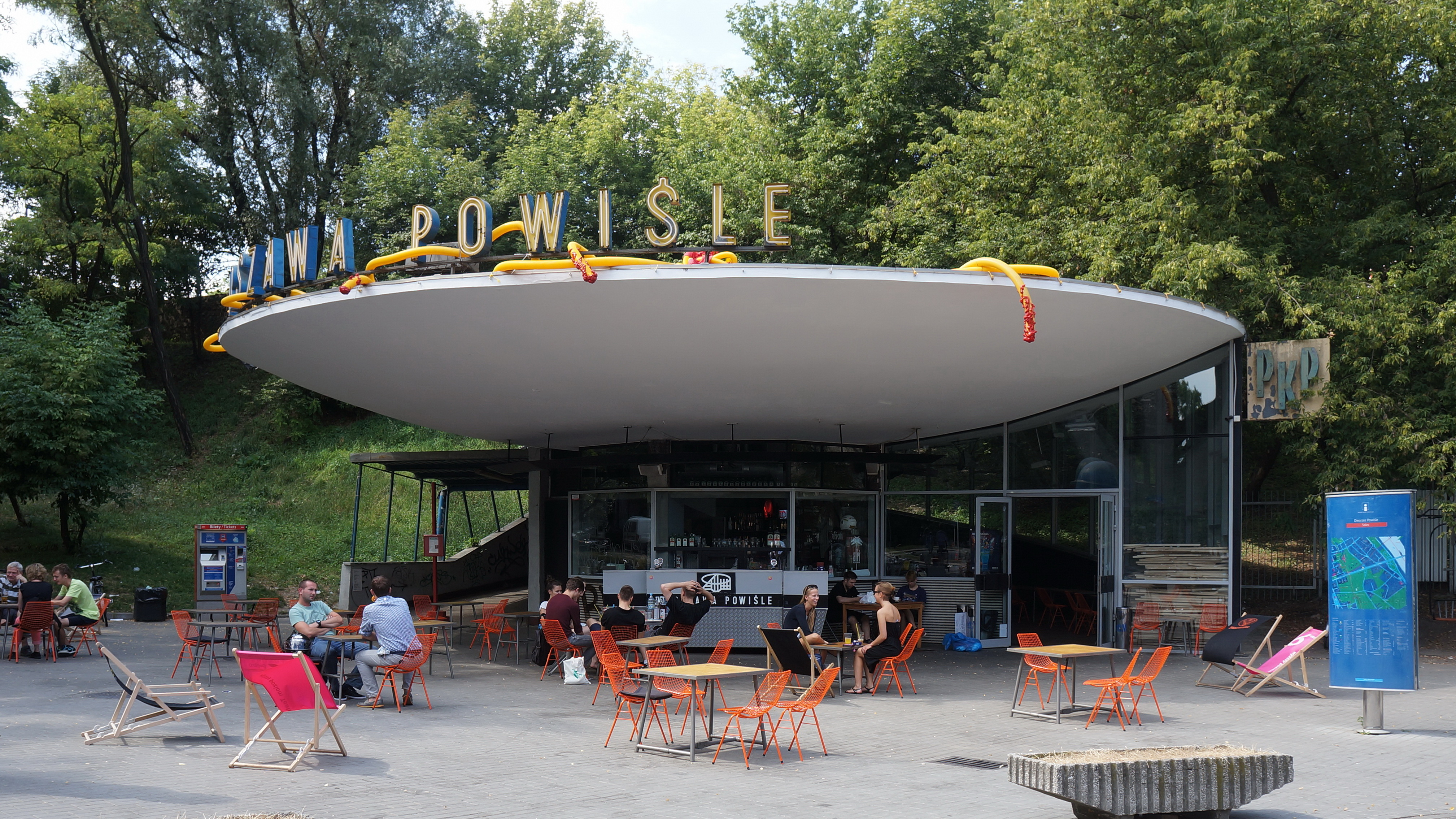
Warszawa Powiśle

Varsavia è una delle capitali più verdi d’Europa. La città offre un vastissimo numero di spazi verdi, i quali coprono quasi un quarto della superficie della città, tra cui una vasta gamma di piccoli parchi di quartiere, spazi verdi lungo le strade e nei cortili, viali alberati, grandi parchi storici, aree naturali protette e foreste urbane ai margini della città. Ci sono ben 82 parchi nella città che coprono l'8% della sua superficie. I più antichi sono il giardino Sassone, il giardino dei Krasiński, il parco Łazienki, il parco del palazzo di Wilanów e il parco del palazzo Królikarnia.

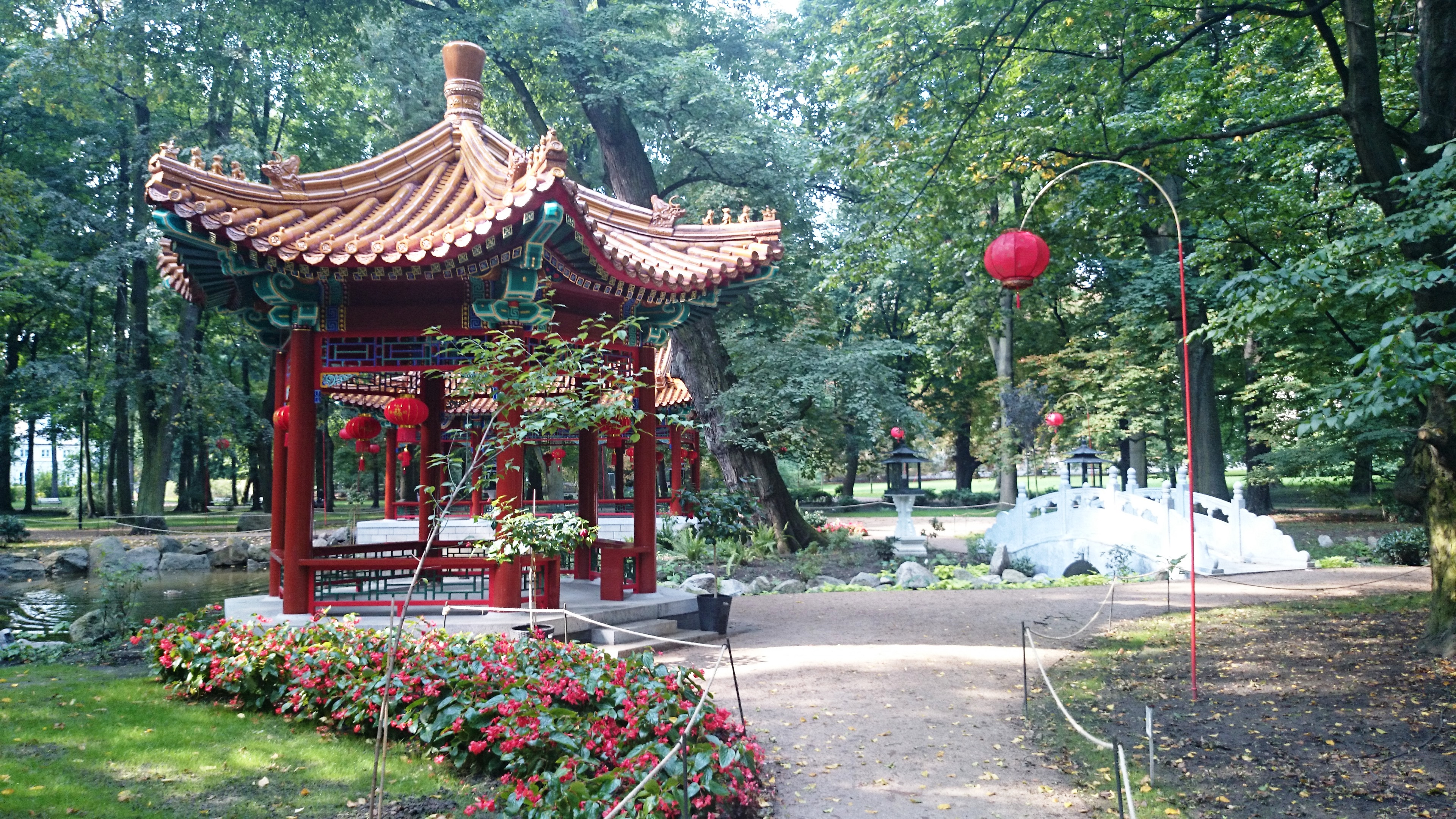
Padiglione cinese, parco Łazienki

Il giardino Sassone, copre un’area di 15,5 ettari, è il parco più centrale della città, ubicato a poca distanza dalla città vecchia e dal centro città. Il parco conta una vasta presenza di diverse specie di alberi e grazie ai suoi lunghi viali è molto apprezzato dalla popolazione come un posto ideale per sedersi e rilassarsi nei mesi estivi. 
Il giardino dei Krasiński, anch'esso ubicato nelle vicinanze della città vecchia, si sviluppa intorno all’omonimo edificio barocco della biblioteca nazionale. All'interno della zona centrale del parco, sono ancora presenti gli alberi risalenti al periodo della sua istituzione. Il parco dei Krasiński è una destinazione molto popolare per le passeggiate, e nei mesi primaverili vengono allestite vaste esposizioni floreali.

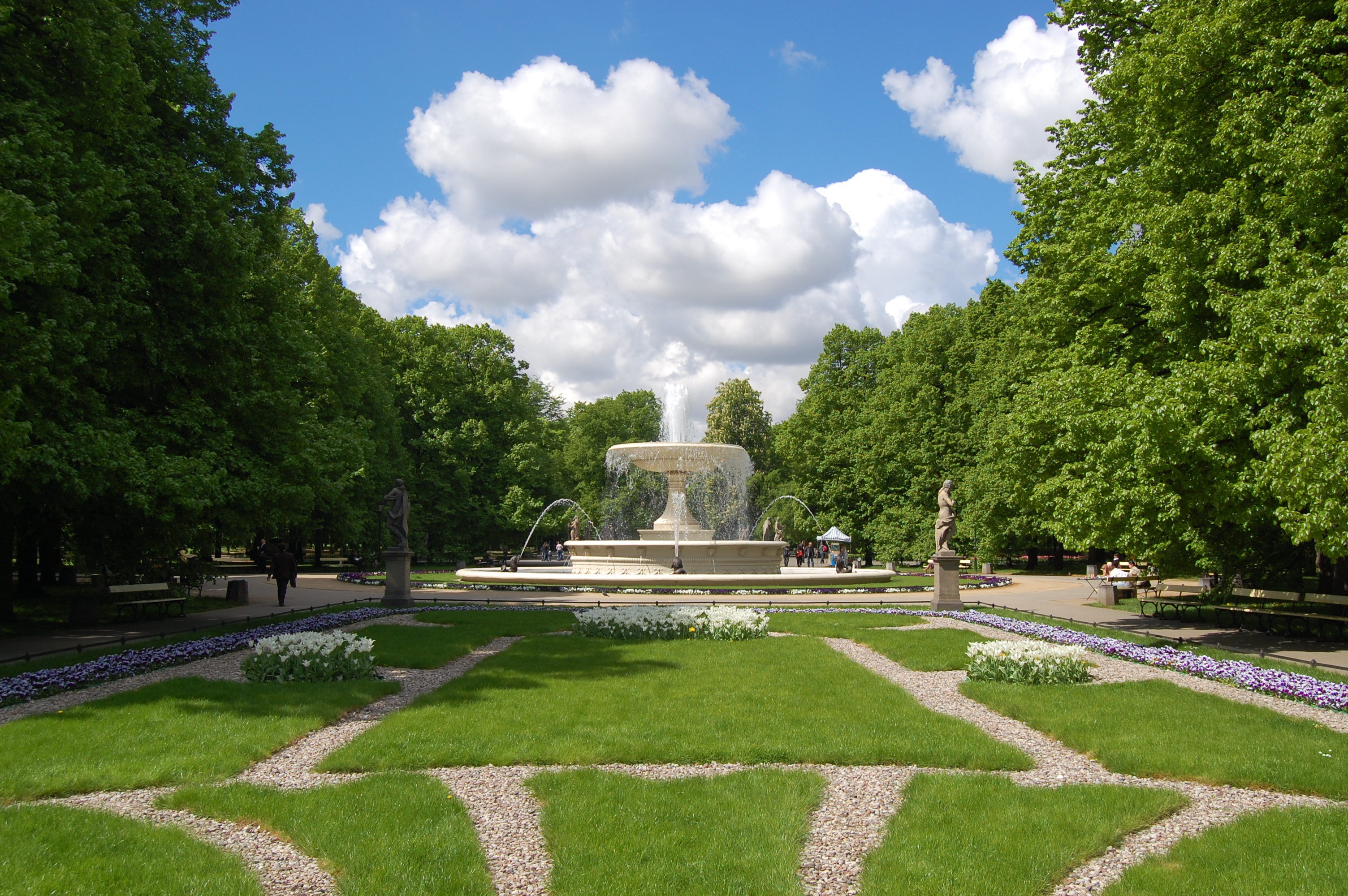
I Giardini Sassoni, fondati nel XVII secolo, furono aperti al pubblico nel 1727

Il parco Łazienki si estende su una superficie di 76 ettari è il più esteso parco di Varsavia. Ciò che rende diverso questo parco dagli altri spazi verdi di Varsavia, è la presenza di animali allo stato brado come: pavoni, scoiattoli, fagiani, e carpe reali negli stagni. Proprio per la presenza degli animali, all’interno del parco è vietato l’uso di biciclette o di qualsiasi veicolo a motore.
Il parco è molto frequentato in tutte le stagioni dell'anno anche d'inverno. Ma con l'arrivo dei mesi estivi l'affluenza aumenta, grazie ai numerosi eventi musicali e teatrali, come le esibizioni pianistiche svolte di fronte al monumento di Fryderyk Chopin o alle rappresentazioni teatrali nell'anfiteatro estivo.

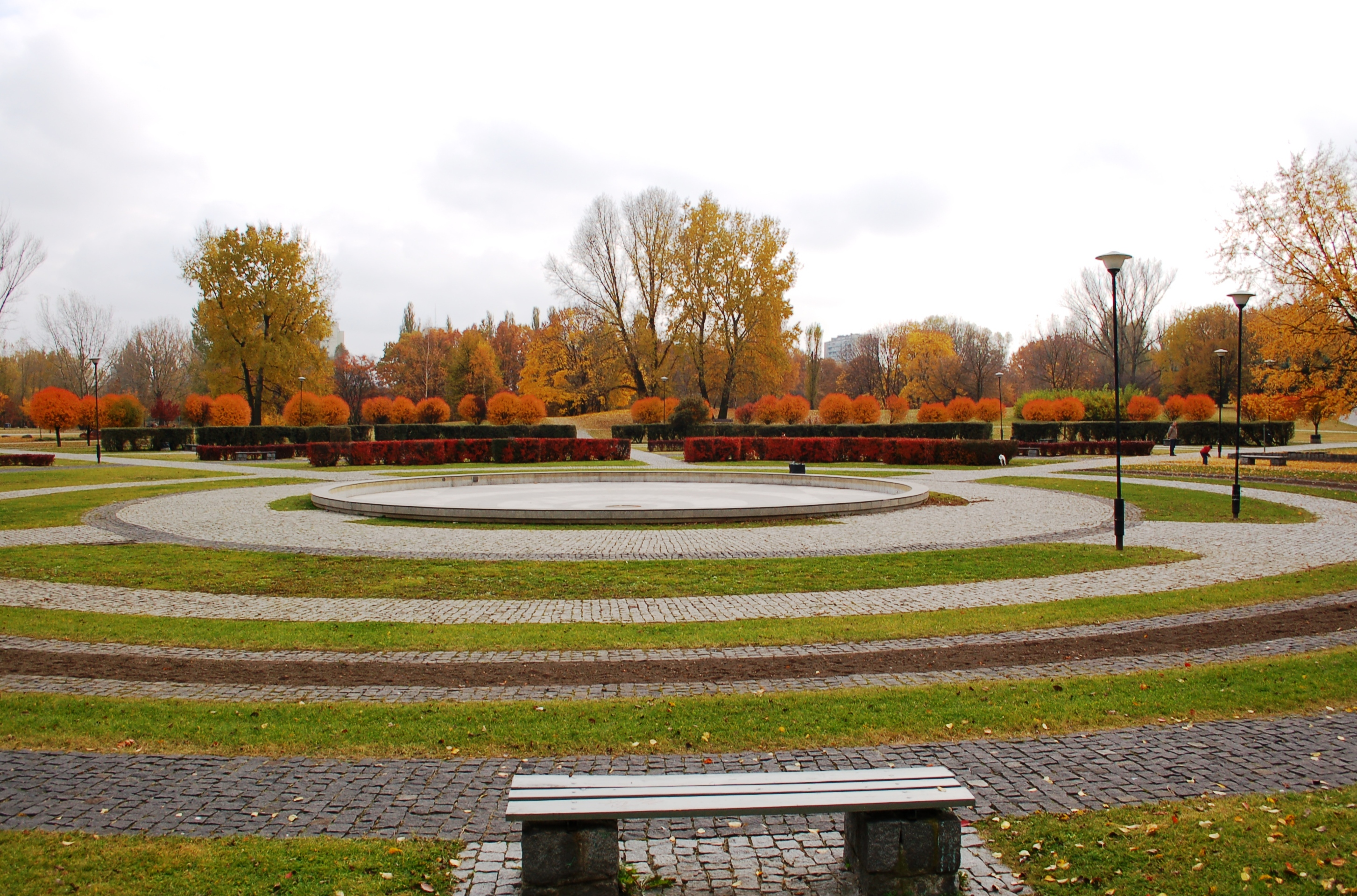
Pole Mokotowskie in autunno

Il parco del palazzo di Wilanów, risale alla seconda metà del XVII secolo, esso comprende una superficie di 43 ettari. Oltre alla funzione pubblica, il parco è spesso utilizzato per eventi di gala privati, con l’allestimento di padiglioni appositi. Vengono inoltre organizzati spettacoli di luci con proiezioni sulla facciata del palazzo.
Il parco intorno al Palazzo Królikarnia sorge su una vecchia scarpata della Vistola. Grazie alla sua verde altura e al curato prato all’inglese, il parco è la meta preferita per l’organizzazione di piccoli eventi come picnic o piccoli concerti. 
Inoltre, entro i confini della città, vi sono anche: il parco Ujazdowski, parco della cultura a Powsin, parco Skaryszewski, parco Morskie Oko e Pole Mokotowskie, quest’ultimo è un vasto parco nel quale vengono organizzati numerosi concerti ed eventi con ricorrenza annua.
Infine i più importanti luoghi verdi a pagamento sono: lo zoo di Varsavia e l’orto botanico. Generalmente sono considerati luoghi ricreativi, grazie anche ai numerosi eventi specialmente per le famiglie e in particolare per i bambini, ma essi comunque svolgono un’importante funzione nel campo dell'educazione naturalistica ed ambientale, e nella conservazione della biodiversità.
Molti altri grandi spazi verdi, più selvaggi e meno formali, sono situati in periferia. Questi luoghi vengono molto apprezzati dai cittadini di Varsavia per le escursioni nei fine settimana, ci sono ben 13 riserve naturali a Varsavia tra i quali: la foresta di Bielany. Questa foresta si trova ubicata ai margini della città, ed è la parte restante della foresta primordiale, che un tempo ricopriva tutta l’area della Masovia. La riserva naturale di Bielany è collegata con il parco nazionale di Kampinos. Altri luoghi di rilevante interesse naturalistico sono la foresta di Kabaty e il lago Czerniaków.

## Società

### Popolazione quartiere per quartiere
| Nome        | Abitanti | Densità (ab./km²) | Superficie (km²) |
| ----------- | -------- | ----------------- | ---------------- |
| Mokotów     | 220 107  | 6214              | 35,42            |
| Praga Płd.  | 178 598  | 7980              | 22,38            |
| Ursynów     | 146 582  | 3347              | 43,79            |
| Wola        | 137 335  | 7131              | 19,26            |
| Bielany     | 132 485  | 4097              | 32,34            |
| Targówek    | 123 302  | 5091              | 24,22            |
| Śródmieście | 121 844  | 7826              | 15,57            |
| Bemowo      | 116 325  | 4662              | 24,95            |
| Białołęka   | 98 400   | 1347              | 73,04            |
| Ochota      | 84 838   | 8728              | 9,72             |
| Wawer       | 70 460   | 884               | 79,70            |
| Praga Płn.  | 69 079   | 6049              | 11,42            |
| Ursus       | 54 219   | 5793              | 9,36             |
| Żoliborz    | 48 306   | 5703              | 8,47             |
| Włochy      | 38 132   | 1332              | 28,63            |
| Wilanów     | 24 901   | 678               | 36,73            |
| Rembertów   | 23 361   | 1210              | 19,30            |
| Wesoła      | 23 050   | 1005              | 22,94            |

### Etnie e minoranze straniere
| Paese di nascita | Popolazione (2015) |
| ---------------- | ------------------ |
| Ucraina          | 5,374              |
| Vietnam          | 2,943              |
| Bielorussia      | 1,377              |
| Russia           | 1,310              |
| Francia          | 892                |
| Cina             | 754                |
| Germania         | 636                |
| Regno Unito      | 589                |
| Italia           | 561                |
| Spagna           | 421                |
| India            | 415                |
| Turchia          | 380                |
| Stati Uniti      | 356                |
| Svezia           | 332                |

Proprio come nella maggior parte delle capitali europee, Varsavia vanta una cospicua popolazione di origine straniera, che è significativamente più numerosa rispetto ad altre città polacche.
Nel 2016, è stato stimato che 21.000 persone che vivono a Varsavia sono stranieri, anche se il numero effettivo potrebbe essere ben più alto all'incirca 60.000, o 1,2 - 3,4% di tutta popolazione di Varsavia. Di questi, i più numerosi sono ucraini, vietnamiti, armeni, bielorussi e russi, dei quali la maggior parte sono ceceni.

### Istituzioni, enti e associazioni

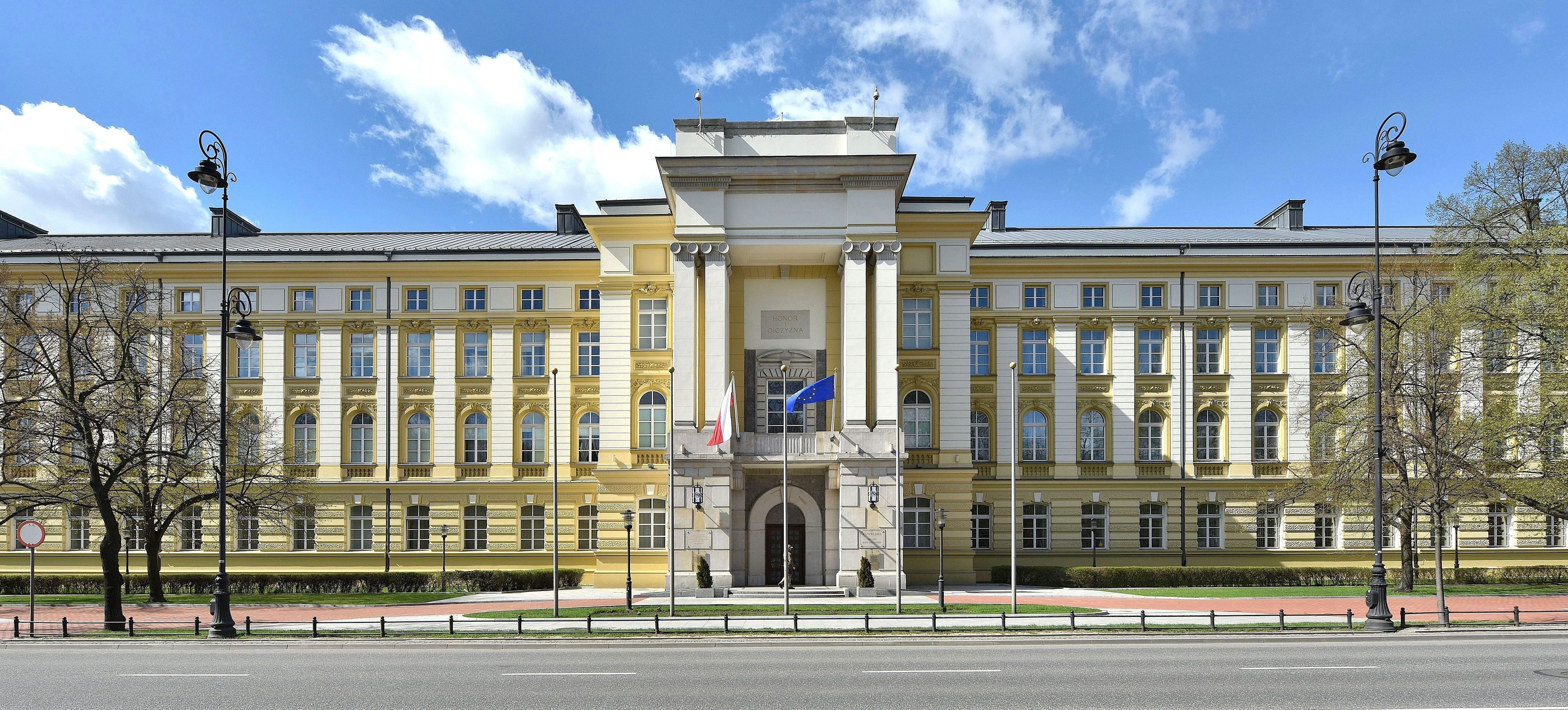
Palazzo della Cancelleria del Presidente del Consiglio dei ministri

Varsavia, come capitale del paese, ospita la maggior parte delle autorità centrali, ministeri, uffici statali, istituzioni nazionali e regionali, tra cui:
| - Sejm - Senato - Ufficio del Presidente - Ufficio del Primo Ministro - Corte costituzionale - Corte suprema - Corte amministrativa suprema - Suprema Camera di Controllo | - Banca Nazionale Polacca - Ombudsman - Borsa valori - Ufficio statistico centrale - Intelligence - Agenzia per la sicurezza interna - Agenzia di Stampa Nazionale - Ufficio Centrale Anti-corruzione |

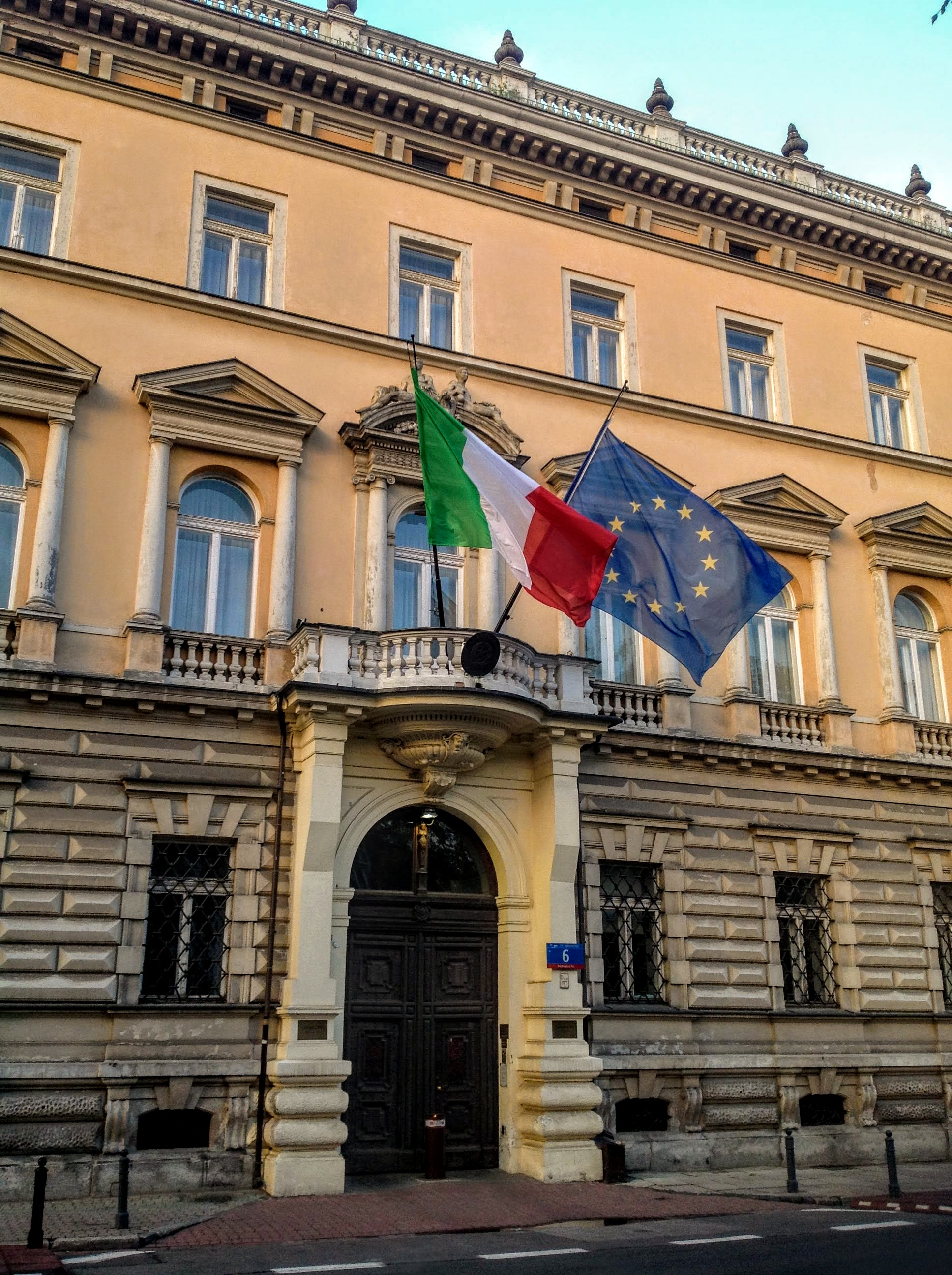
Ambasciata d'Italia a Varsavia

Vi si trovano, inoltre, anche le ambasciate e i consolati stranieri.

## Cultura

### Istruzione

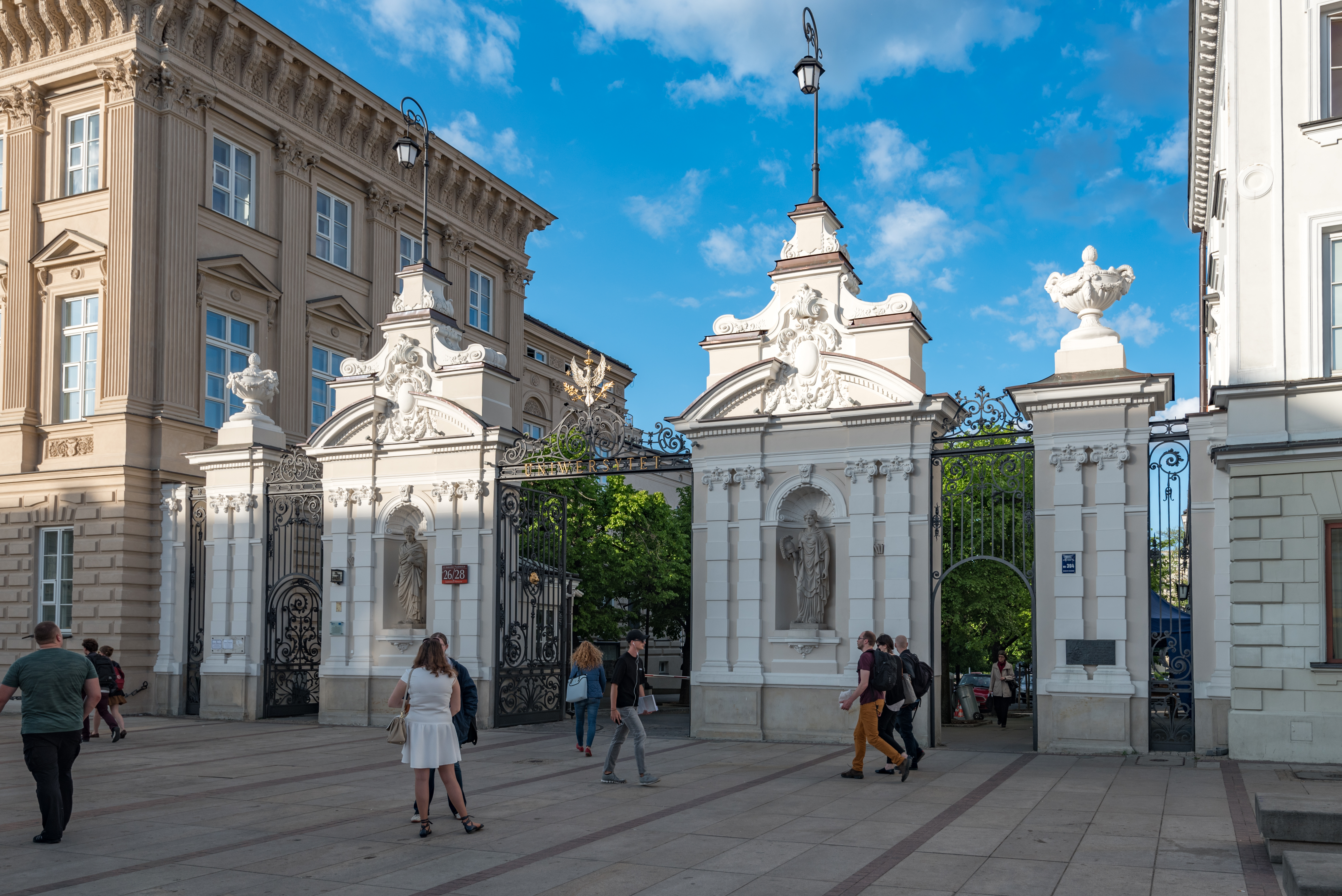
Università di Varsavia

La città è il maggior centro universitario polacco. Vi hanno sede quattro tra i maggiori atenei del paese, numerosi istituti di studi superiori, politecnici e accademie. Tra i più importanti dobbiamo citare:
- Università di Varsavia (UW)
- Università cardinale Stefan Wyszyński (UKSW)
- Politecnico di Varsavia (Politechnika Warszawska)
- Scuola di Economia di Varsavia (SGH - Szkoła Główna Handlowa)
- Università di Varsavia di scienze della vita (SGGW)
- Università di scienze sociali e umanistiche (SWPS)
- Università di medicina di Varsavia (WUM - Warszawski Uniwersytet Medyczny)
- Conservatorio Fryderyk Chopin (Uniwersytet Muzyczny Fryderyka Chopina)
- Accademia di belle arti di Varsavia

Gli studenti delle università costituiscono circa il 29,2% della popolazione della città. Nel 2002 il loro numero superava le 500.000 unità.
Nei laboratori dell'ITME (Instytut Technologii Materiałów Elektronicznych, in italiano: Istituto di Tecnologia per i Materiali Elettronici) presso l'Università di Varsavia vengono studiati metodi di produzione del grafene a basso costo ed alta efficacia dal 2007. Questi studi hanno portato l'ateneo a diventare il detentore di numerosi brevetti che lo posizionano ai primi posti al mondo nella ricerca su questo nuovissimo materiale.

#### Accademie
A Varsavia ha sede l'Accademia polacca delle scienze, una delle due istituzioni polacche aventi la natura di accademia delle scienze.

#### Biblioteche e archivi
Varsavia ospita numerose biblioteche, molte delle quali contengono vaste collezioni di documenti storici. La biblioteca più importante in termini di documenti storici è la Biblioteca nazionale polacca, che custodisce 8,2 milioni di volumi e si considera l'erede della Biblioteca Załuski, la più grande biblioteca polacca e una delle più antiche e grandi del mondo. La sezione dei libri rari è disponibile nel Palazzo Krasinski (Palazzo della Repubblica).
A Varsavia ha sede anche l'Archivio Centrale dei Documenti Antichi, che conserva i documenti dello stato polacco fino al 1918.
La Biblioteca pubblica di Varsavia – Biblioteca centrale del Voivodato di Masovia è operativa dal 1907 in via Koszykowa.

#### Musei e gallerie

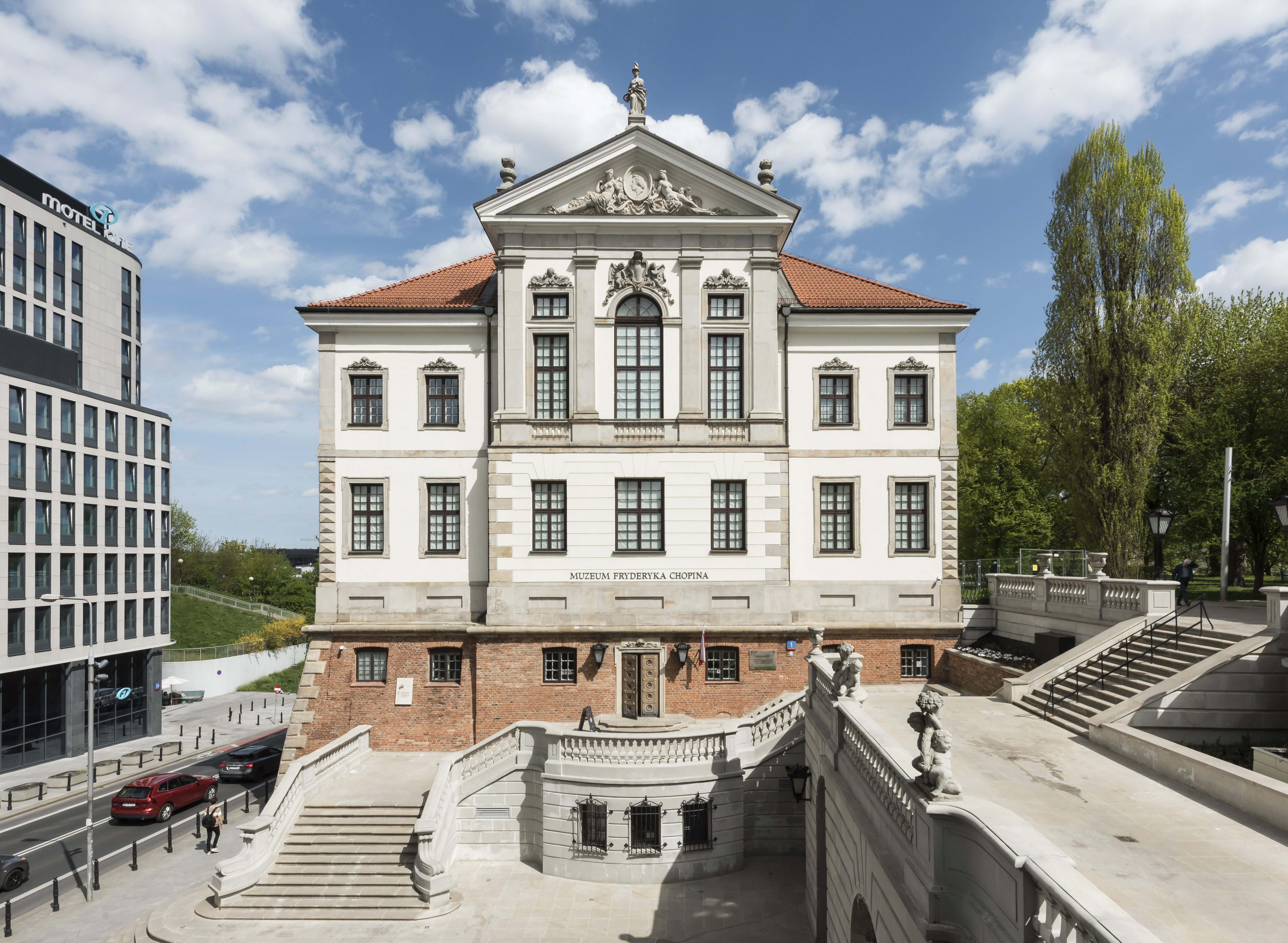
Palazzo Ostrogski – Museo di Frederic Chopin

A Varsavia si trovano numerosi tra musei e gallerie d'arte, tanto statali quanto privati. I più importanti sono la galleria Zachęta, il Centro di Arte Contemporanea (Centrum Sztuki Współczesnej), il Museo dell'Esercito Polacco (Muzeum Wojska Polskiego), il Museo di Marie Curie (Muzeum Marii Skłodowskiej-Curie), il Museo di Fryderyk Chopin (Muzeum Fryderyka Chopina), il Museo Nazionale (Muzeum Narodowe) e le sue succursali: Castello Reale (Zamek Królewski) e il Palazzo di Wilanów (Pałac w Wilanowie). Il 31 luglio 2004 è stato aperto il Museo della Rivolta di Varsavia (Muzeum Powstania Warszawskiego) mentre nel 2013 ha iniziato le attività il POLIN Museo della Storia degli Ebrei Polacchi (Muzeum Historii Żydów Polskich).
Altri musei e centri culturali:
- Museo nazionale di Varsavia
- POLIN Museo della storia degli ebrei polacchi
- Muzeum Sztuki Nowoczesnej (Museo di arte moderna e contemporanea)
- Museo Storico di Varsavia
- Museo del Quartiere Praga
- Fotoplastikon di Varsavia
- Museo dell'Esercito Polacco
- Museo Archeologico Nazionale
- Museo dell'Indipendenza
- Museo Etnografico
- Centro della Scienza "Copernico"

### Media

#### Stampa

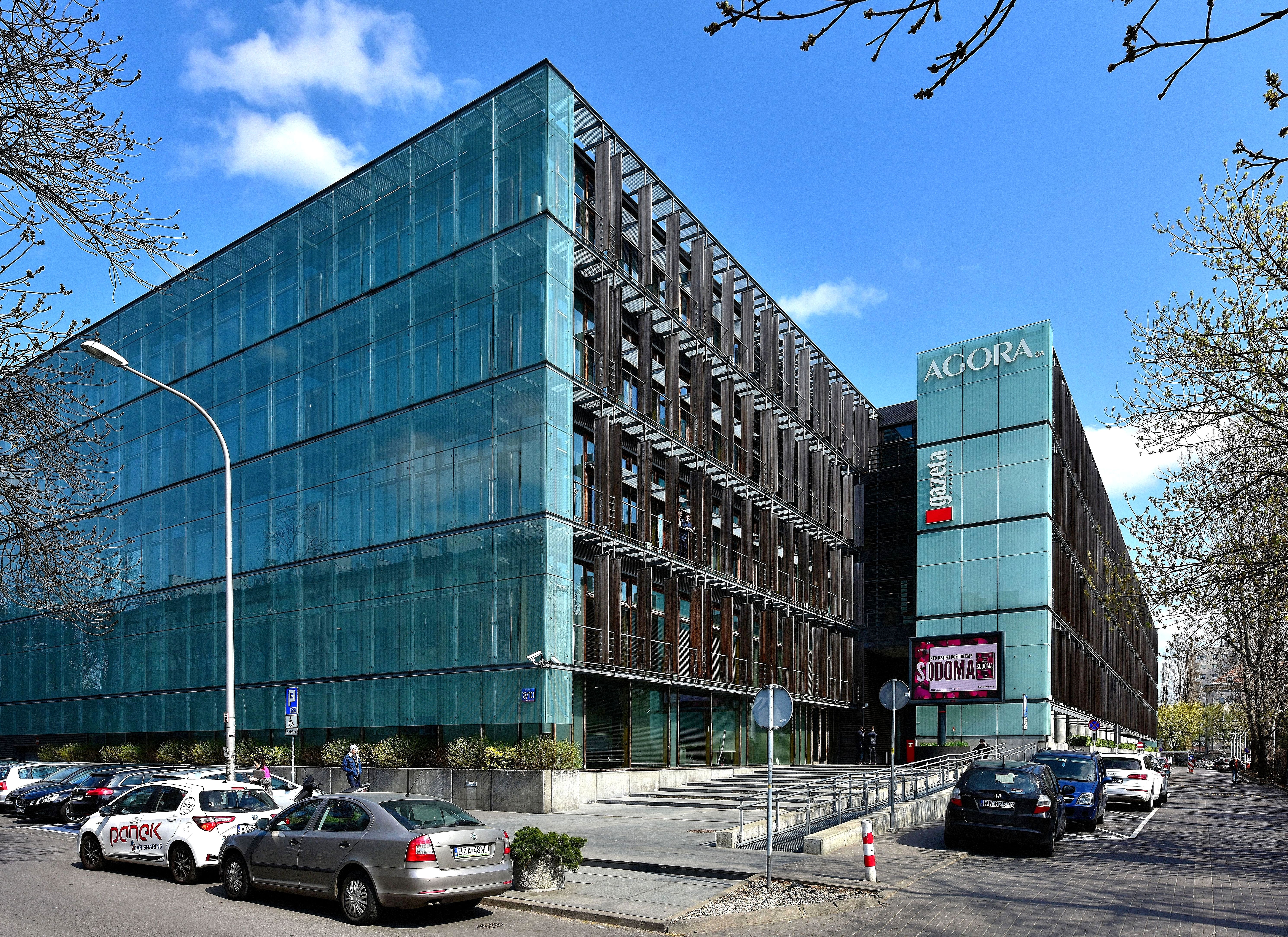
Sede del quotidiano Gazeta Wyborcza

Varsavia è il quartier generale dell'editoria, quindi vi si trova la maggior parte dei principali quotidiani polacchi (Gazeta Wyborcza, Fakt, Super Express, Rzeczpospolita, Dziennik Gazeta Prawna) e settimanali (Uważam Rze, Polityka, Newsweek Polska, Wprost, Gazeta Polska, Przegląd); tra i quotidiani trattanti solo notizie della capitale si può citare Życie Warszawy ("Vita di Varsavia"); tra i supplementi dei quotidiani nazionali trattanti notizie della capitale vi sono Gazeta Stołeczna (supplemento della Gazeta Wyborcza) e i mensili Stolica (una volta alla settimana) e Kurier Warszawski, oltre al periodico Kronika Warszawy. Metro e Echo City sono due quotidiani gratuiti.
Inoltre sono stampati anche giornali dei distretti e quartieri.

#### Radio
Varsavia è la sede della società Polskie Radio (Radio polacca) dalla quale vengono trasmessi tutti i programmi nazionali. Inoltre, vi hanno sede numerose stazioni radio private come: Antyradio, Radio Eska, Radio Jutrzenka, Radio Kampus, Radio Kolor, Radio Niepokalanów, Radio Plus, RMF Maxxx Masovia, Roxy FM, Radio Warszawa (ex Radio Varsavia-Praga), VOX FM Varsavia, WAWA Radio e Radio Złote Przeboje.

#### Televisioni

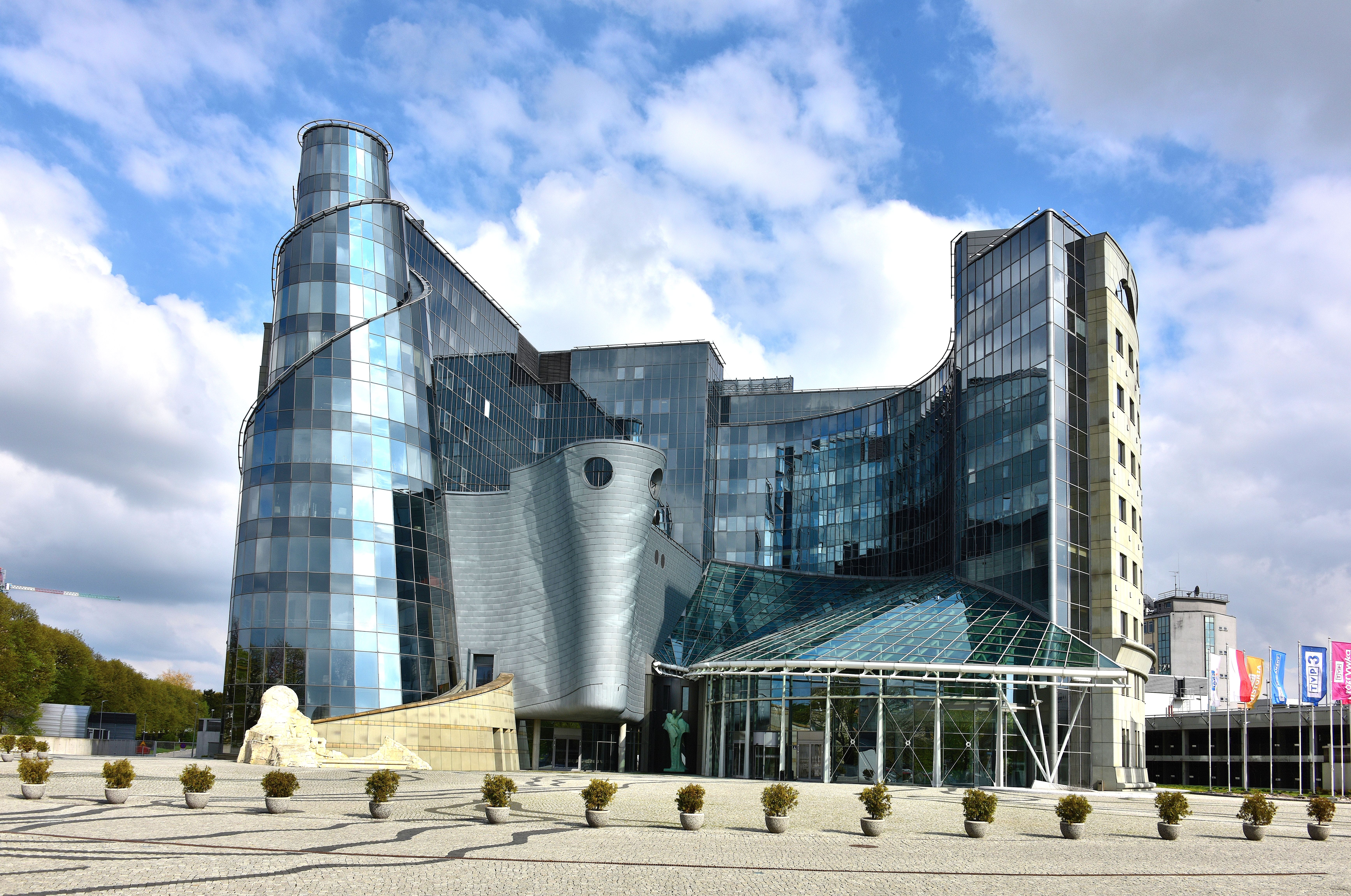
Sede della televisione polacca a Varsavia

Nella capitale sono presenti numerose emittenti televisive di livello nazionale con le proprie sedi, studi e redazioni. Vi è ubicata la sede principale della televisione polacca invece quelle private presenti a Varsavia sono: TVN (Gruppo ITI), Polsat, TV 4, TV Puls e ITV. Sono presenti anche emittenti a livello locale come TVP Varsavia e TVN Varsavia.

### Musica

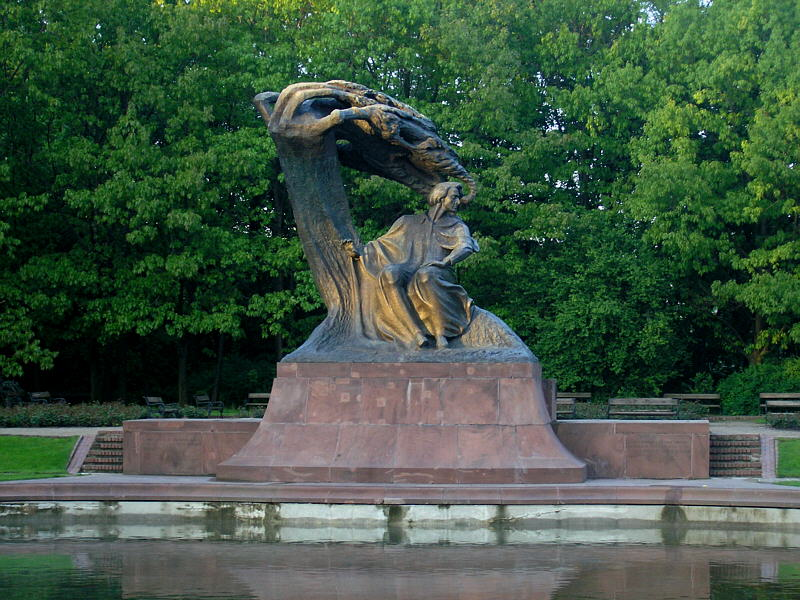
Monumento di Frederyk Chopin

Le principali orchestre sinfoniche della città sono l'"Orchestra filarmonica di Varsavia" e l'"Orchestra sinfonica della Radio polacca". La "Sinfonia Varsovia" è un'orchestra da camera.
Nella città mancano sale concertistiche appropriate e per questo motivo i maggiori concerti si tengono normalmente nella Sala Kongresowa del PKiN (Palazzo della Cultura e della Scienza), ma anche nella sala del Torwar (Pat Metheny), negli stadi della Gwardia (Tina Turner, Sting, Roger Waters, Joe Cocker, Metallica, Aerosmith) e della Legia (Deep Purple), nell'ippodromo di Służewiec (U2, Depeche Mode) o all'aeroporto di Bemowo (Michael Jackson), mentre i concerti più piccoli hanno di solito luogo nei teatri, come il Teatro Musicale "Roma" (King Crimson, Suzanne Vega, Jaromír Nohavica).
Festival e concorsi musicali che si svolgono a Varsavia:
- Concorso pianistico internazionale Frédéric Chopin
- Festival Internazionale di Musica Contemporanea " Warsaw Autumn "
- Jazz Jamboree
- Varsavia Summer Jazz Days
- Mozart Festival

### Teatri

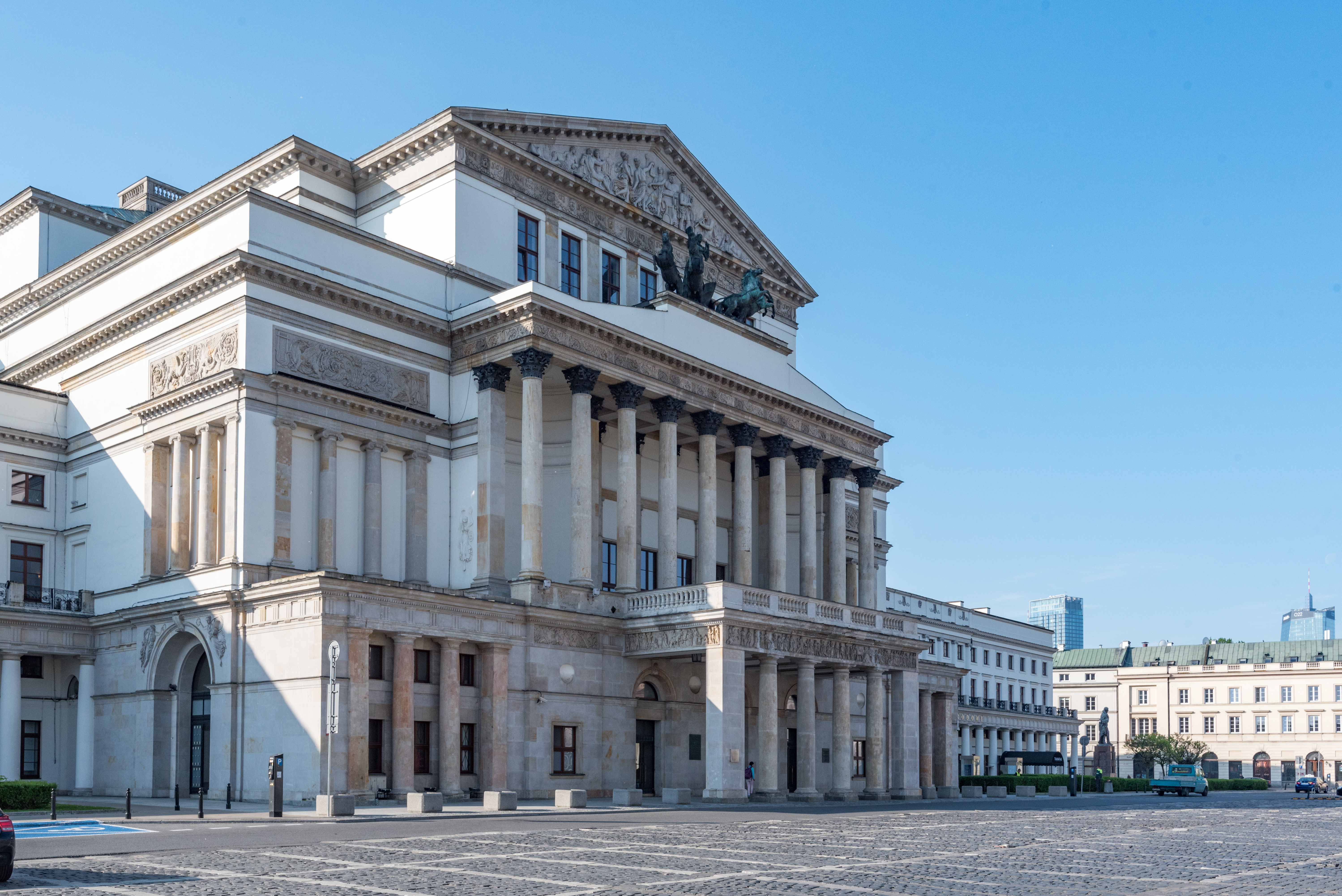
Teatro Grande

A Varsavia si trovano circa trenta grandi teatri stabili. I maggiori sono il Teatro Nazionale (Teatr Narodowy, fondato nel 1765) e il Teatro Grande (Teatr Wielki, il progetto di Antonio Corazzi; fondato nel 1778). Un riconoscimento particolare ha ottenuto nel tempo il TR Warszawa (già Teatr Rozmaitości), in cui vengono organizzati spettacoli sperimentali.

## Geografia antropica

### Suddivisioni amministrative
La città di Varsavia possiede lo statuto di distretto ed è divisa in 18 quartieri, ognuno dei quali dotato di un proprio organo amministrativo:
- Bemowo
- Białołęka
- Bielany
- Mokotów
- Ochota
- Praga Południe
- Praga Północ
- Rembertów
- Śródmieście (comprendente anche i quartieri storici di Stare Miasto e Nowe Miasto)
- Targówek
- Ursus
- Ursynów
- Wawer
- Wesoła (annessa nel 2001, in precedenza cittadina separata)
- Wilanów
- Wola
- Włochy ("Włochy" in polacco significa "Italia")
- Żoliborz

## Economia

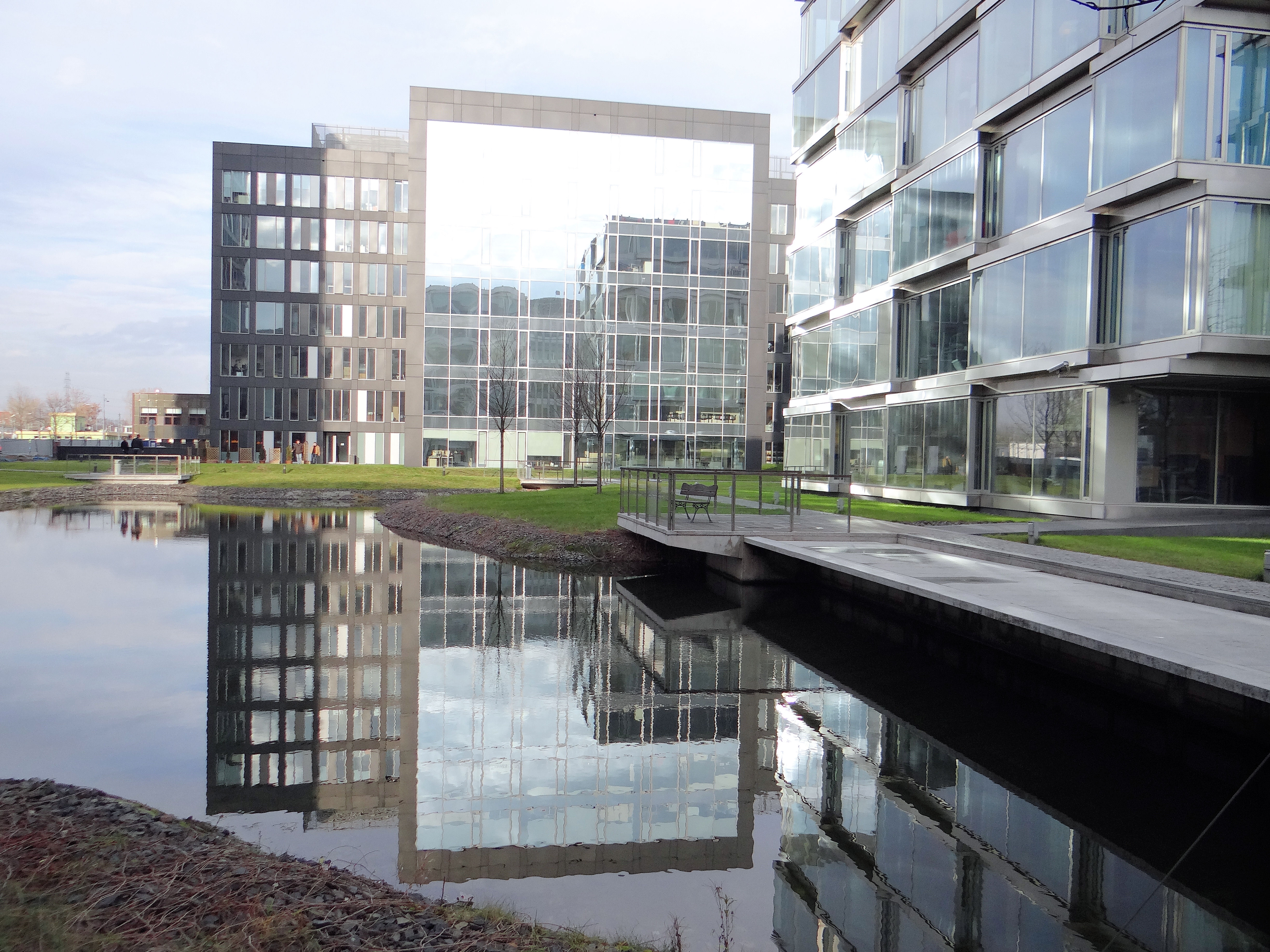
Warsaw Business Park

Durante la sua storia Varsavia è sempre riuscita ad anticipare le linee di tendenza dell'economia polacca. 

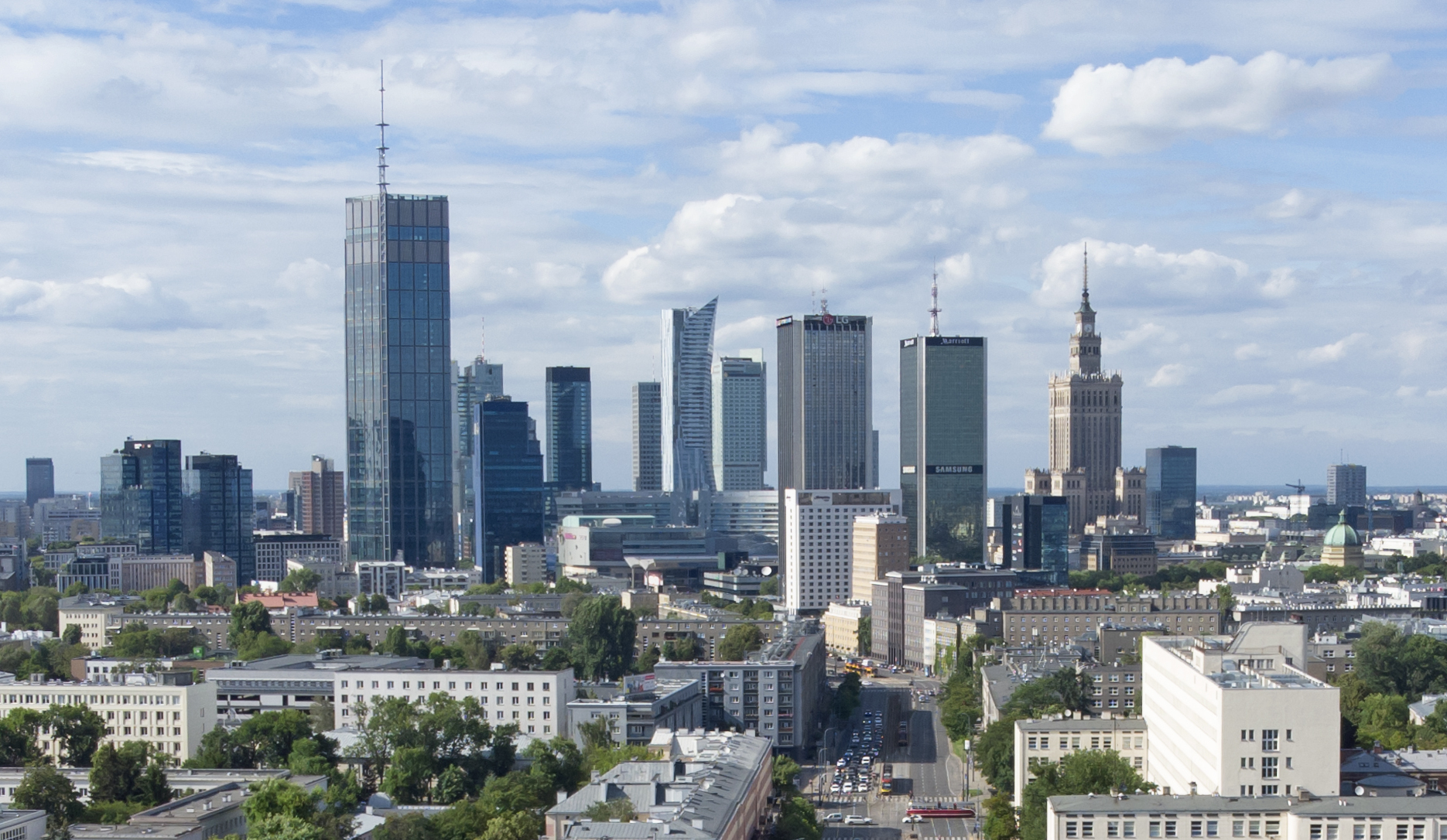
Centro finanziario di Varsavia con Palazzo della Cultura e della Scienza

Dal riacquisto dell'indipendenza polacca nel 1918 allo scoppio della seconda guerra mondiale, la città divenne il più grande centro economico del paese, ospitando numerose aziende assicurative e finanziarie polacche e straniere. La seconda guerra mondiale comportò un completo arresto economico, e successivamente, il problema della ricostruzione della città ridotta in macerie né causò un ulteriore rallentamento economico. Con la fine del conflitto bellico la città dovette subire il passaggio ad un sistema economico comunista (economia pianificata). Mentre le autorità comuniste decisero di fare di Varsavia un importante centro dell'industria pesante. Nella città vennero aperte alcune decine di grandi fabbriche, tra cui Huta Warszawa (Acciaierie di Varsavia), ZPC Ursus e FSO Fabryka Samochodów Osobowych (Fabbrica Automobilistica). La fine del periodo comunista portò al processo di terziarizzazione dell'economia della città puntando sul prevalere sempre più di un marcato terziario avanzato in diverse direzioni, dalle tradizionali a quelle innovative: finanza, commercio (nazionale e internazionale), Information brokering, management, marketing, media, editoria, pubblicità, intrattenimento, informatica e ricerca scientifica.
Śródmieście è il centro economico e finanziario di Varsavia, situato nel pieno centro urbano ospita non solo molte istituzioni nazionali ma anche numerose aziende nazionali ed internazionali. Il centro della città è sede di banche, assicurazioni, broker finanziari, studi legali, agenzie immobiliari e pubblicitarie, società di revisione contabile nonché della borsa valori polacca.
Dal 1989, la città ha eseguito una politica attiva per attrarre molte aziende multinazionali occidentali. Facilitata nell'impresa dalla sua posizione geografica collocata tra Berlino e Mosca, molte aziende internazionali vi hanno deciso di collocare le proprie sedi orientate ai mercati emergenti dell'Europa dell'est ma soprattutto dei paesi post-sovietici. Nel 2006 erano registrate 304 016 aziende in città. La partecipazione finanziaria degli investitori stranieri è stata stimata nel 2002 a circa 650 milioni di euro, e la città produce il 12% del reddito nazionale, che, pro capite, è stimato attorno al 290% della media nazionale. Il PIL (PPP) pro capite nominale a Varsavia nel 2005 era di 25.500 euro. Questa è stata una delle più veloci crescite economiche, con una crescita del 6,5% nel 2007 e del 6,1% nel primo trimestre del 2008. Allo stesso tempo, il tasso di disoccupazione è minimo. La tasse della stessa città producono circa 8.741 milioni di zloty in imposte, entrate statali dirette.

## Infrastrutture e trasporti
Sebbene la città abbia un aspetto moderno e molte strade siano state create negli anni cinquanta, dall'inizio degli anni novanta l'espansione economica ha causato un notevole aumento del traffico privato.
I trasporti pubblici sono comunque ben sviluppati con un'estesa rete di bus, tram e due linee di metropolitana.

### Aereo

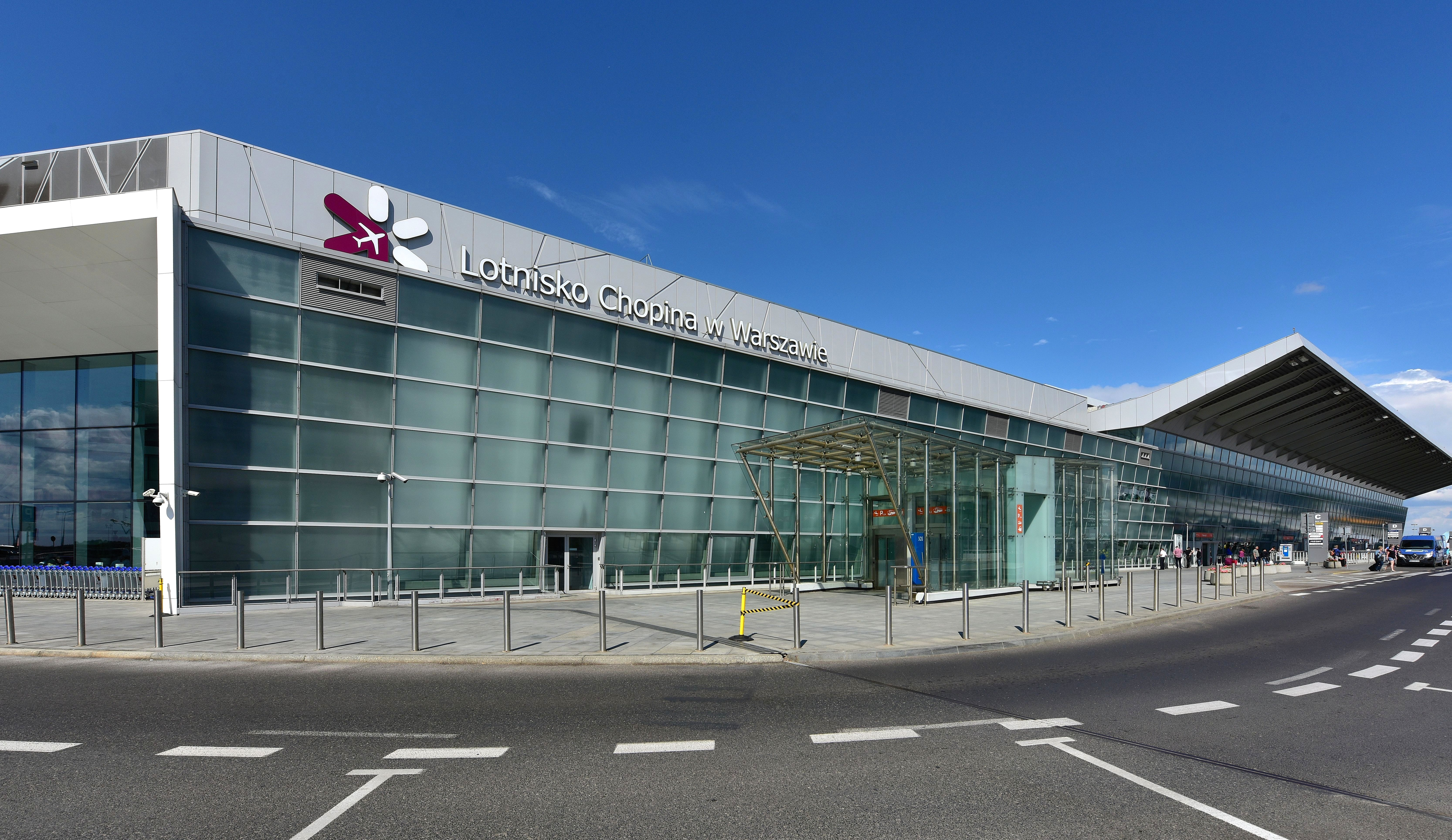
Aeroporto di Varsavia-Chopin

La città è servita principalmente dall'Aeroporto di Varsavia-Chopin, che si trova nel quartiere di Włochy; esso è il maggior aeroporto internazionale della Polonia e gestisce un traffico di quasi 10 milioni di passeggeri annui, funge inoltre da Hub per la compagnia di bandiera Polskie Linie Lotnicze LOT. A 35 chilometri dal centro della città è collocato l'Aeroporto di Varsavia-Modlin, in precedenza base militare e che a partire dalla metà del 2012 ospita i voli delle compagnie low-cost.

### Ferrovie

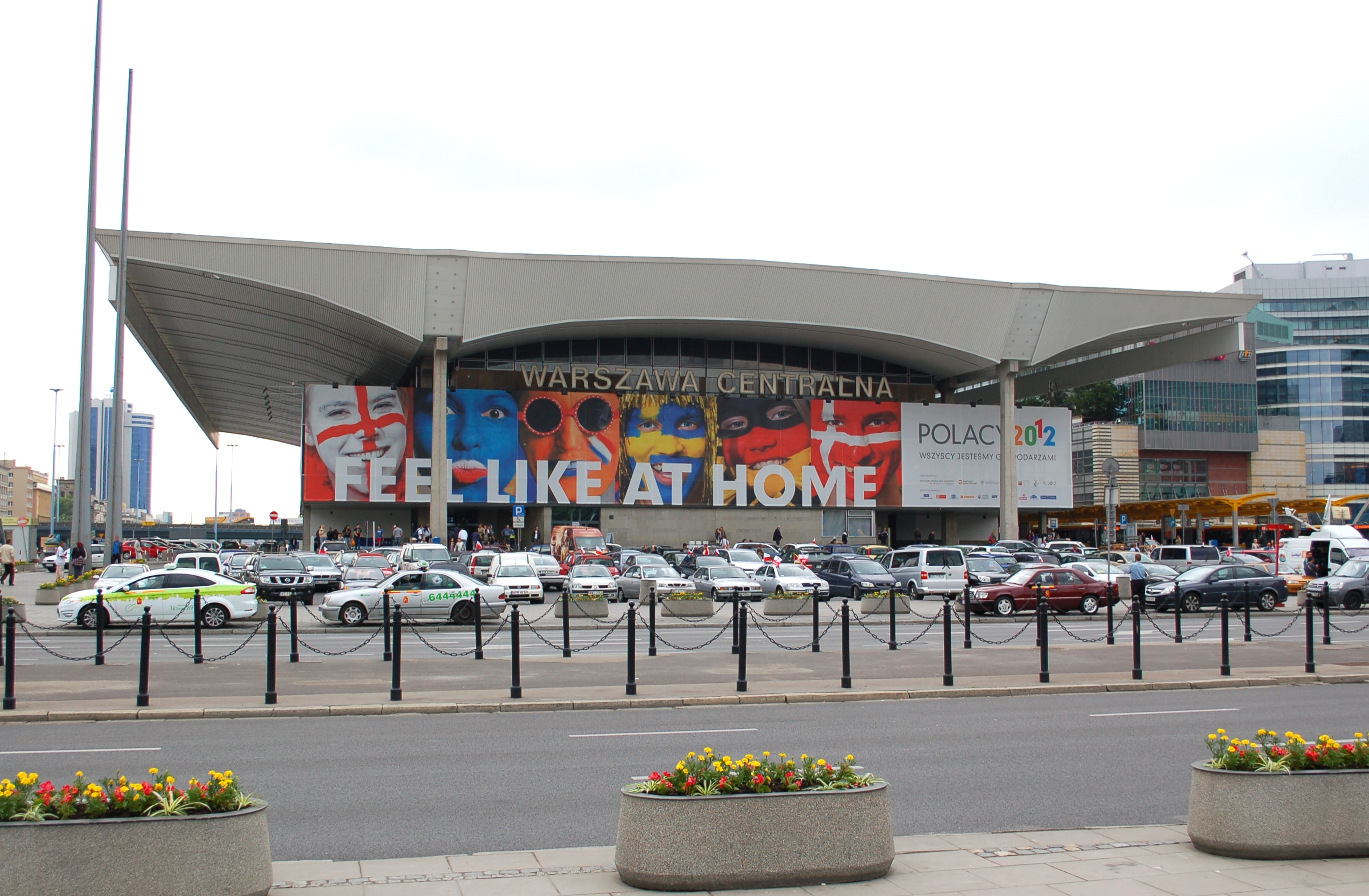
Stazione centrale (Warszawa Centralna)

La prima ferrovia raggiunse Varsavia nel 1845 (linea Varsavia-Vienna). 
La principale stazione di Varsavia è Warszawa Centralna che serve sia il traffico nazionale con tutte le altre città polacche, sia quello internazionale con collegamenti giornalieri con la Germania, la Repubblica Ceca, la Slovacchia, l'Ungheria e alcuni stati dell'ex Unione Sovietica.
Ci sono inoltre 5 altre stazioni di medie dimensioni ed un numero considerevole di stazioni minori che servono i sobborghi della città.
Le principali stazioni ferroviarie sono:
- Warszawa Centralna - Warszawa Śródmieście (la prima serve i treni a lunga percorrenza, la seconda quelli regionali);
- Warszawa Gdańska;
- Warszawa Wileńska;
- Warszawa Zachodnia;
- Warszawa Wschodnia;

Esiste anche un servizio ferroviario metropolitano, chiamato SKM, e una ferrovia locale, la WKD.

### Bus

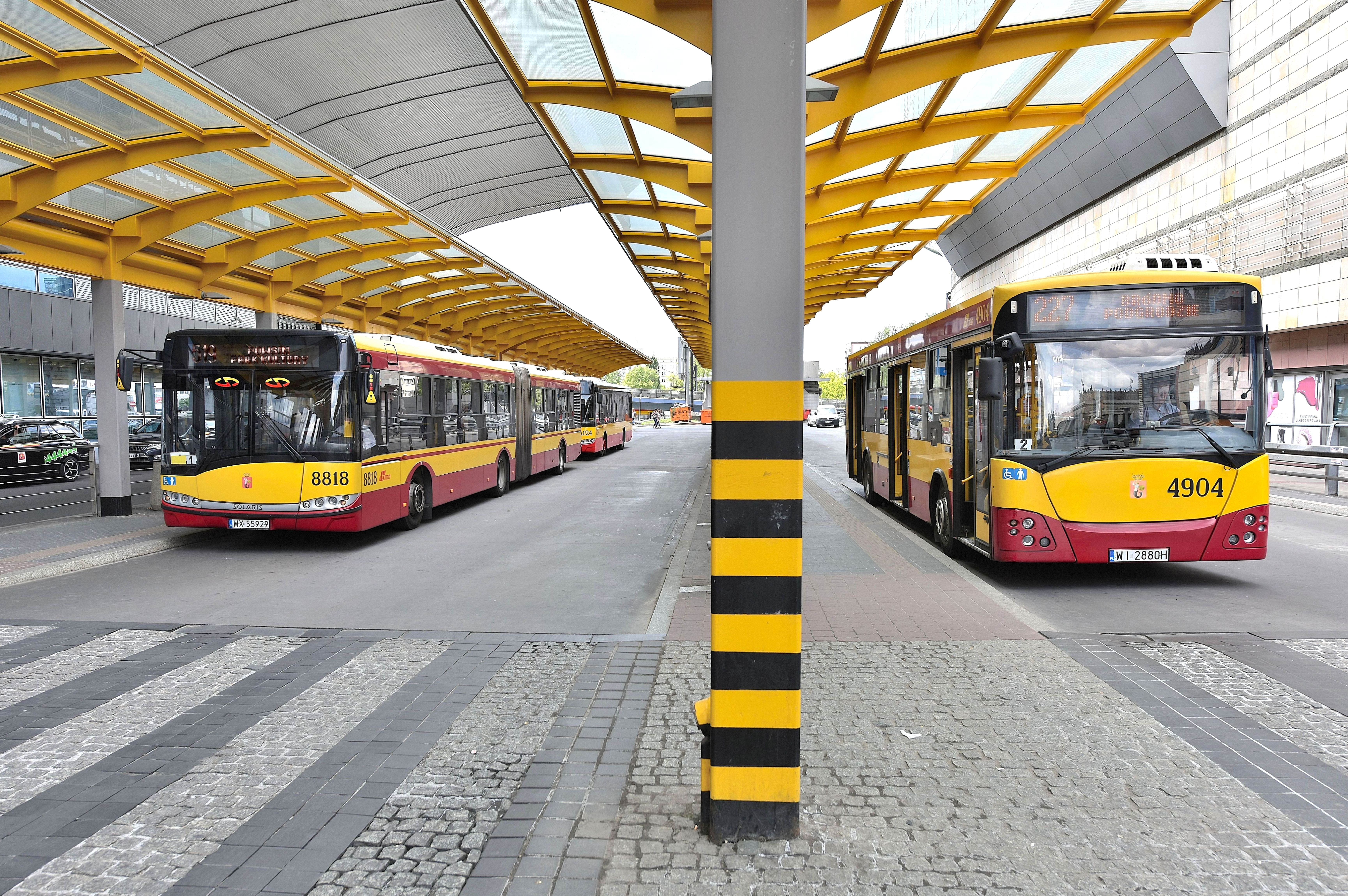
Bus di Varsavia

Il servizio di autobus copre l'intera città, con circa 170 linee per un totale di 2603 km di lunghezza e oltre 1600 veicoli. Tra mezzanotte e le 5 del mattino la città è servita dalle linee notturne (il cui numero comincia con la lettera N).

### Tram

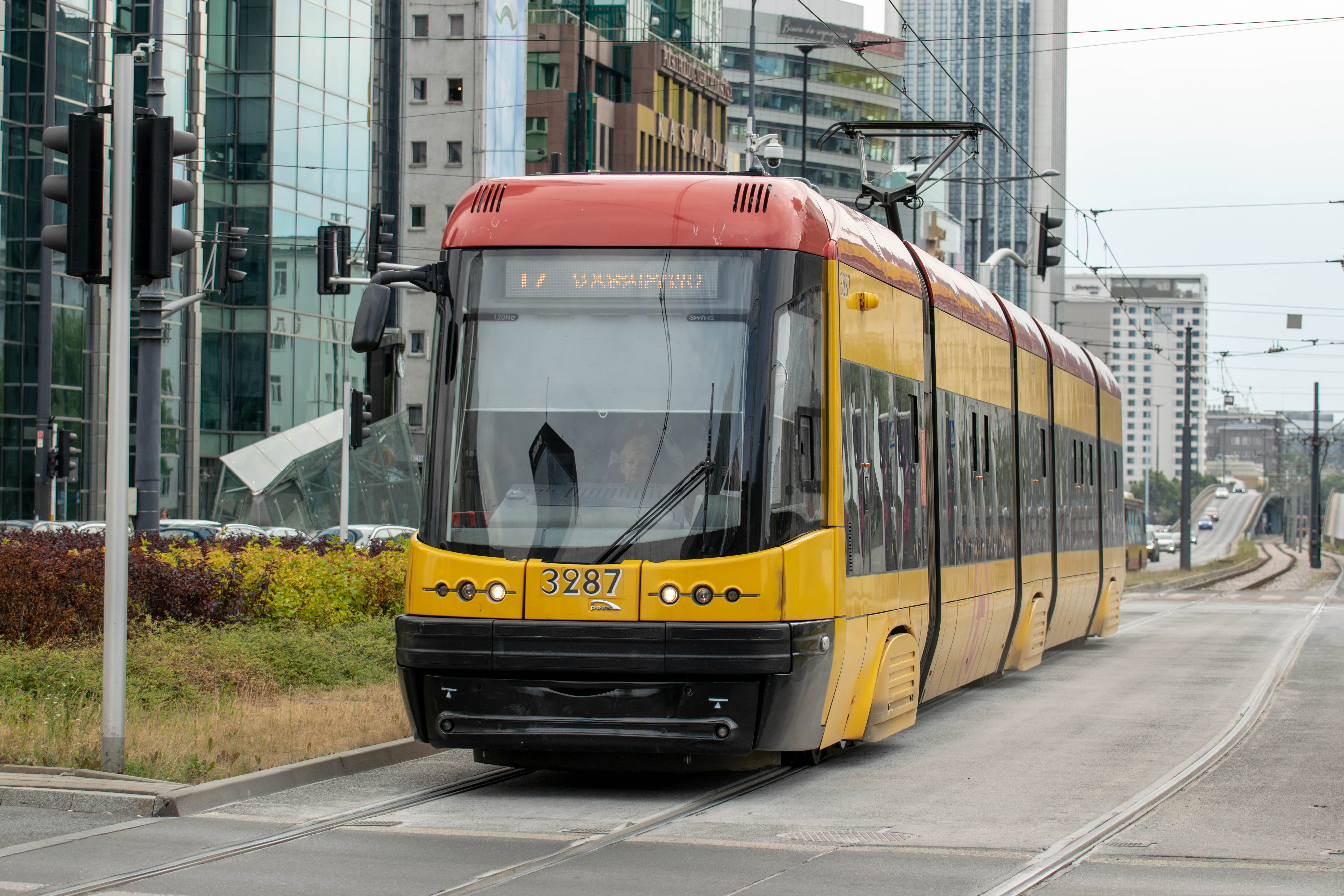
Tram di Varsavia

La rete tranviaria di Varsavia iniziò ad operare l'11 dicembre 1866. Nel periodo tra le due Guerre Mondiali il servizio tranviario fu nazionalizzato ed esteso. Dopo la difesa della città del 1939 il servizio fu sospeso per circa tre mesi per riprendere all'inizio del 1940. Nel 1941 furono introdotti gli attuali colori dei tram (giallo e rosso, come i colori dello stemma di Varsavia). In seguito all'insurrezione di Varsavia del 1945 l'intera rete tranviaria risultava distrutta ma già il 20 giugno del 1945 il primo tram riprendeva servizio. Attualmente la compagnia ZTM opera con 948 tram su una rete di 276 chilometri di binari.

### Metro

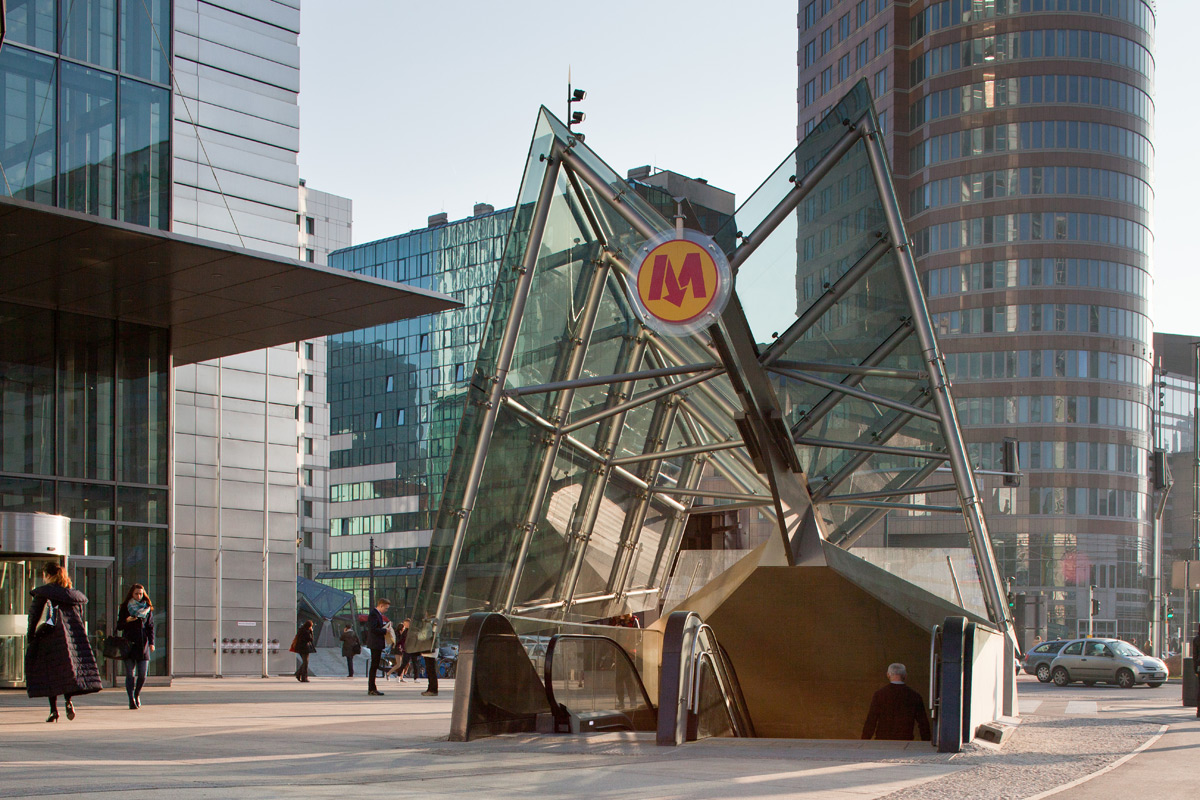
Entrata della metro seconda linea

La Metropolitana di Varsavia (Metro Warszawskie) è stata aperta nel 1995 ed è una delle più recenti metropolitane in Europa oltre a essere la prima e unica in Polonia. La prima linea M1 (nord - sud) è stata completata nel 2008 e collega il centro di Varsavia con i suoi sobborghi meridionali e settentrionali densamente popolati, mentre la seconda linea M2 attraversa la città da est a ovest. La linea doveva essere inaugurata prima del Campionato europeo di calcio 2012, ma così non è stato per diversi problemi dovuti all'attraversamento sotterraneo del fiume Vistola, che ritardarono l'inaugurazione fino alla metà del 2015. È in progetto la realizzazione della terza linea M3 la quale potrebbe essere sia sopraelevata che sotterranea.
L'intera rete metropolitana è gestita, come tutti i trasporti urbani di Varsavia, dalla compagnia ZTM.
Attualmente la metropolitana di Varsavia conta 30 stazioni.
Le stazioni della prima linea:
| Numero stazione | Nome stazione    | Data apertura    |
| --------------- | ---------------- | ---------------- |
| A1              | Kabaty           | 7 aprile 1995    |
| A2              | Natolin          | 7 aprile 1995    |
| A3              | Imielin          | 7 aprile 1995    |
| A4              | Stokłosy         | 7 aprile 1995    |
| A5              | Ursynów          | 7 aprile 1995    |
| A6              | Służew           | 7 aprile 1995    |
| A7              | Wilanowska       | 7 aprile 1995    |
| A8              | Wierzbno         | 7 aprile 1995    |
| A9              | Racławicka       | 7 aprile 1995    |
| A10             | Pole Mokotowskie | 7 aprile 1995    |
| A11             | Politechnika     | 7 aprile 1995    |
| A12             | Plac Konstytucji | in progetto      |
| A13             | Centrum          | 26 maggio 1998   |
| A14             | Świętokrzyska    | 11 maggio 2001   |
| A15             | Ratusz Arsenał   | 11 maggio 2001   |
| A16             | Muranów          | in progetto      |
| A17             | Dworzec Gdański  | 20 dicembre 2003 |
| A18             | Plac Wilsona     | 8 aprile 2005    |
| A19             | Marymont         | 29 dicembre 2006 |
| A20             | Słodowiec        | 23 aprile 2008   |
| A21             | Stare Bielany    | 25 ottobre 2008  |
| A22             | Wawrzyszew       | 25 ottobre 2008  |
| A23             | Młociny          | 25 ottobre 2008  |

Le stazioni della seconda linea:
| Numero stazione | Nome stazione          | Data apertura     |
| --------------- | ---------------------- | ----------------- |
| C1              | Karolin                | 2020              |
| C2              | Chrzanów               | 2020              |
| C3              | Lazurowa               | 2020              |
| C4              | Bemowo                 | 2022              |
| C5              | Ulrychów               | 2022              |
| C6              | Księcia Janusza        | 2020              |
| C7              | Młynów                 | 2020              |
| C8              | Płocka                 | 2020              |
| C9              | Rondo Daszyńskiego     | 8 marzo 2015      |
| C10             | Rondo ONZ              | 8 marzo 2015      |
| C11             | Świętokrzyska          | 8 marzo 2015      |
| C12             | Nowy Świat-Uniwersytet | 8 marzo 2015      |
| C13             | Centrum Nauki Kopernik | 8 marzo 2015      |
| C14             | Stadion Narodowy       | 8 marzo 2015      |
| C15             | Dworzec Wileński       | 8 marzo 2015      |
| C16             | Szwedzka               | 15 settembre 2019 |
| C17             | Targówek               | 15 settembre 2019 |
| C18             | Trocka                 | 15 settembre 2019 |
| C19             | Zacisze                | 2020              |
| C20             | Kondratowicza          | 2020              |
| C21             | Bródno                 | 2020              |
| C22             | Dworzec Wschodni       | 2020              |
| C23             | Mińska                 | 2020              |
| C24             | Rondo Wiatraczna       | 2020              |
| C25             | Ostrobramska           | 2020              |
| C26             | Fieldorfa              | 2020              |
| C27             | Gocław                 | 2020              |

### Mobilità urbana

#### Piste ciclabili

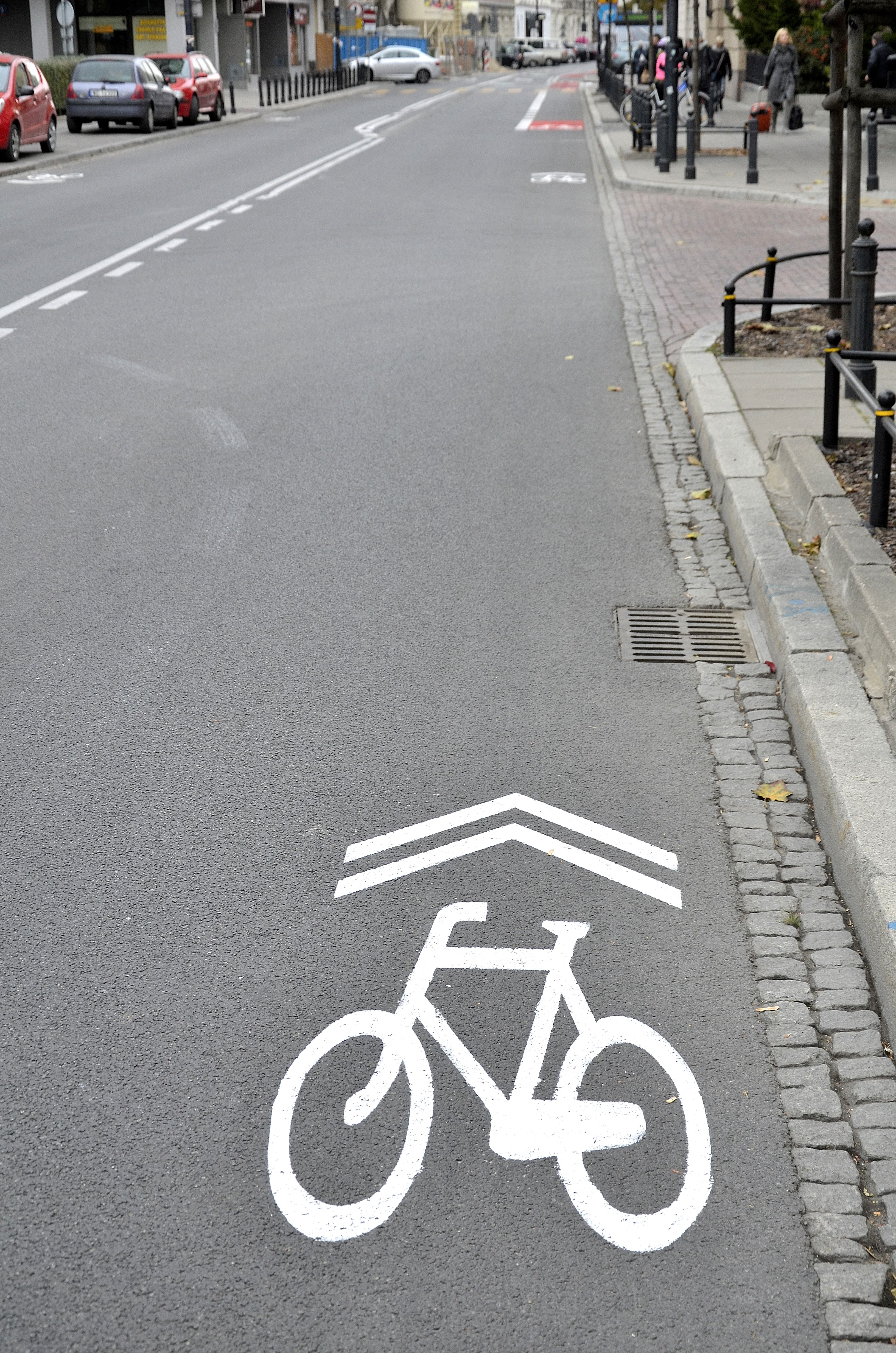
Corsia ciclabile a Varsavia

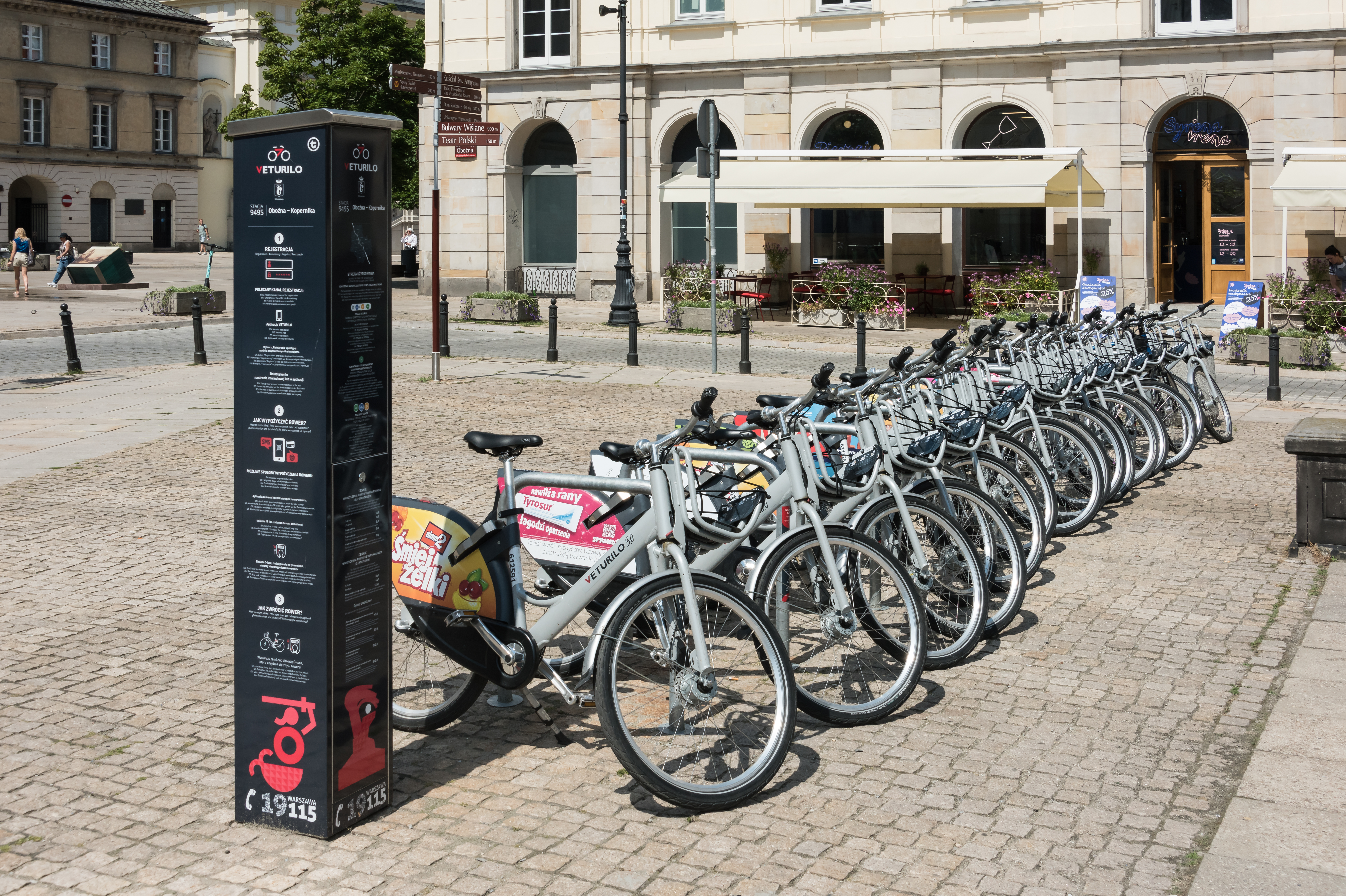
Bike sharing "Veturilo"

Ci sono 275 km di piste ciclabili e percorsi a Varsavia. Questi includono piste ciclabili (piste ciclabili separate dal resto del traffico da barriere fisiche) e corsie ciclabili (una pista ciclabile indicata con un percorso dipinto sulla strada). Circa 29 km di corsie per gli autobus, appositamente contrassegnati, sono libere di essere utilizzate dai ciclisti. Ai ciclisti è anche stato dato il diritto di guidare in entrambe le direzioni su determinate strade a senso unico.
Varsavia inoltre offre un sistema di bike sharing chiamato "Veturilo", con più di 3 000 biciclette pubbliche distribuite in 204 parcheggi, che possono essere affittate per brevi e medie distanze.

## Sport
Varsavia possiede una squadra di calcio di prima divisione, il Legia Varsavia, che ha nel proprio palmarès 13 titoli nazionali. Vi è inoltre il Polonia Varsavia che ha vinto 2 titoli nazionali, e diverse altre squadre minori, come il Gwardia Warszawa. Il più grande stadio di Varsavia, era funzionante negli anni 1955-2007 (Stadion Dziesięciolecia Manifestu Lipcowego), il quale è stato demolito e al suo posto è stato edificato il nuovo Stadion Narodowy (Stadio Nazionale), lo stadio ha ospitato gli Europei di calcio 2012. Nel 2010 è stato aperto anche il nuovo stadio del Legia Varsavia, Pepsi Arena per motivi di sponsor. 
Varsavia ha anche un ippodromo quello di Służewiec, diverse piste al coperto, una pista di pattinaggio Stegny, decine di piscine al coperto e due all'aperto, campi da tennis, un impianto sciistico artificiale "CSN Szczęśliwice", e diverse centinaia di palestre di varie dimensioni. Eventi di basket, pattinaggio e hockey su ghiaccio sono ospitati nella Hala Torwar.
Società sportive di Varsavia:
- KP Legia Varsavia - calcio
- KSP Polonia Varsavia - calcio
- Gwardia Varsavia - calcio

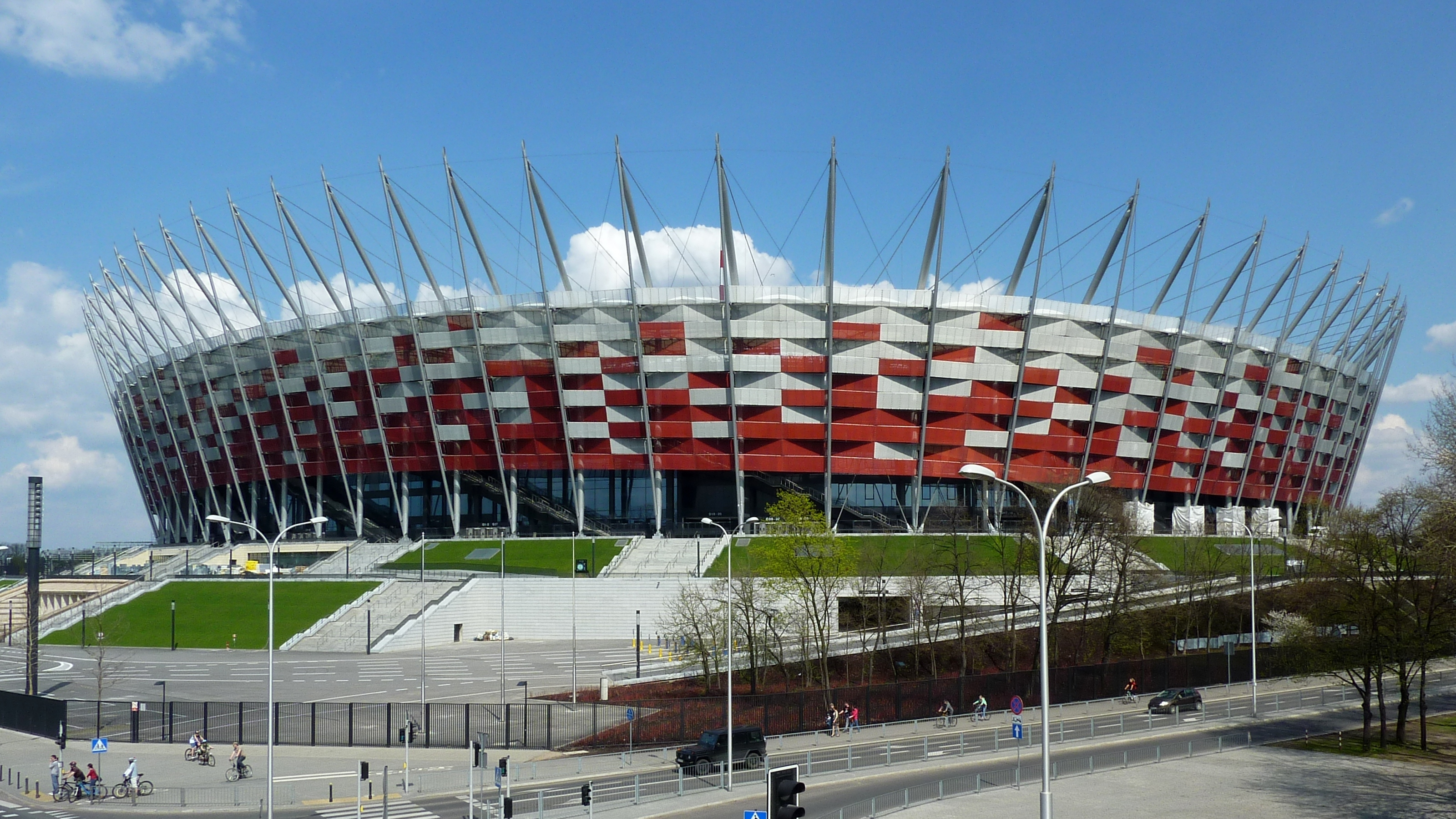
Stadion Narodowy

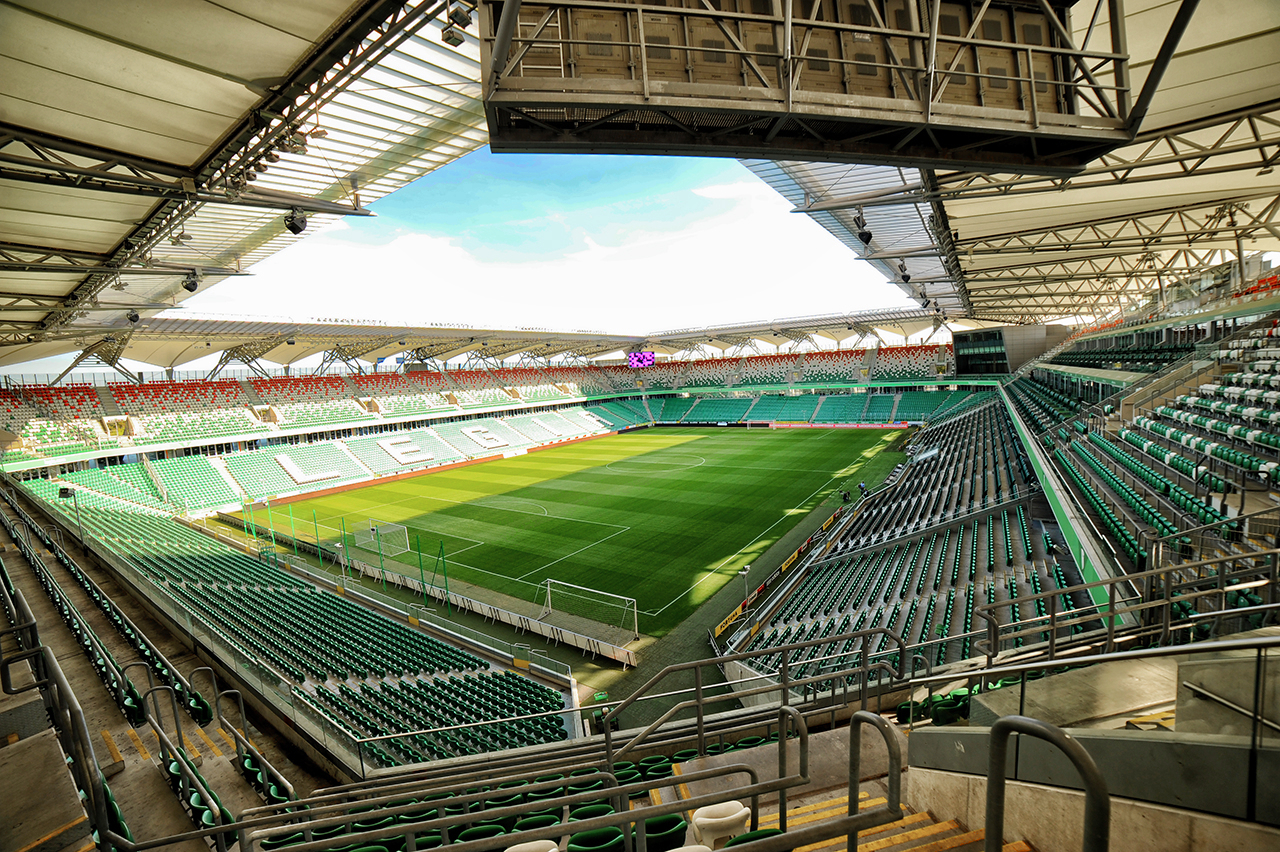
Pepsi Arena stadio di Legia Varsavia

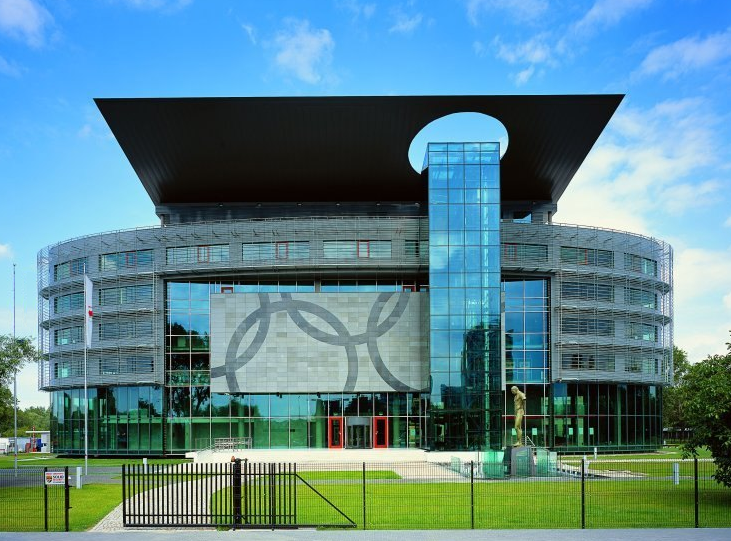
Comitato Olimpico Polacco

- KS Warszawianka - pallamano, nuoto, tennis
- DKS Targowek - atletica leggera
- AZS Politechnika Warszawska (Varsavia University of Technology) - pallavolo
- AZS-AWF Warszawa - rugby
- MKS MDK Varsavia - pallavolo, scacchi
- MKS MOS 2 Varsavia - canottaggio
- JMC Varsavia - atletica
- MOS Wola Varsavia - pallavolo
- MKS Sparta Varsavia - pallavolo
- Eagles Varsavia - football americano
- RKS Skra Varsavia - rugby
- Ursus Varsavia - calcio
- Drukarz Varsavia - calcio
- Varsovia Varsavia - calcio, tennis, pallamano
- RKS Marymont Varsavia - Pattinaggio di figura
- MUKS Euro6 Varsavia - Pattinaggio di figura
- Hutnik Varsavia - calcio
- UKS G-8 Bielany Varsavia - pentathlon, biathlon, triathlon, Tiro a segno, taekwondo
- Olimpia Varsavia - calcio
- Sports Club Thai & Kickboxing Palestra - Muay Thai, K-1, pugilato e arti marziali miste
- KS Spojnia Varsavia - Canoismo

Oltre alle società sportive Varsavia ospita il Comitato Olimpico Polacco e le varie sedi delle rappresentanze sportive nazionali.

## Gemellaggi[26]
| - Düsseldorf, dal 1989; - Hamamatsu, dal 1990; - Île-de-France, dal 1990; - Toronto, dal 1990; - Berlino, dal 1991; - Istanbul, dal 1991; - L'Aia, dal 1991; - Tel Aviv, dal 1992; - Harbin, dal 1993; - Mosca, dal 1993; - Kiev, dal 1994; - Chicago, dal 1995; - Saint-Étienne, dal 1995; - Taipei, dal 1995; | - Seul, dal 1996; - Rio de Janeiro, dal 1997; - San Pietroburgo, dal 1997; - Groznyj, dal 1997; - Vilnius, dal 1998; - Hanoi, dal 2000; - Vienna, dal 2001; - Astana, dal 2002; - Riga, dal 2002; - Budapest, dal 2005; - Oslo, dal 2006; - Charkiv, dal 2011; - Zagabria, dal 2011. |

## Galleria d'immagini

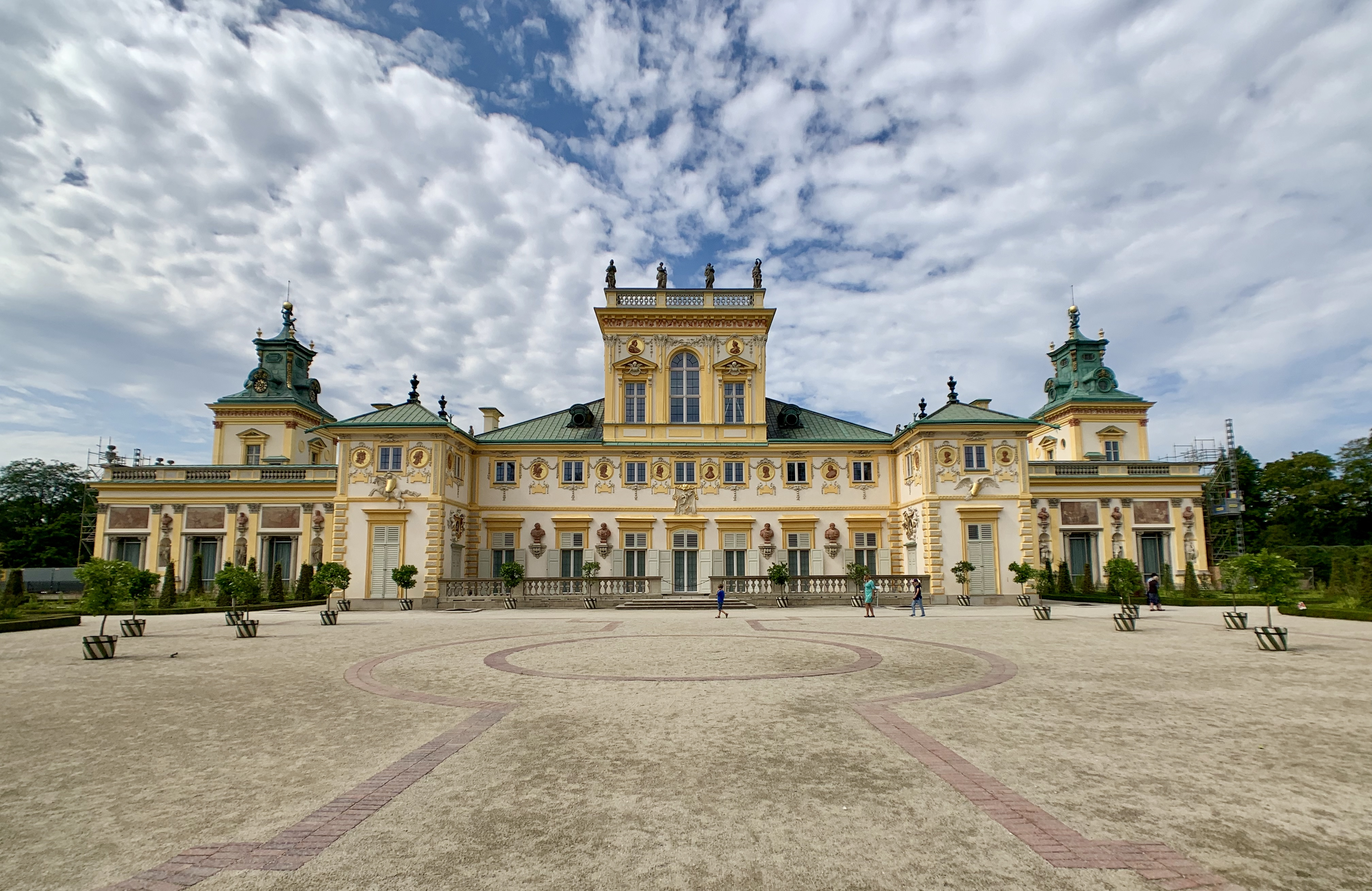
Palazzo di Wilanów
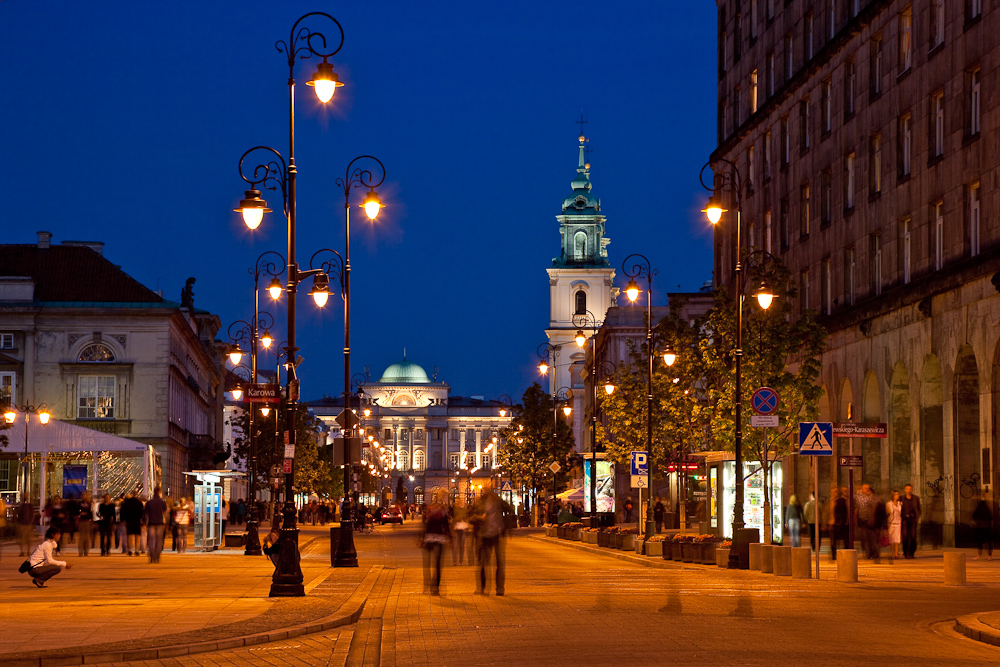
Lungo corso di Krakowskie Przedmieście
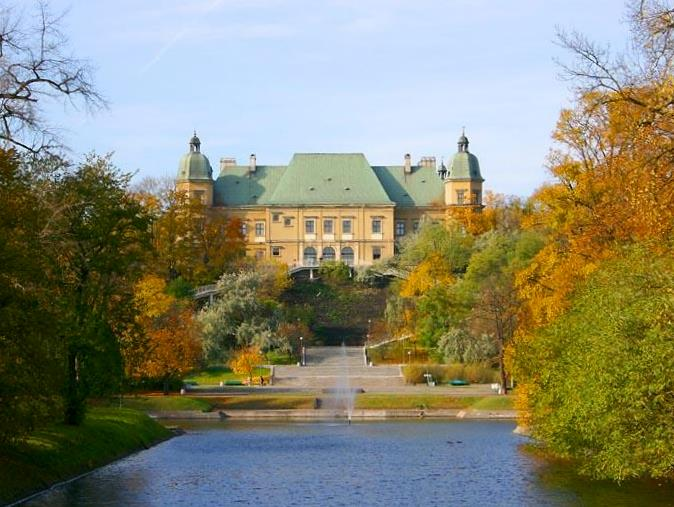
Castello di Ujazdów
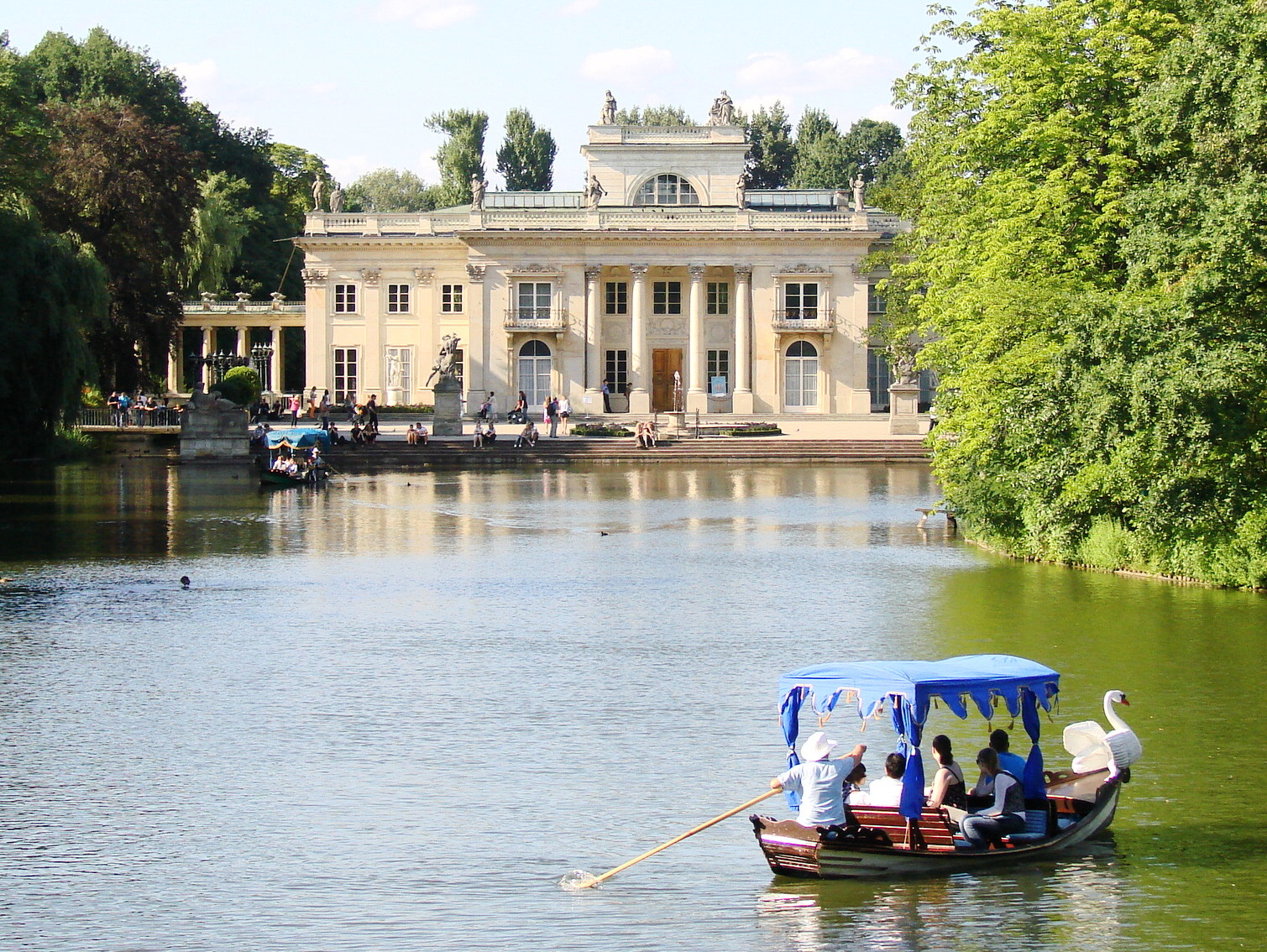
Palazzo sull'acqua
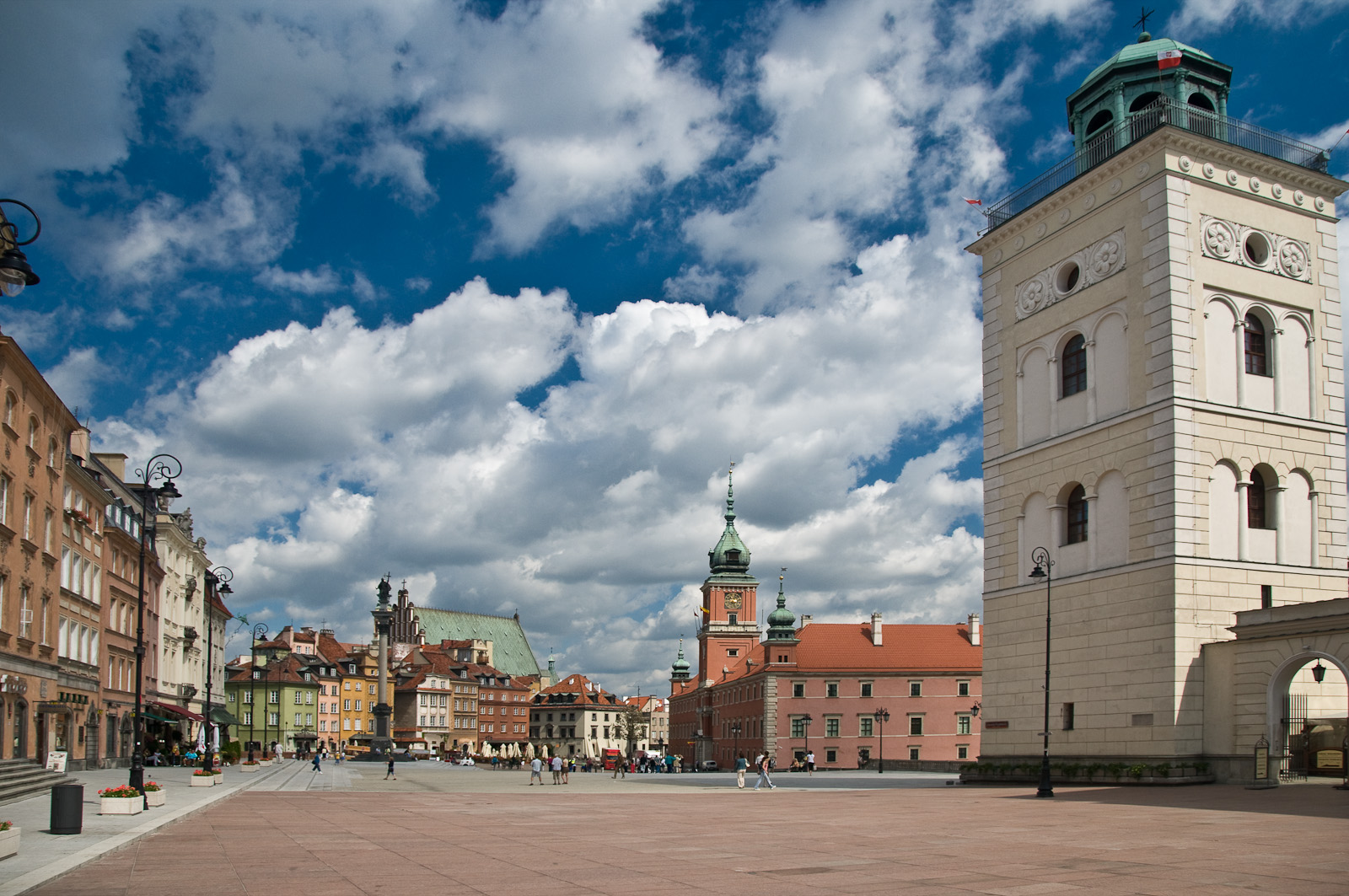
Piazza del Castello Reale Varsavia
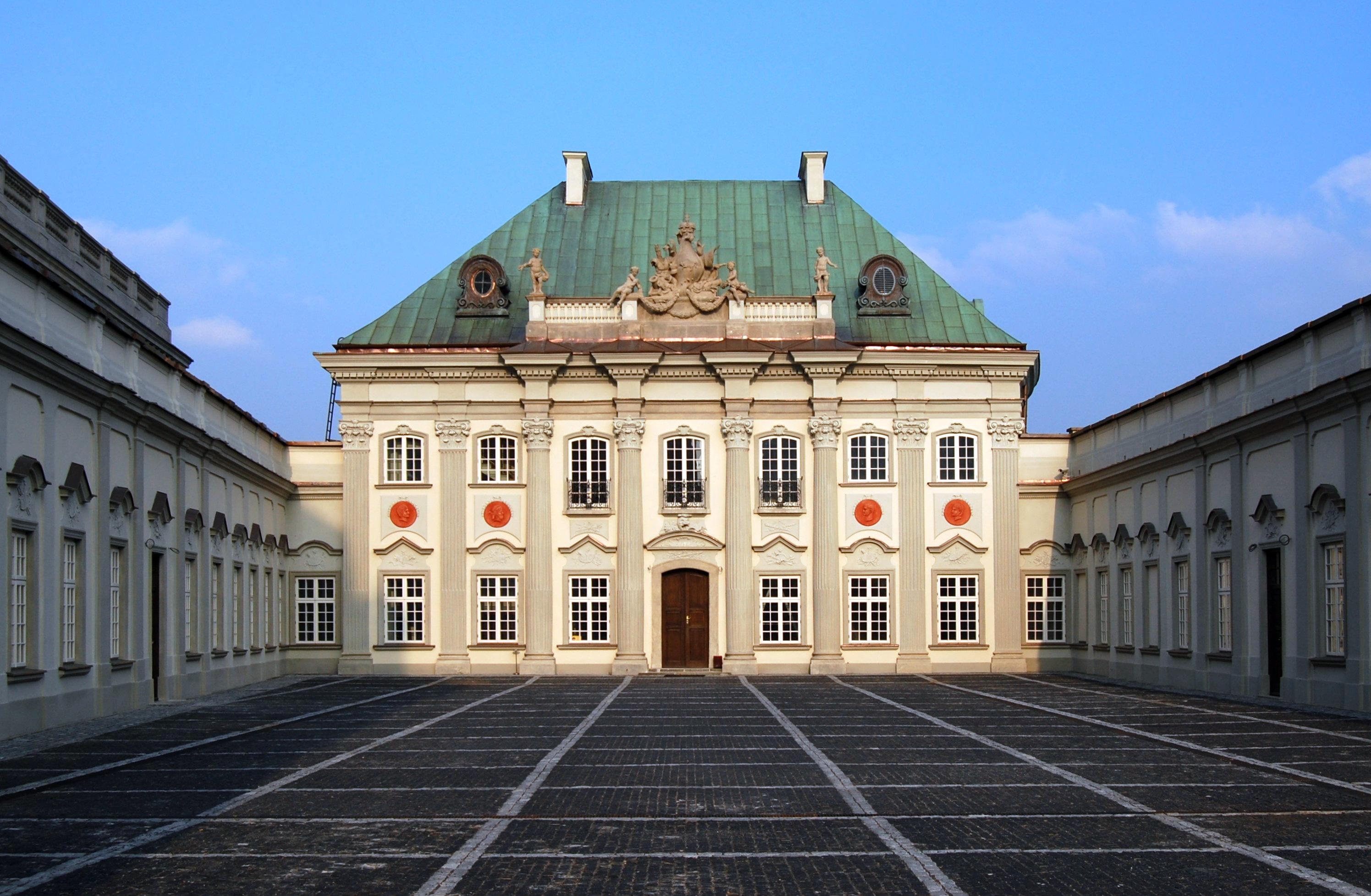
Palazzo pod blachą
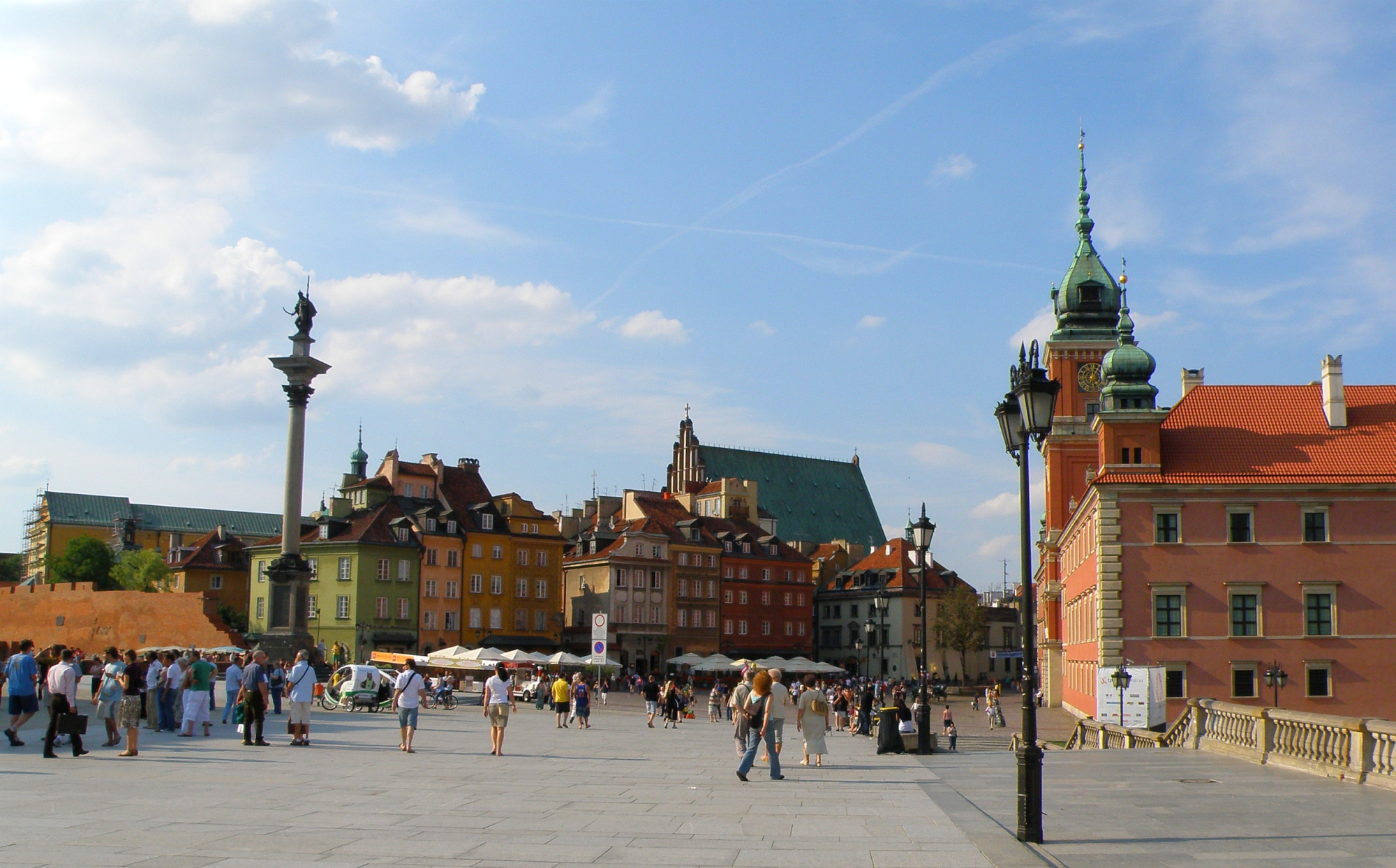
Vista della città vecchia
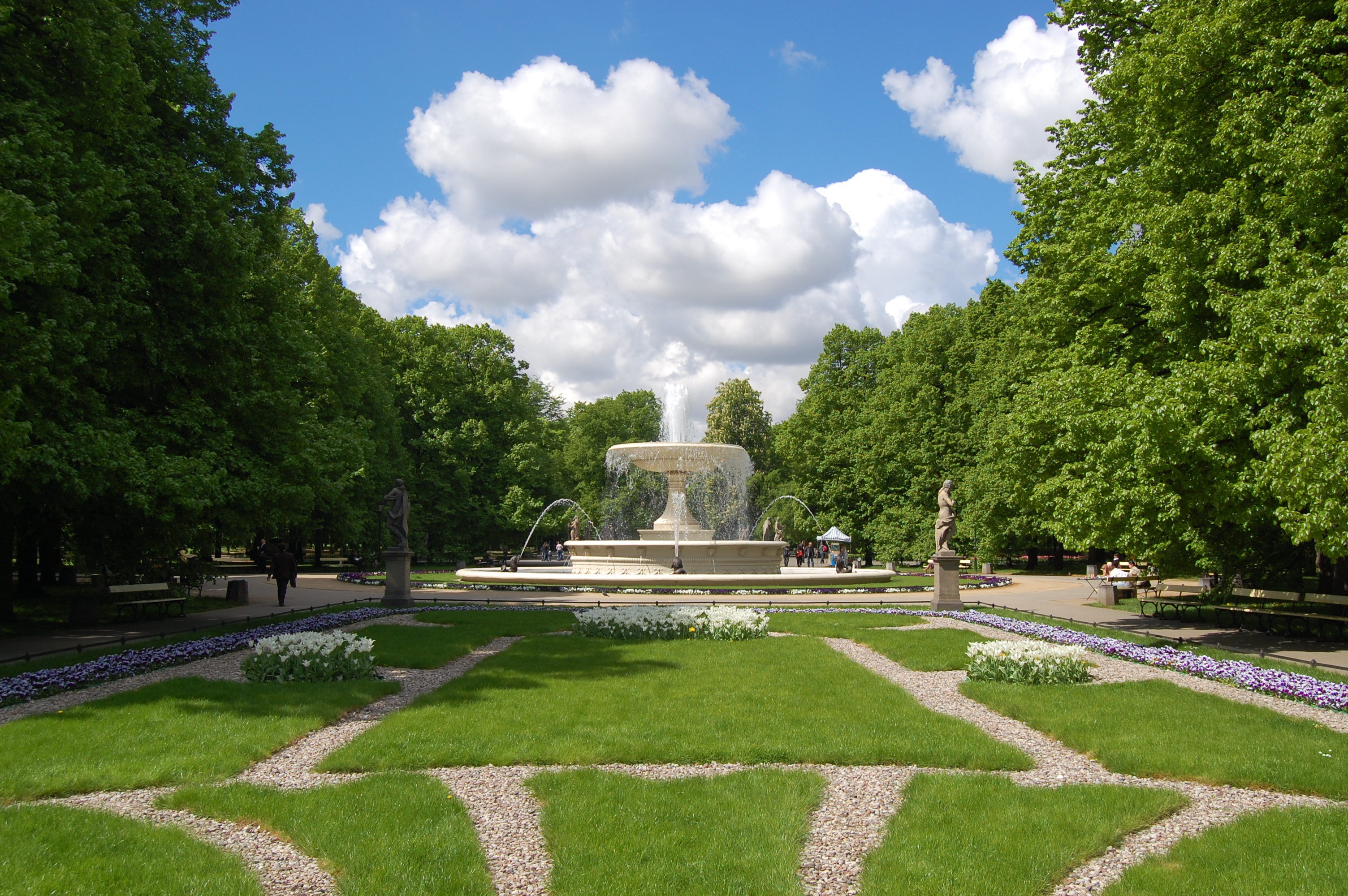
Fontana nel Giardino Sassone
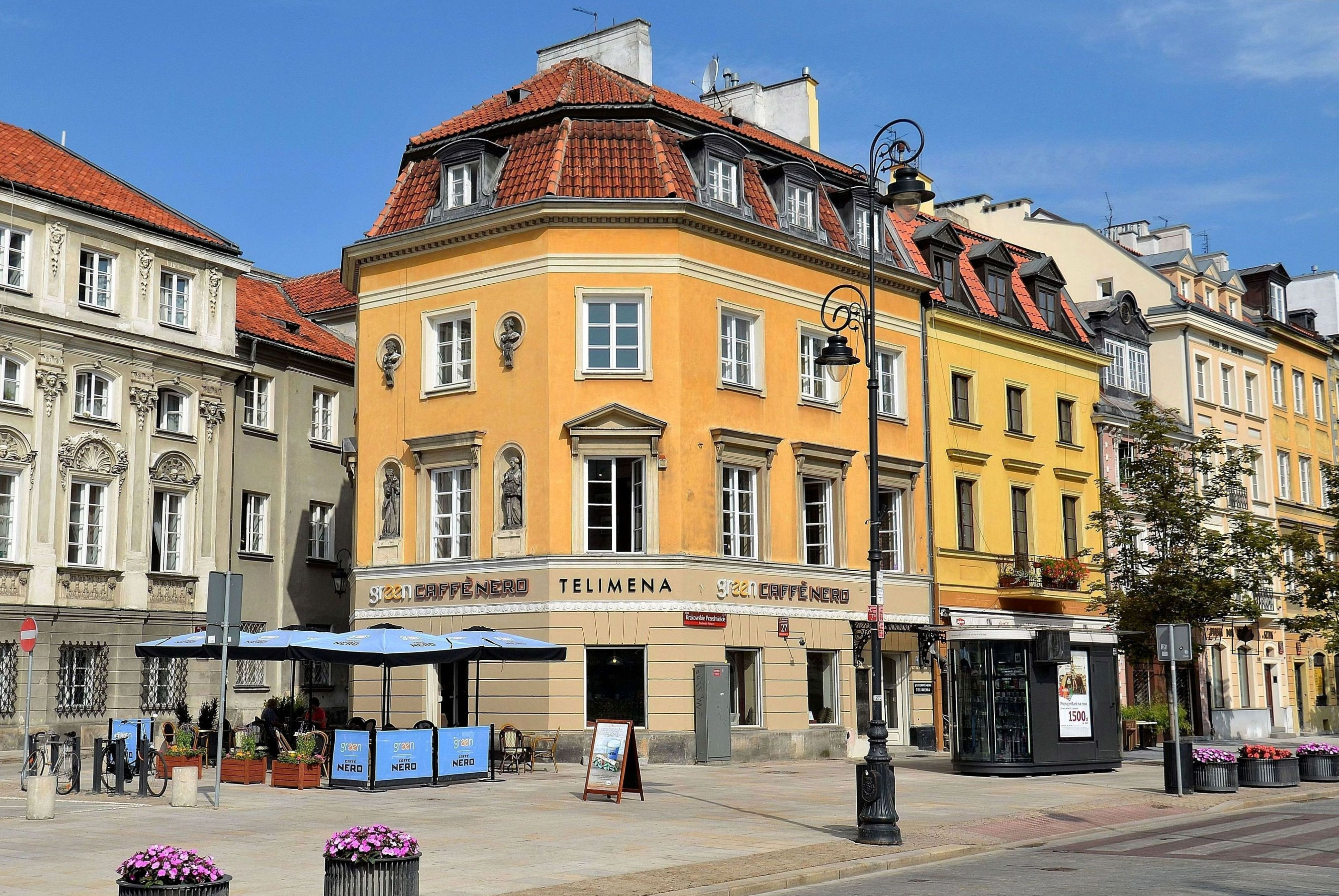
Palazzina Kestner
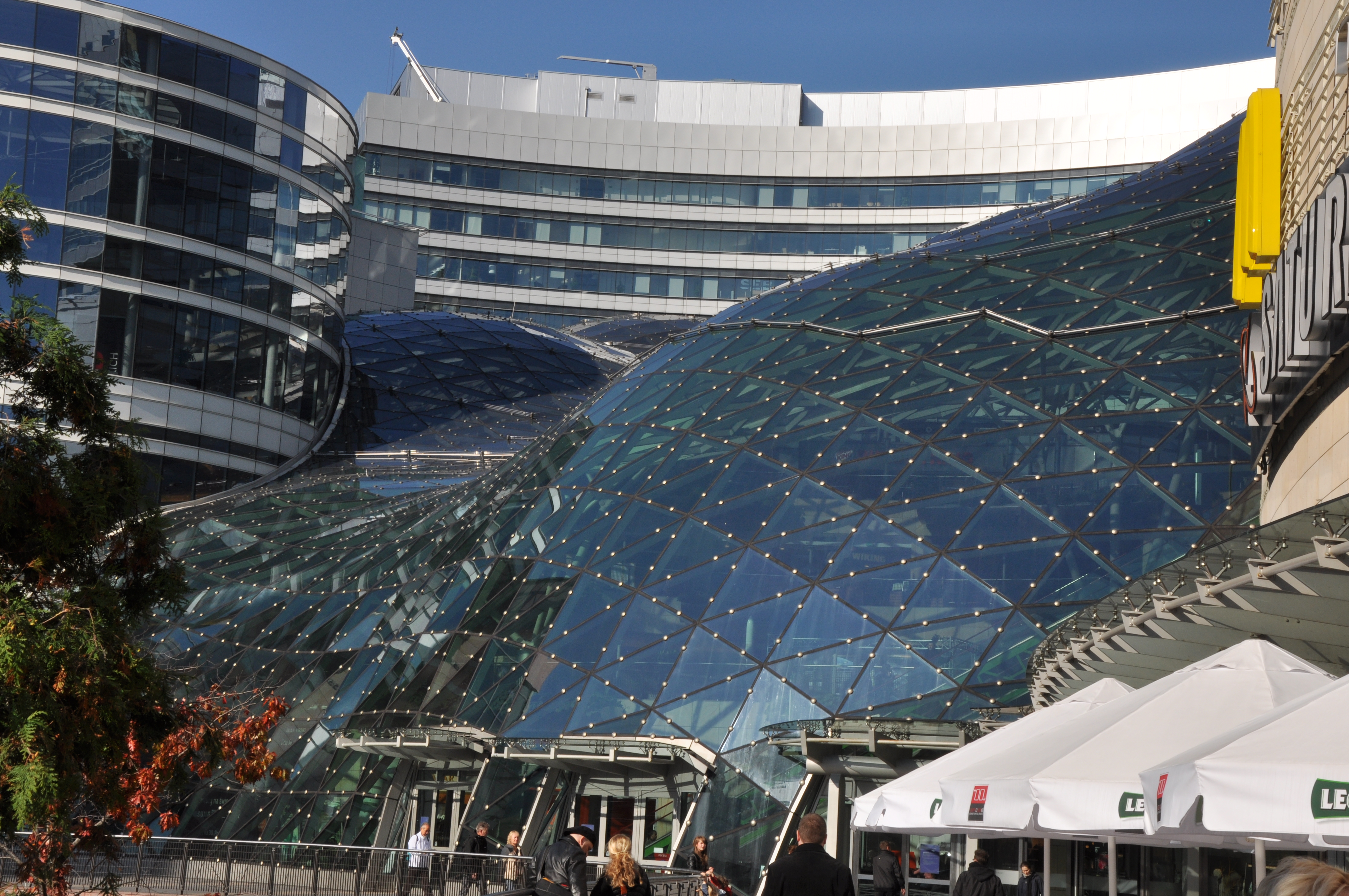
Centro commerciale Złote Tarasy
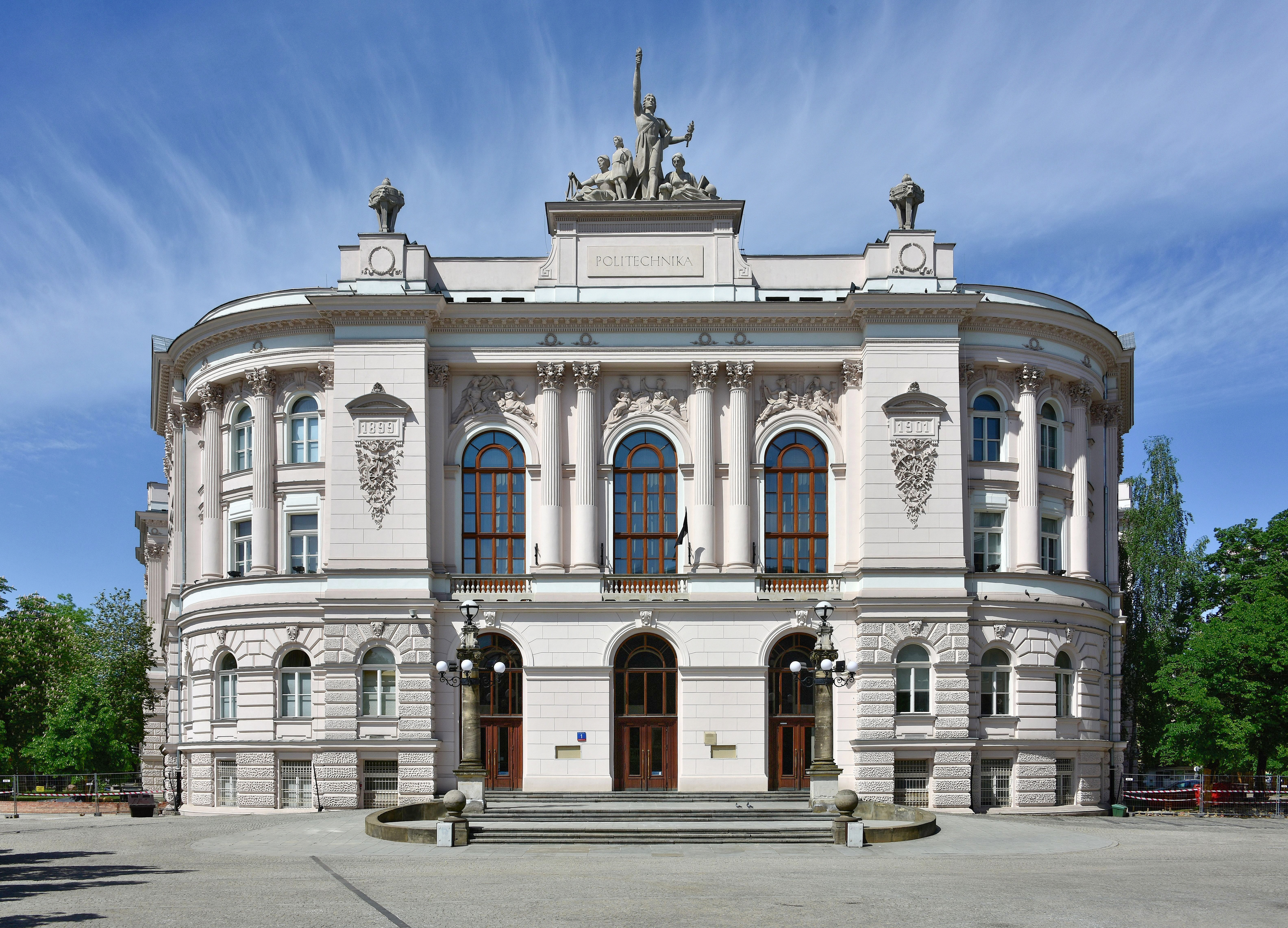
Politecnico di Varsavia
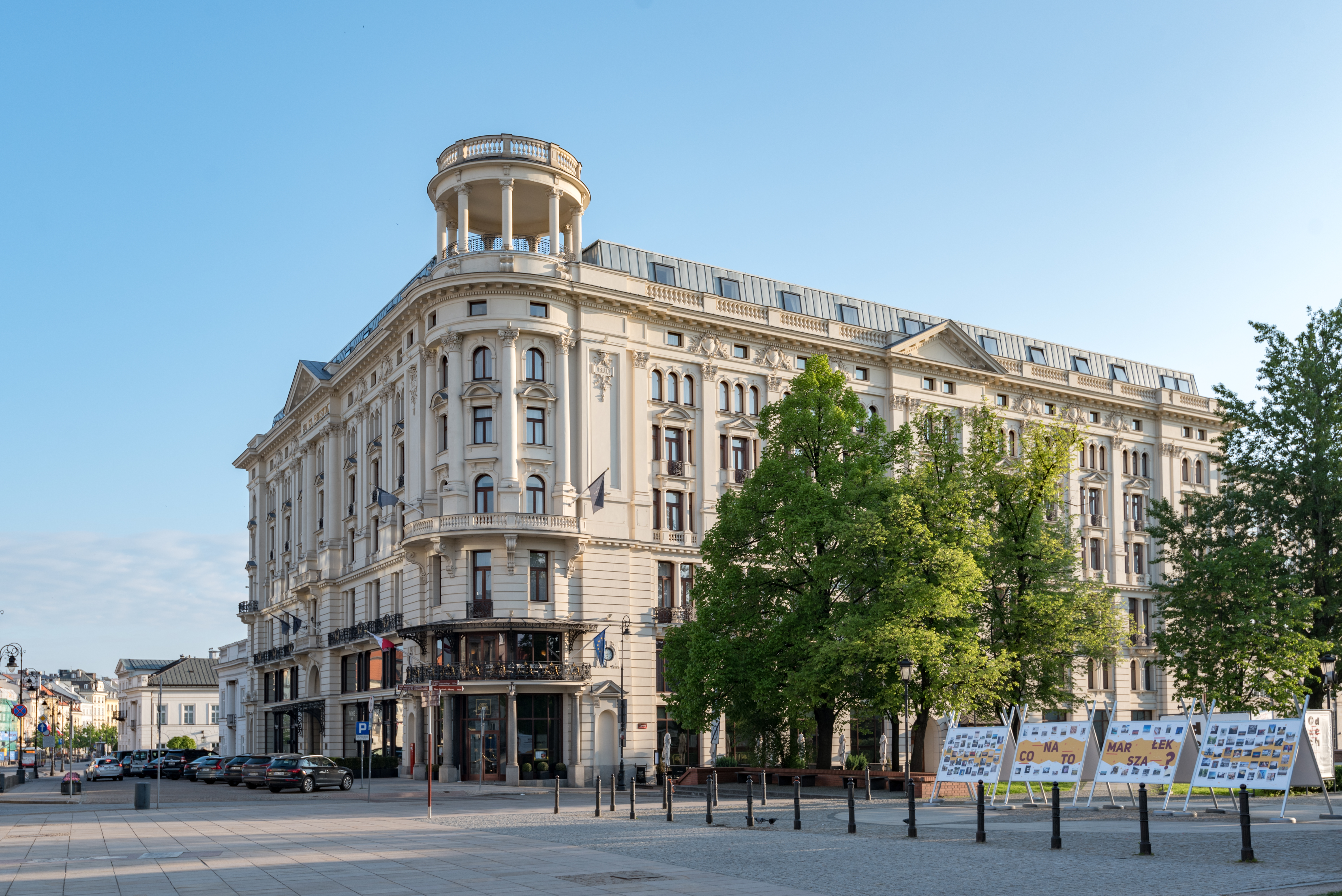
Hotel Bristol
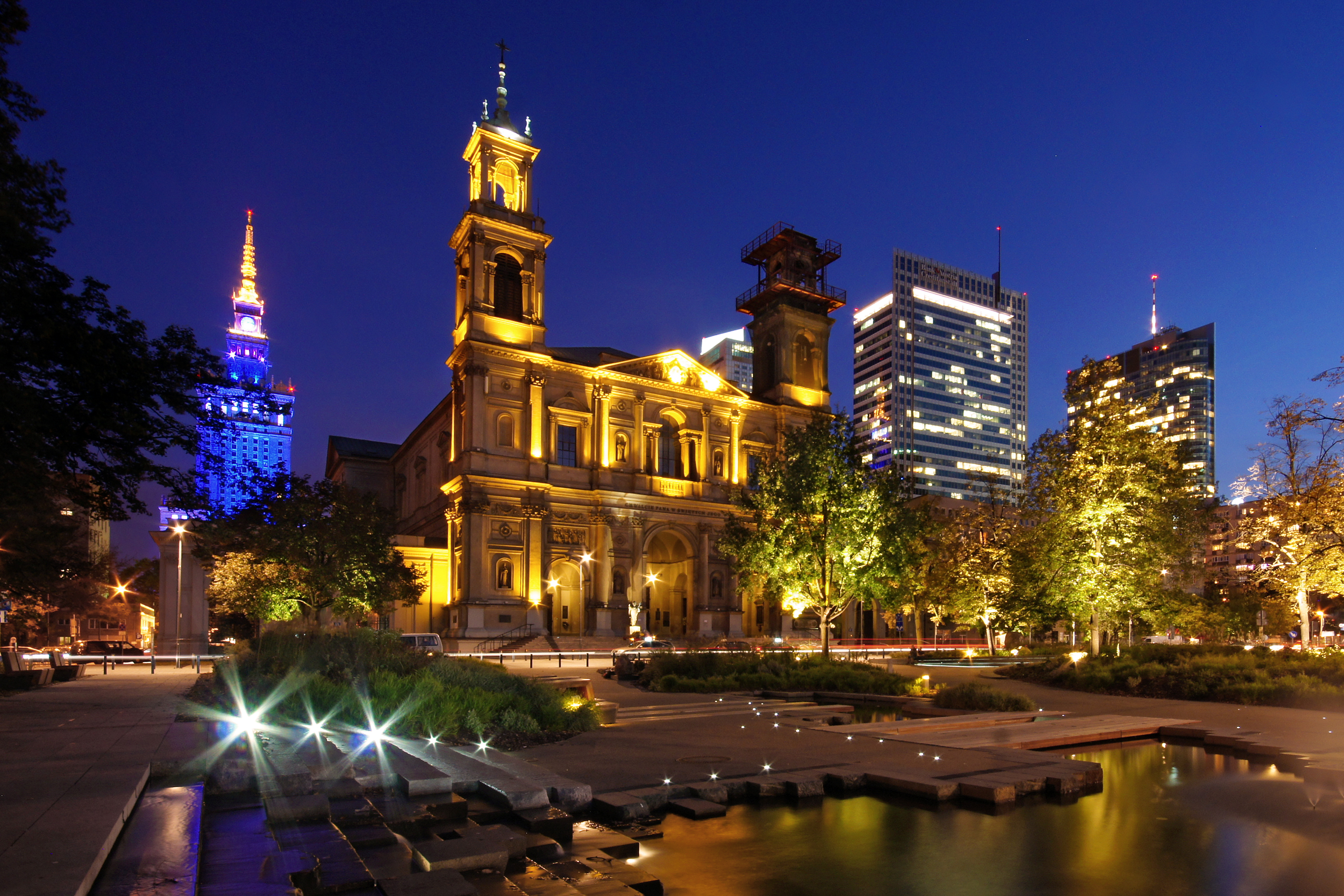
Chiesa di Ognissanti
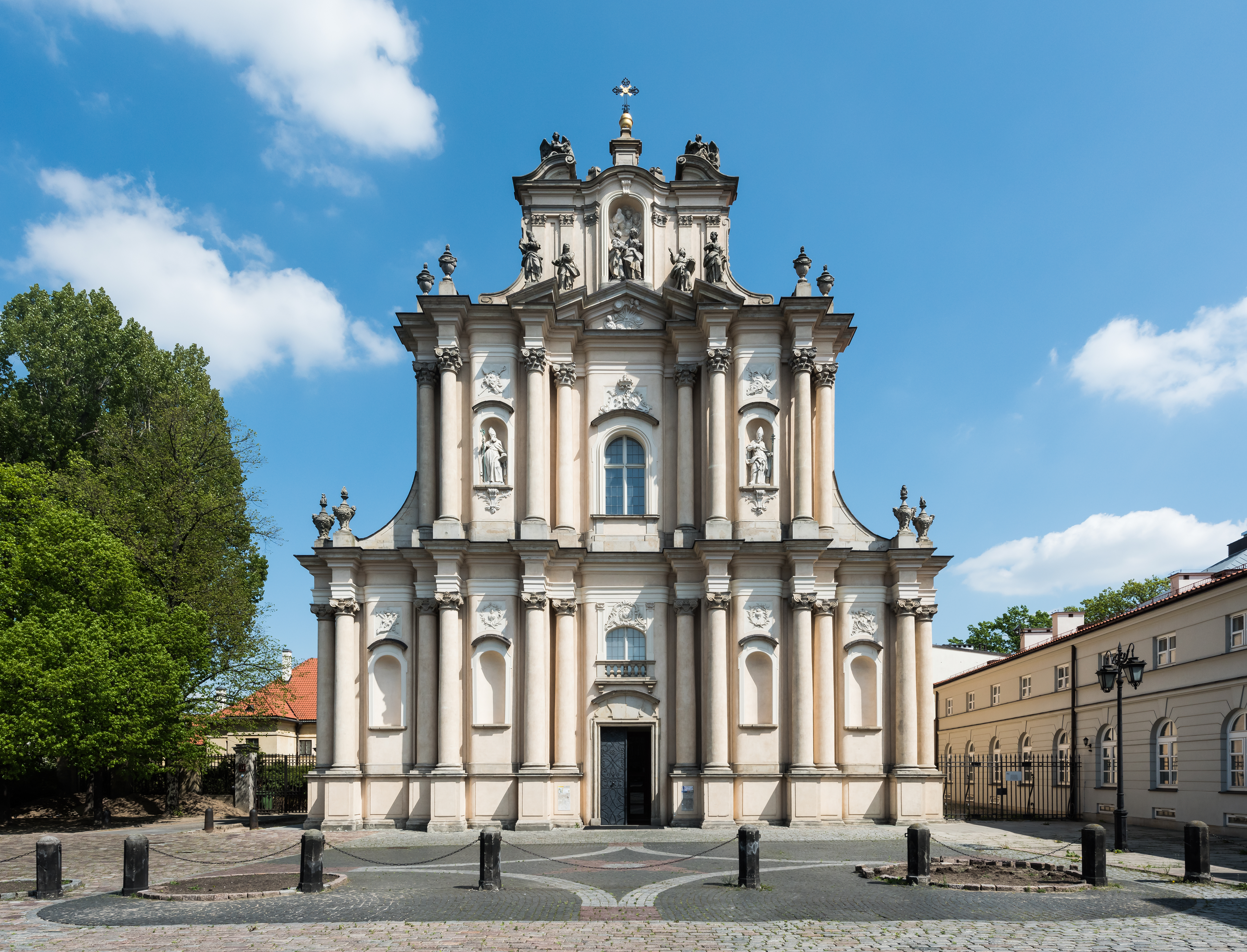
Chiesa delle visitandine
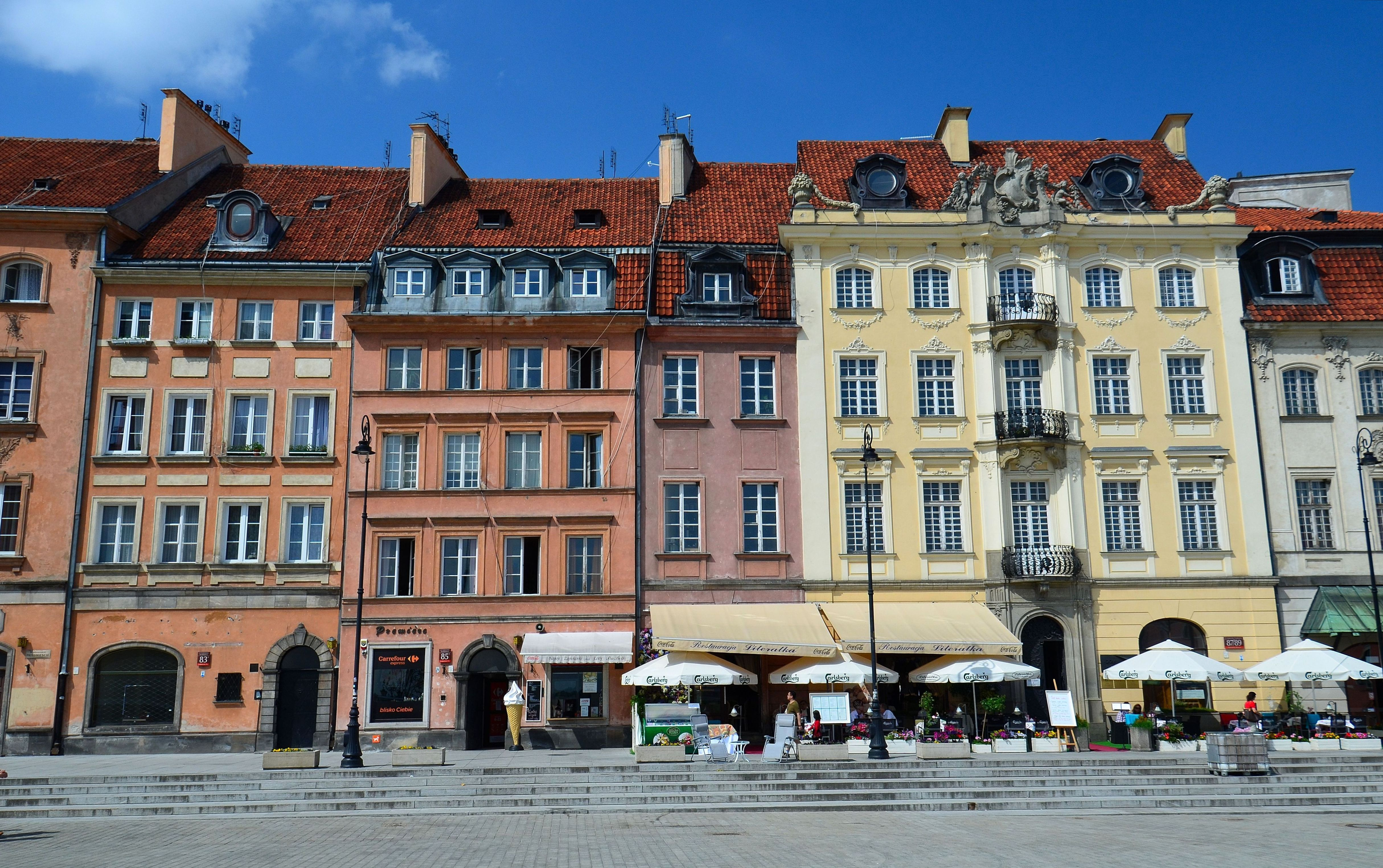
Palazzine di Krakowskie Przedmieście
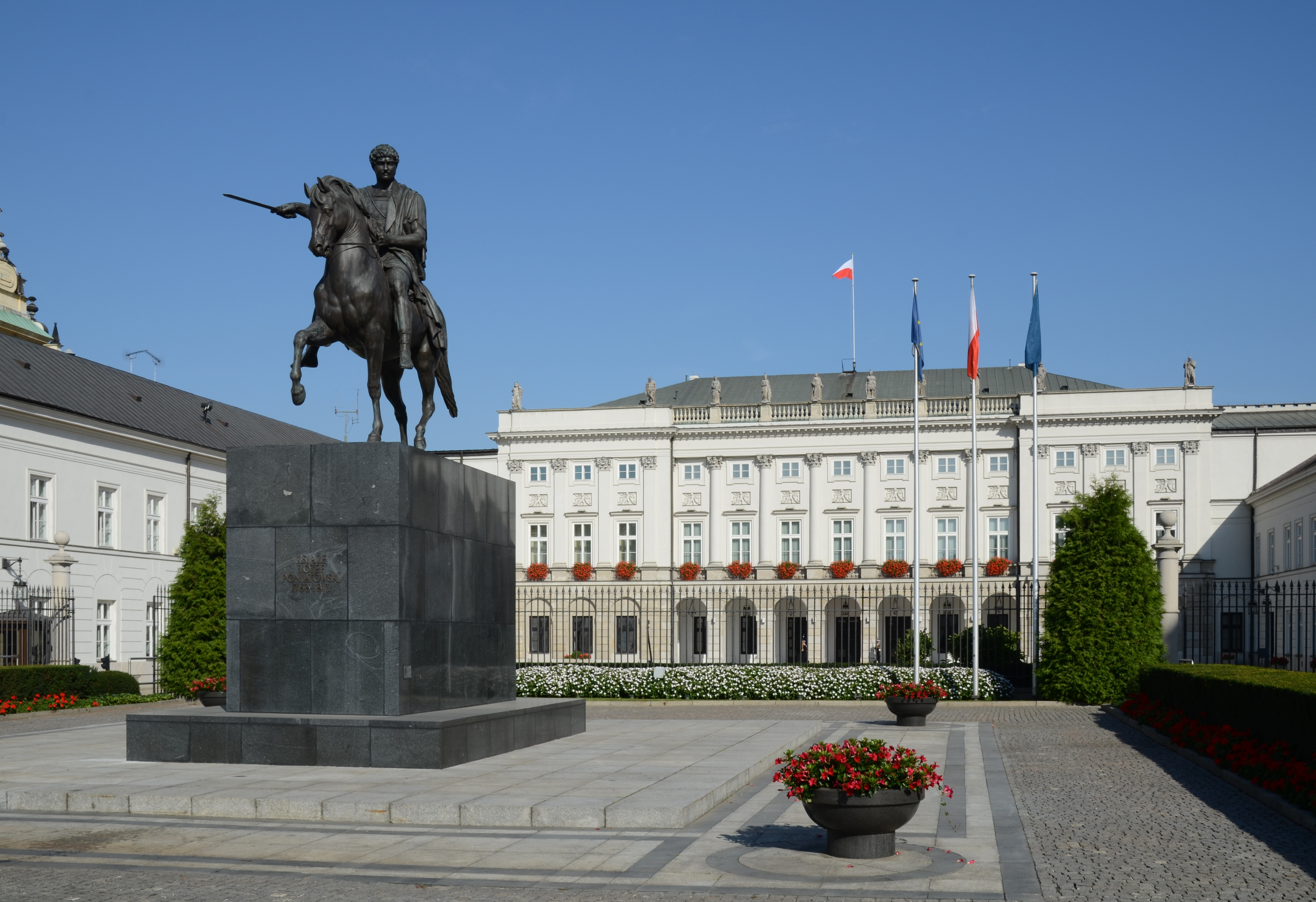
Palazzo del presidente a Varsavia
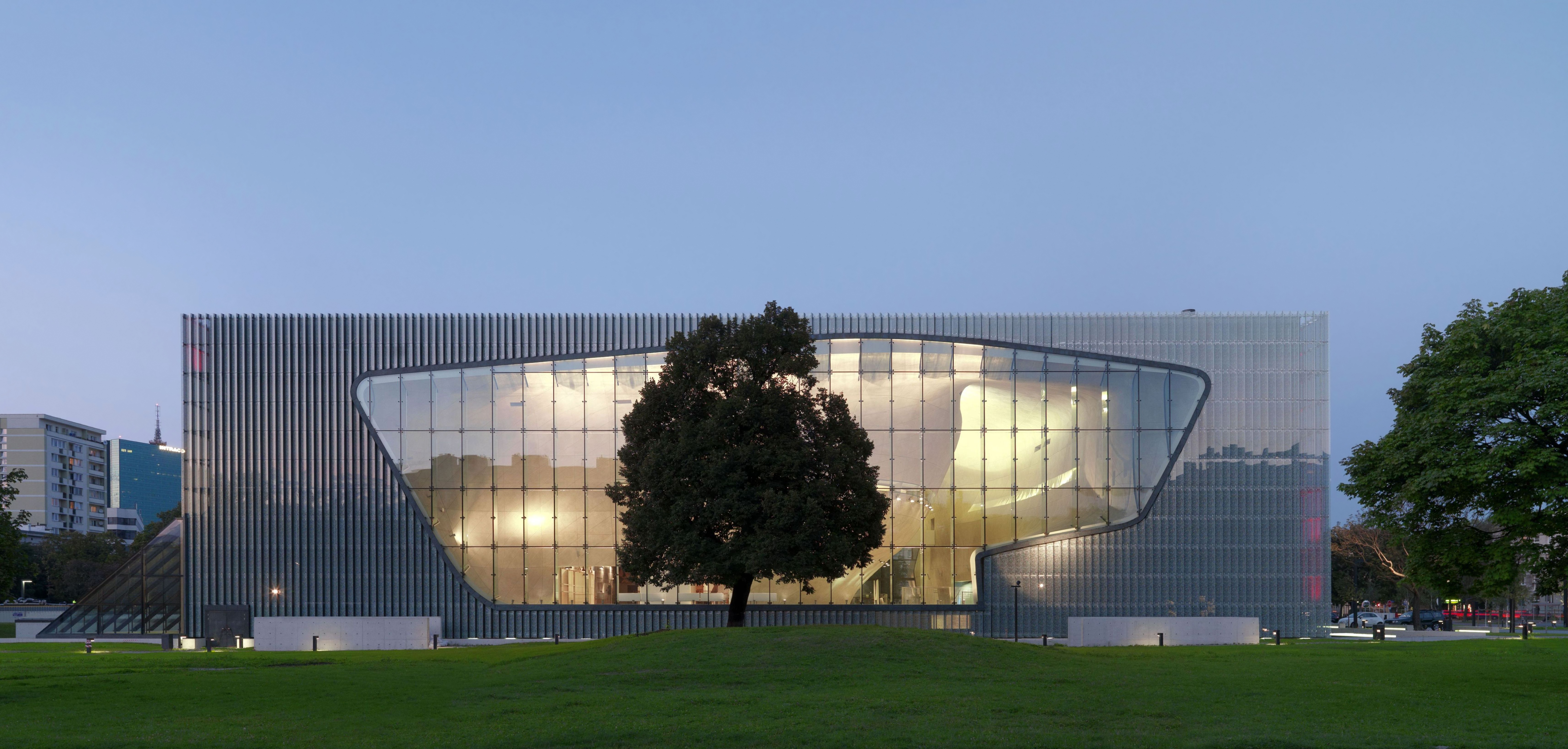
Museo della Storia degli Ebrei Polacchi
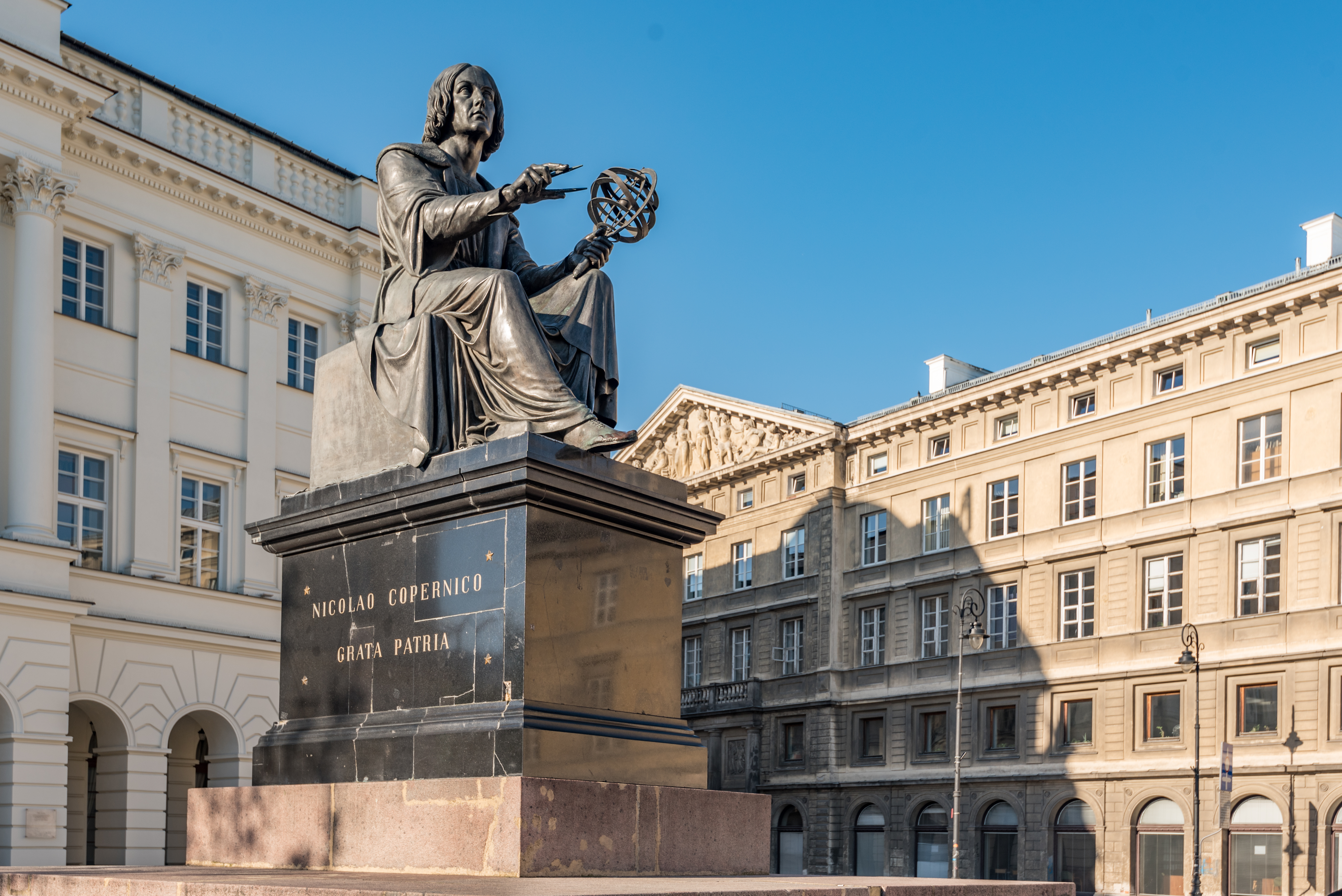
Monumento a Niccolò Copernico
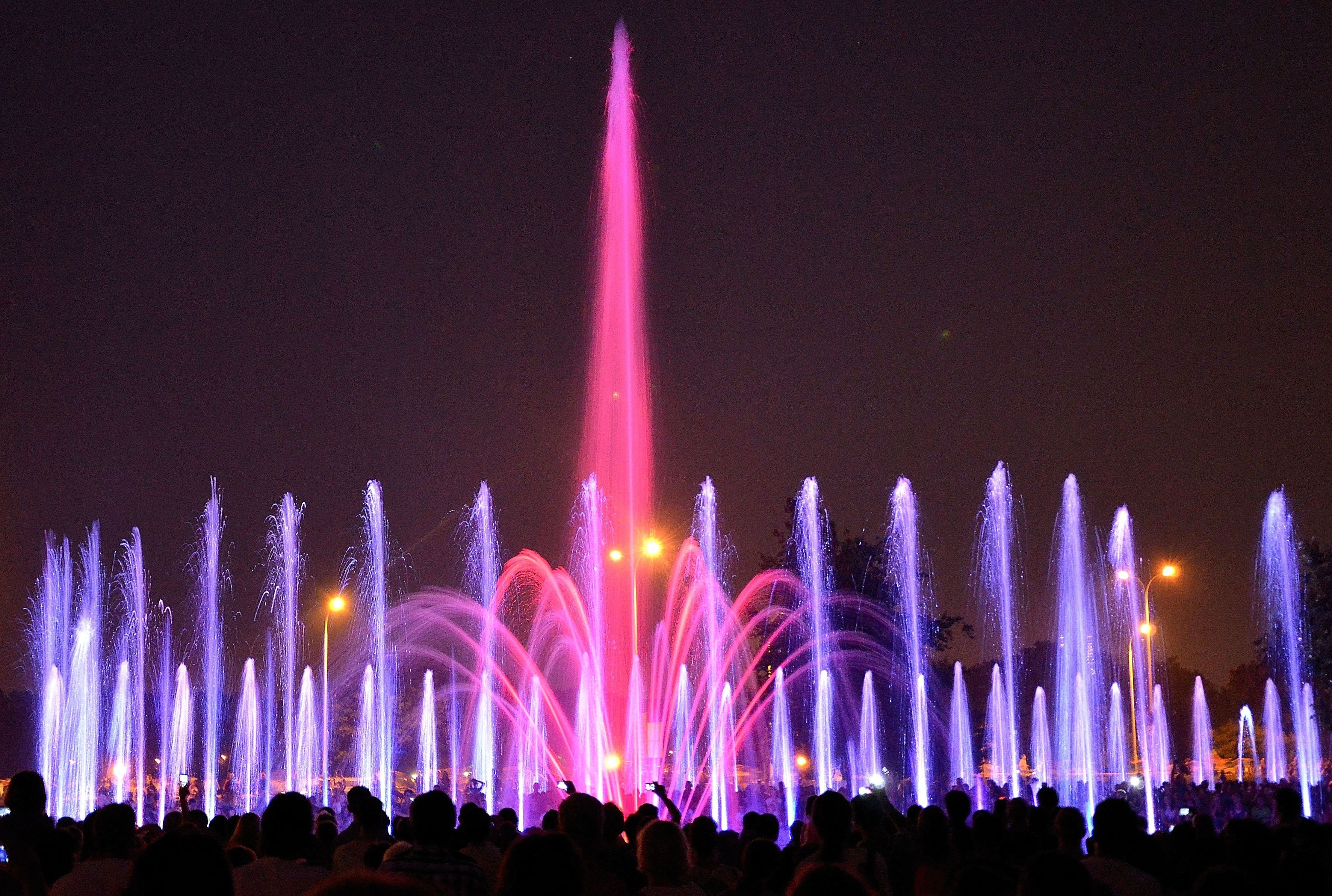
Fontana multimediale
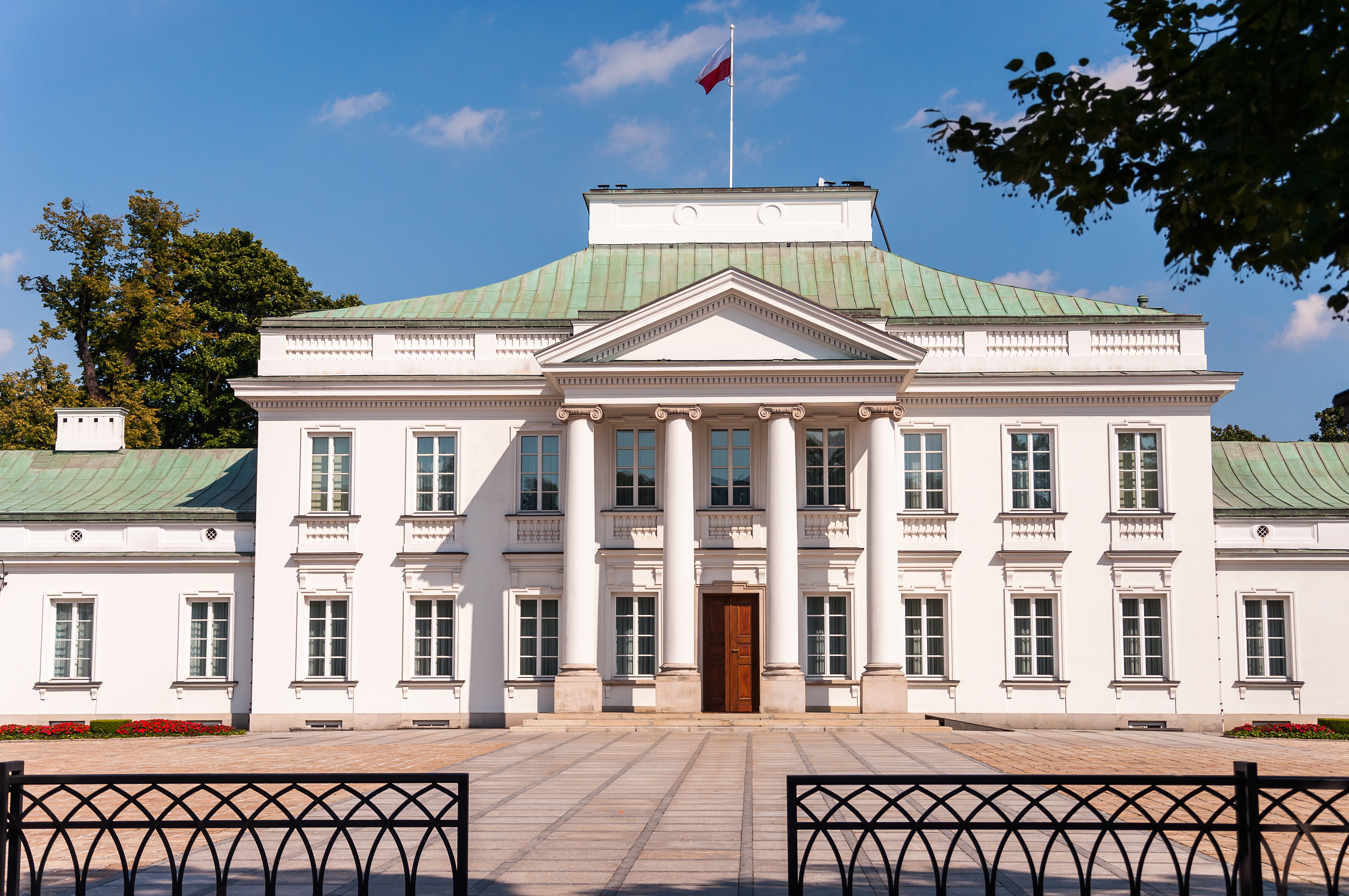
Palazzo del Belweder
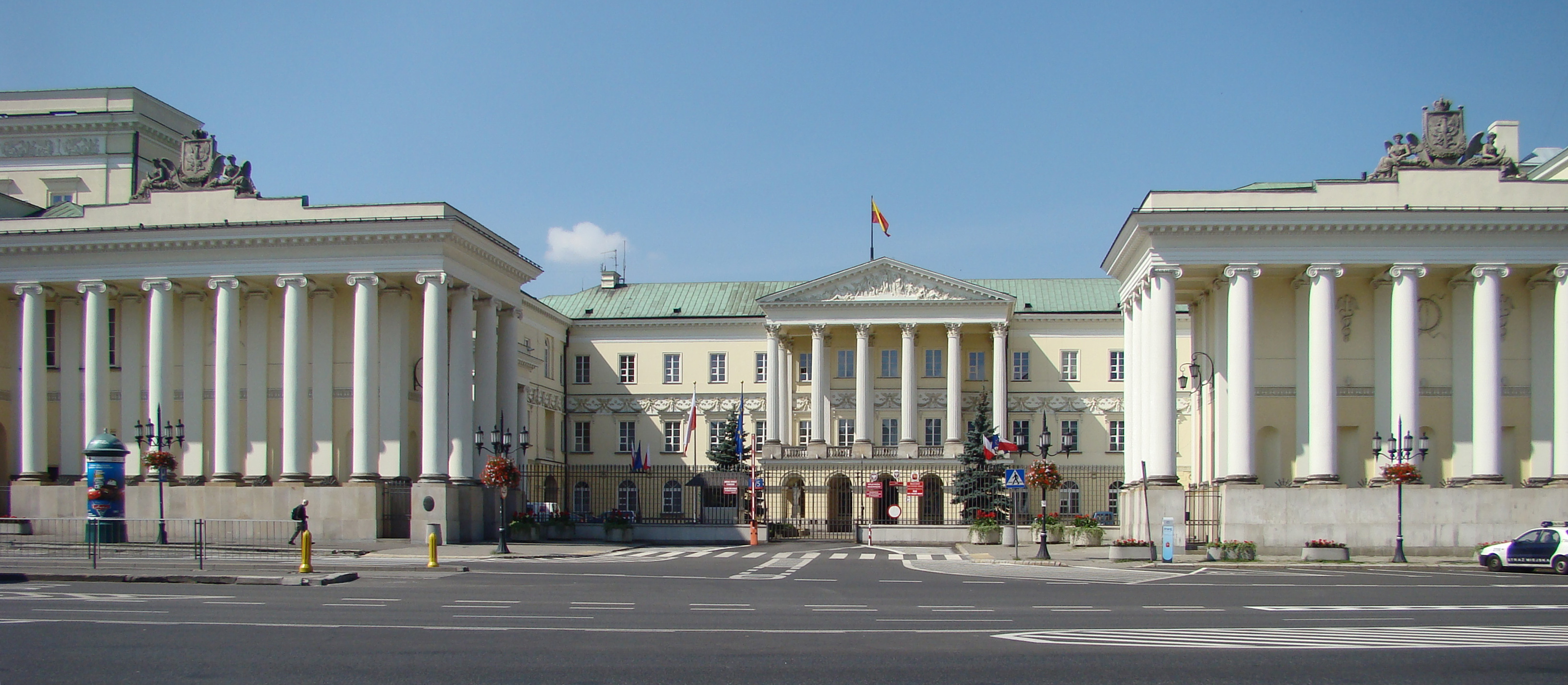
Municipio di Varsavia
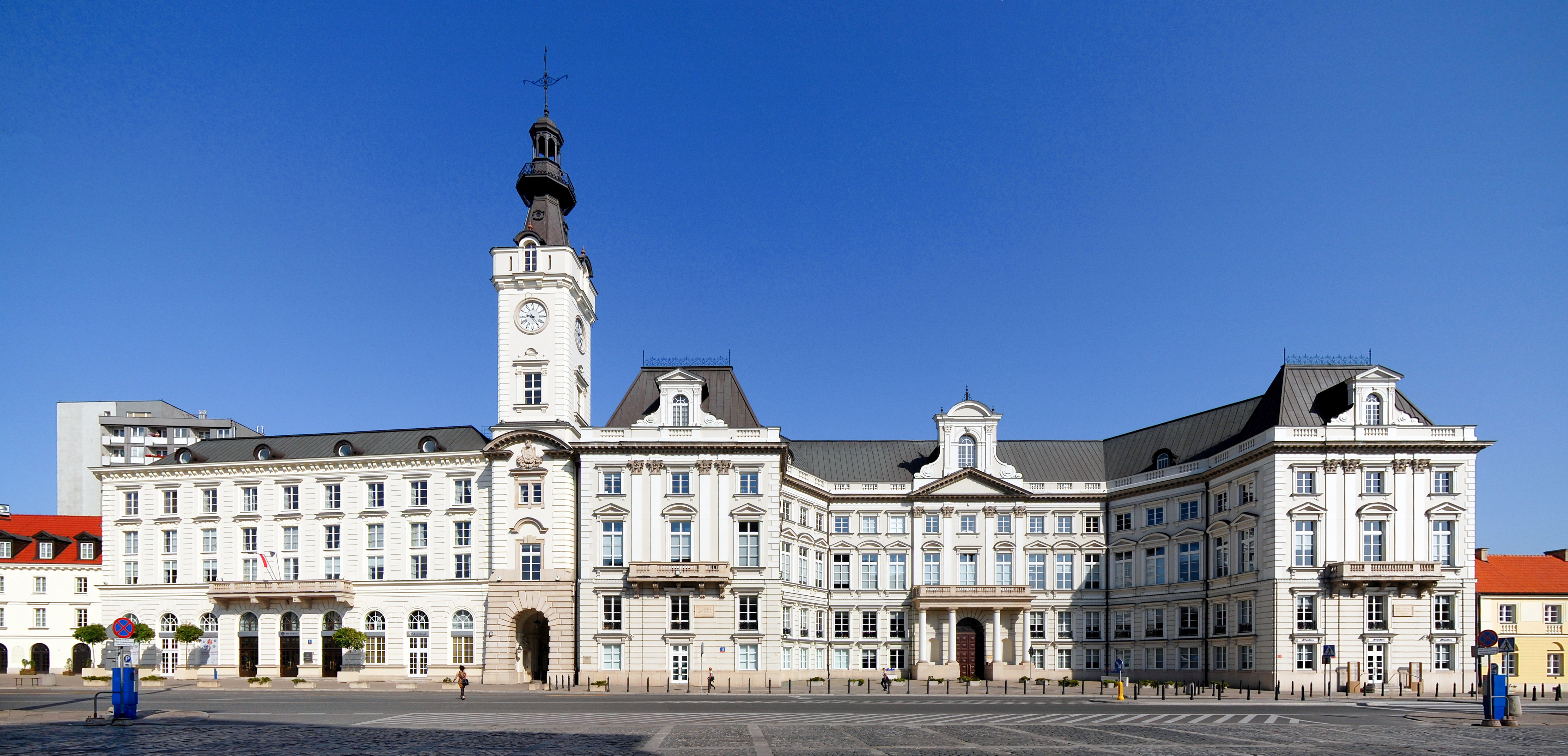
Ex municipio Palazzo Jabłonowskich
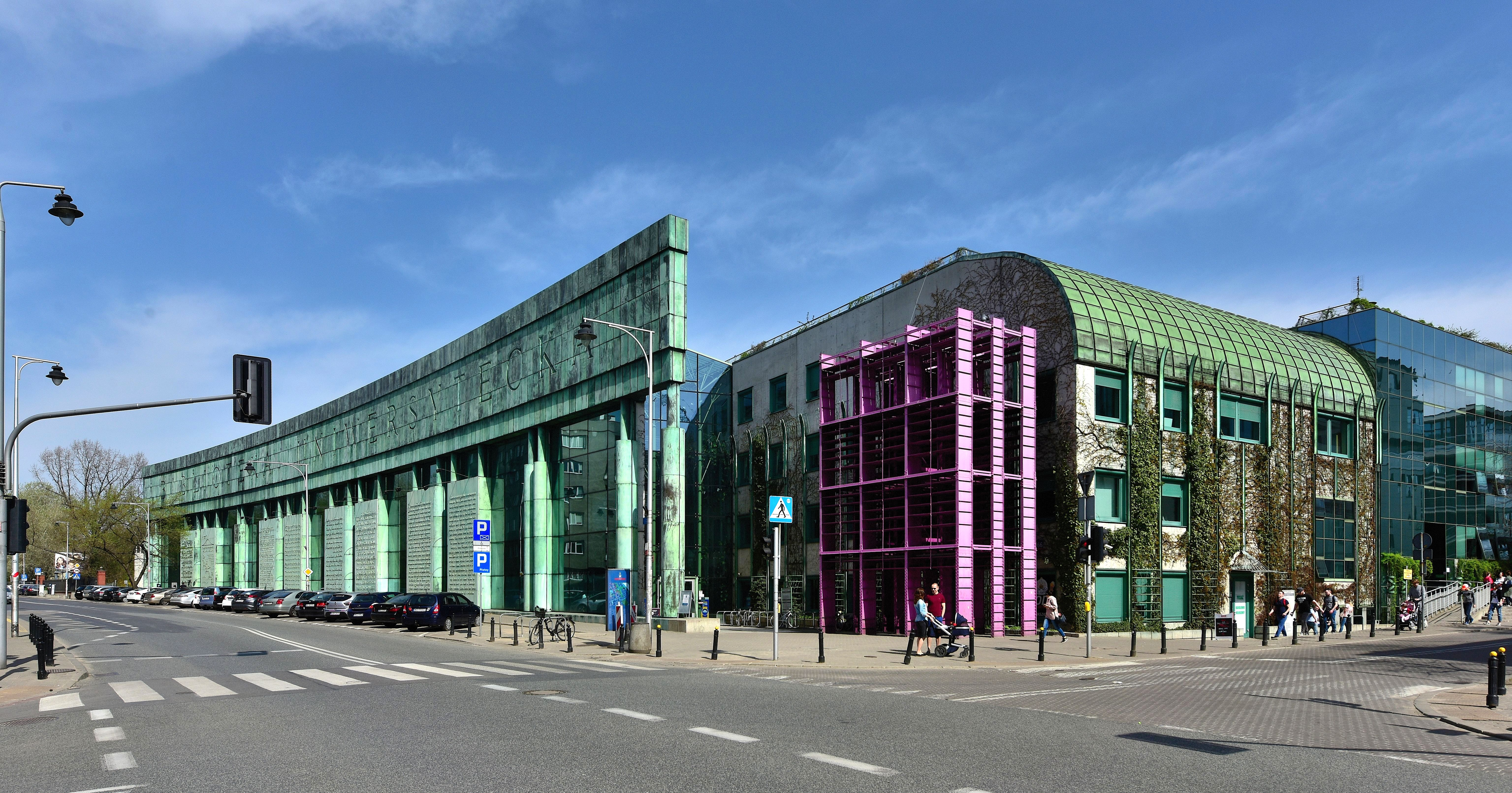
Biblioteca universitaria
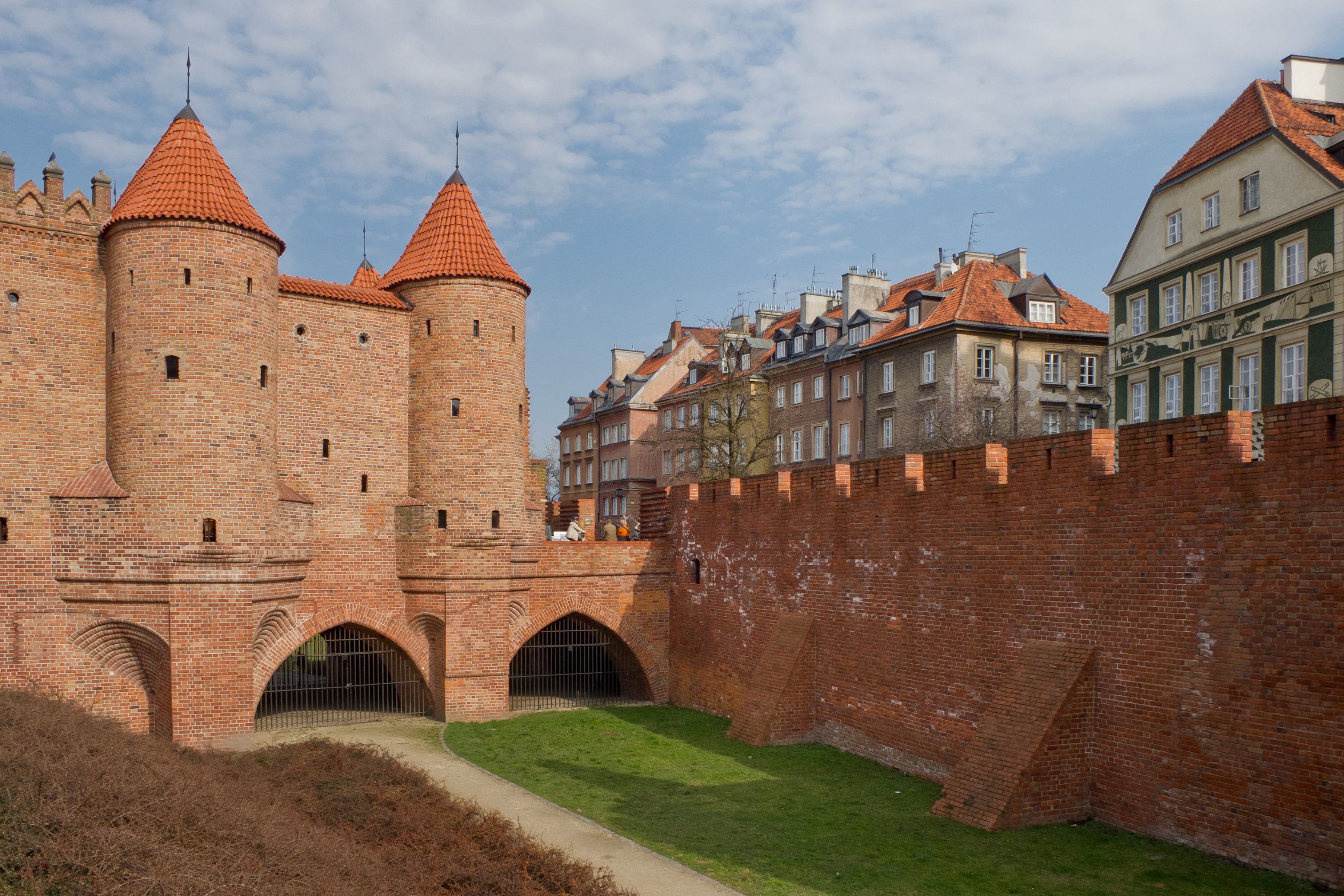
Barbacane di Varsavia
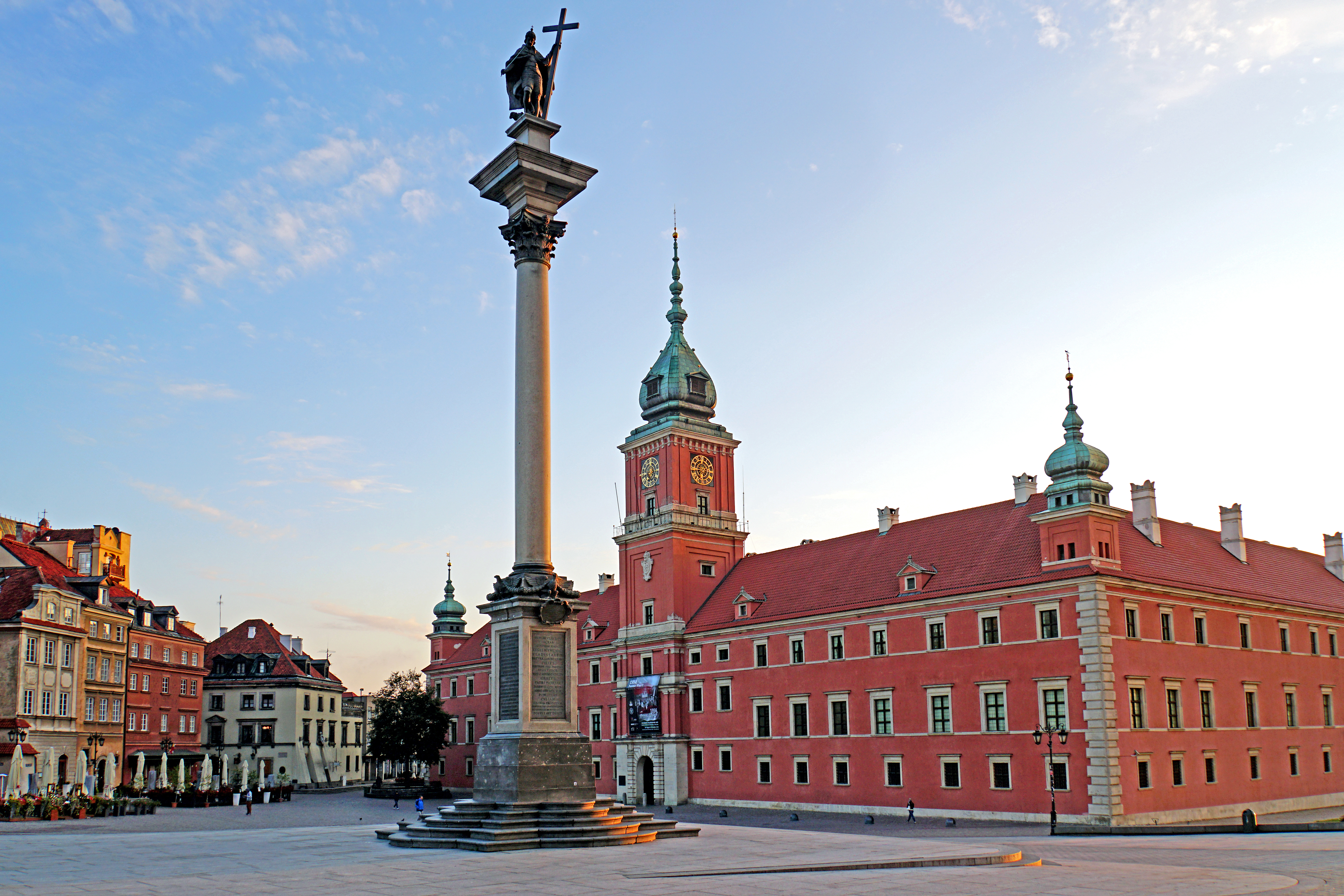
Il Castello Reale e la colonna di Sigismondo
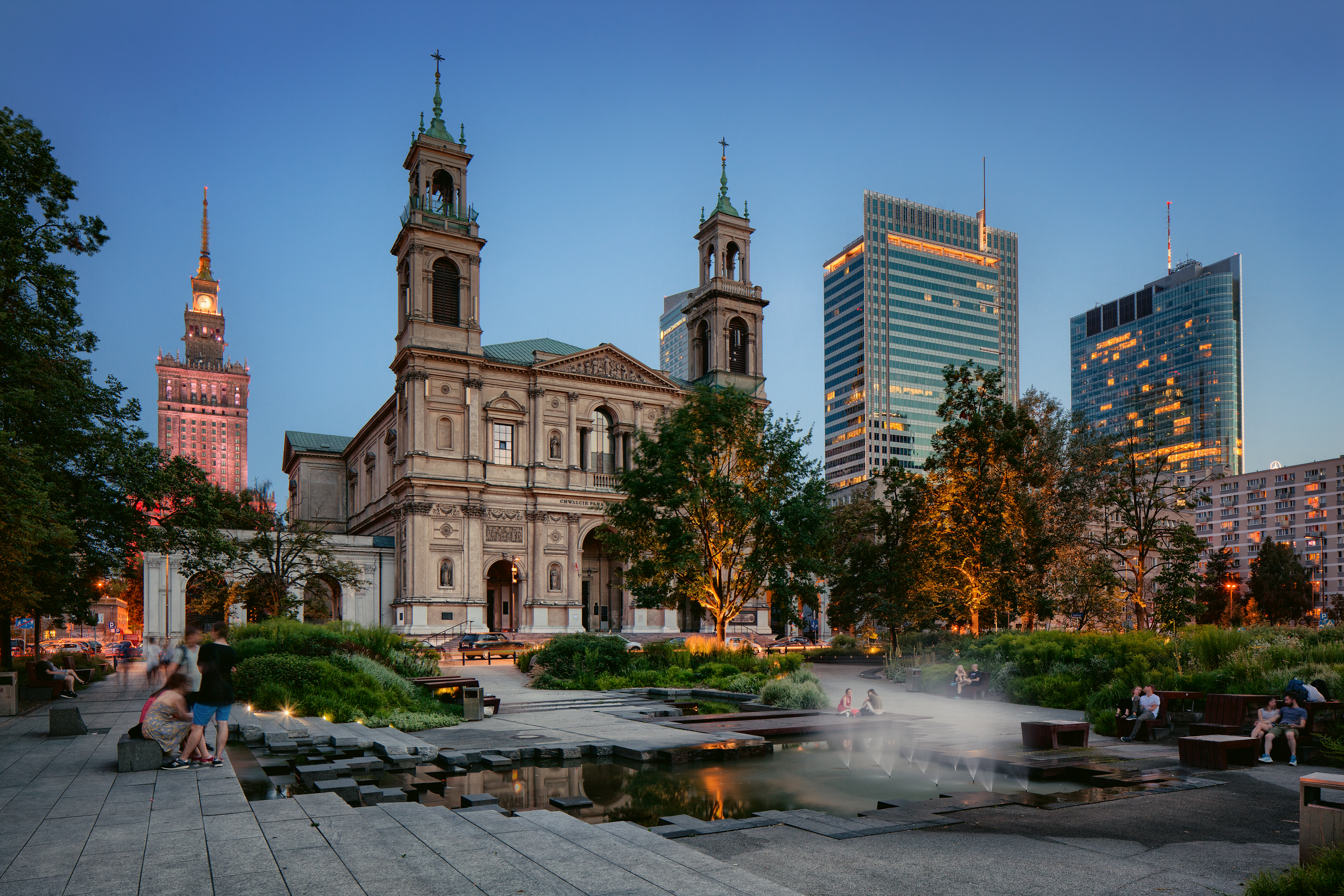
Piazza Grzybowski